# Роль христианства в западной цивилизации

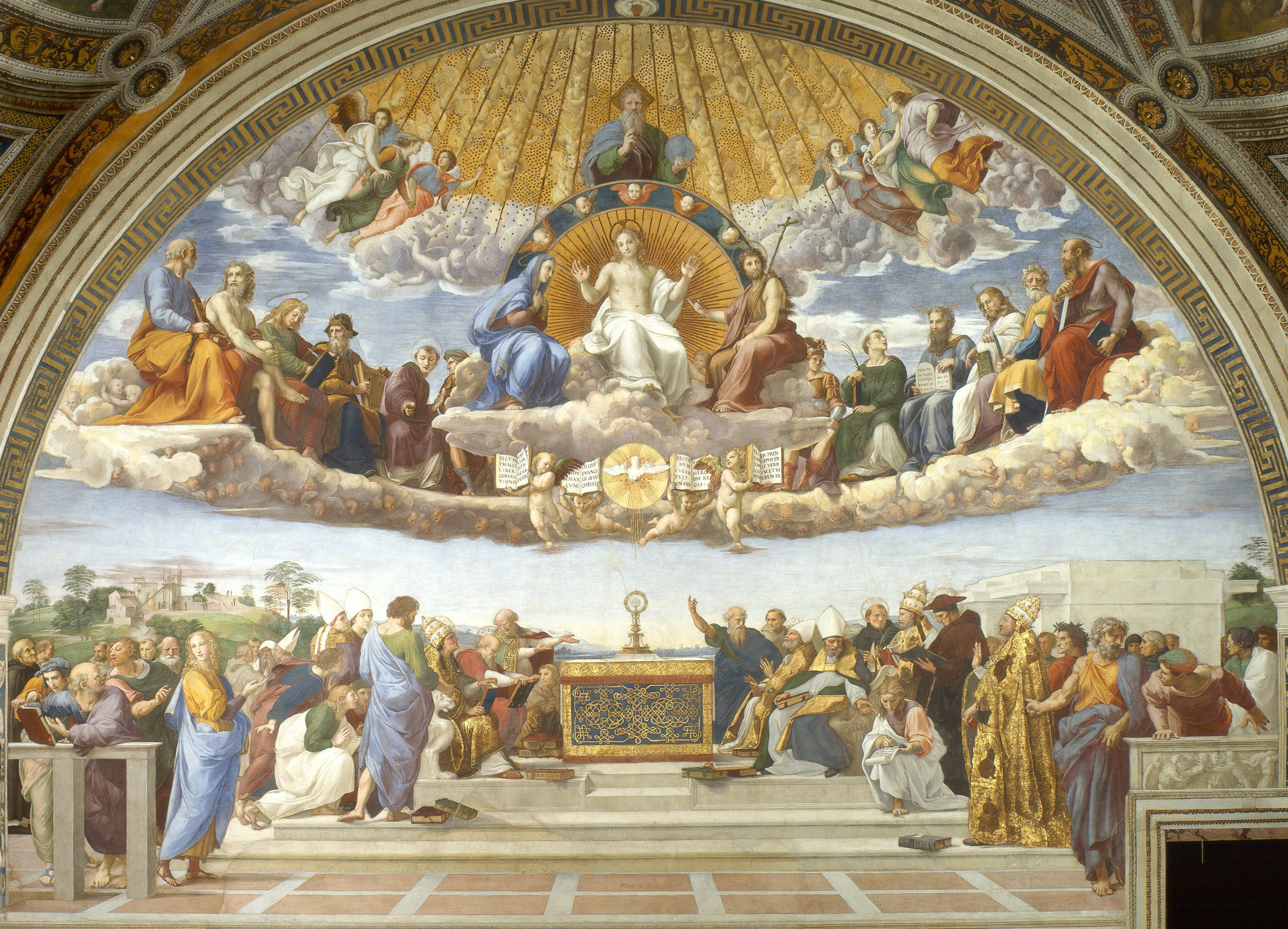
Диспута. Рафаэль, художник итальянского Возрождения, 1509—1510

Христианство неразрывно связано с историей и становлением западной цивилизации. На протяжении своей долгой истории Церковь была основным источником социальных услуг, таких как образование и медицина; источником вдохновения для искусства, культуры и философии; влиятельным игроком в политике и религии. Христианство различными способами пыталось повлиять на отношение Запада к пороку и добродетели в самых разных областях. Пасха и Рождество во многих странах отмечаются как государственные праздники; во всём мире был принят григорианский календарь в качестве гражданского календаря, а сам календарь отсчитывается со дня рождения Иисуса Христа.
Культурное влияние церкви было огромным. Церковные учёные сохранили грамотность в Западной Европе после падения Западной Римской империи. В средние века Церковь пришла на смену Империи как объединяющая сила в Европе. Средневековые Церкви остаются одними из самых знаковых архитектурных достижений западной цивилизации. Многие европейские университеты также были основаны церковью в Средневековье. Многие историки утверждают, что университеты и соборные школы возникли из-за спроса на образование, поддерживаемого монастырями. Университет в целом рассматривается как учреждение, появившееся в средневековой христианской среде на основе Воскресные школы. Реформация положила конец религиозному единству на Западе, но шедевры Ренессанса, созданные католическими художниками, такими как Микеланджело, Леонардо да Винчи и Рафаэль, остаются одними из самых знаменитых произведений искусства, из когда-либо созданных. Точно так же христианская церковная музыка таких композиторов, как Пахельбель, Вивальди, Бах, Гендель, Моцарт, Гайдн, Бетховен, Мендельсон, Лист и Верди, относится к числу самых почитаемых классических произведений западного канона.
Библия и христианское богословие также оказали влияние на западных философов и политических деятелей. Учение Иисуса, в том числе притча о добром самарянине, является одним из важнейших источников современных представлений о правах человека и благосостоянии. Влиятельны христианские учения о сексуальности, браке и семейной жизни. Христианство сыграло свою роль в прекращении таких практик, как человеческие жертвоприношения и детоубийство. Христианство в целом повлияло на статус женщин, осудив супружескую неверность, развод, инцест, полигамию, контроль над рождаемостью и аборты. В то время как официальное церковное учение считает, что женщины и мужчины дополняют друг друга, некоторые современные сторонники рукоположения женщин и феминизма утверждают, что проповеди апостола Павла, работы Отцов Церкви и теологов-схоластов говорили о дарованной небесами женской неполноценности. Тем не менее, женщины играли важную роль в западной истории, в том числе посредством Церкви, особенно в образовании и здравоохранении, а также в качестве влиятельных богословов и мистиков.
Христиане внесли огромный вклад в развитие человечества в самых разных областях, как исторических, так и современных, включая науку и технологии, медицину, изобразительное искусство и архитектуру, политику, литературу, музыку, филантропию, философию, этику, театр и бизнес.
Статистика присуждения Нобелевских премий за период с 1901 по 2000 годы показывает, что 65,4 % лауреатов Нобелевских премий принадлежат тем или иным христианским конфессиям. Восточные христиане (особенно несториане) также внесли свой вклад в арабскую исламскую цивилизацию в периоды Омейядского и Аббасидского халифата, переводя произведения греческих философов на сирийский, а затем на арабский язык. Они также преуспели в философии, науке, богословии и медицине.
К числу распространенных критических замечаний в адрес христианства относятся притеснение женщин, осуждение гомосексуализма, колониализма и различные другие случаи насилия. Христианские идеи использовались в различные времена как для поддержки, так и для прекращения рабства. Критика христианства исходила от различных религиозных и нерелигиозных групп по всему миру, некоторые из которых сами были христианами.

## Политика и право

### От ранних гонений до государственной религии

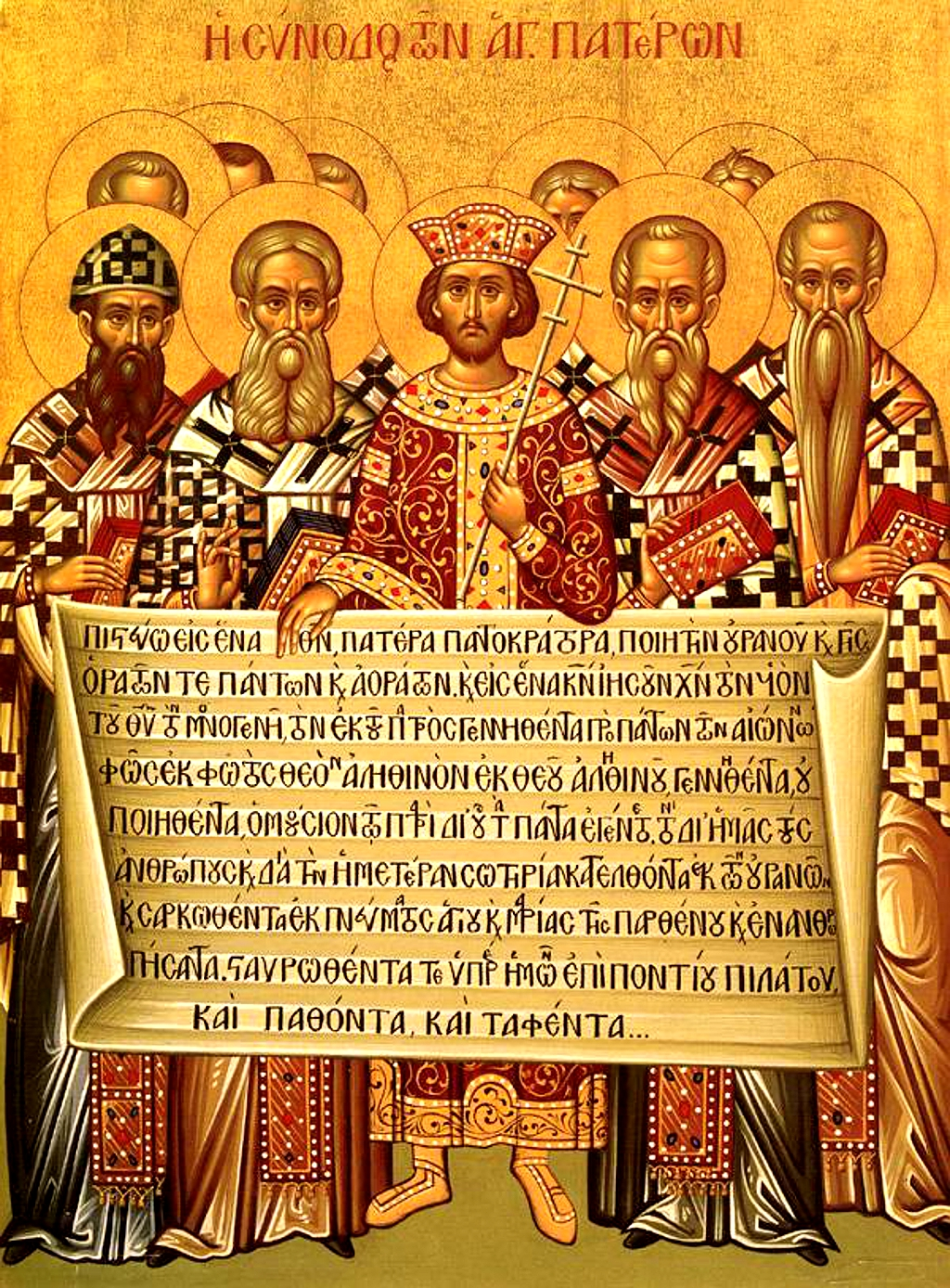
Икона с изображением римского императора Константина (в центре) и епископов Первого Никейского собора (325 г.), несущих Никейский символ веры 381 г.

Основу канонического права составляют ранние христианские тексты и их толкование в трудах Отцов Церкви. Христианство началось как иудейская секта в середине I века, возникшая из жизни и учения Иисуса из Назарета. Жизнь Иисуса описывается в библейском Новом Завете, одном из основополагающих текстов западной цивилизации, вдохновившем авторов бесчисленных произведений западного искусства. Рождение Иисуса отмечается в праздник Рождества, его смерть — во время Пасхального триденствия, а его воскресение — во время Пасхи. Рождество и Пасха являются государственными праздниками во многих западных странах.
Согласно христианскому вероучению, Иисус был влиятельным странствующим проповедником, распространяющим Евангельские заповеди (которые позже легли в основу западного права). Он был убедительным рассказчиком притч и философом нравственности, который призывал последователей поклоняться Богу, действовать без насилия и предрассудков, заботиться о больных, бедных и голодных. Эти учения оказали глубокое влияние на западную культуру. Иисус критиковал лицемерие религиозного истеблишмента, что вызвало гнев Синедриона, убедившего римского префекта провинции Иудея Понтия Пилата казнить его. В Талмуде говорится, что Иисус был казнён за колдовство и за то, что вёл народ в отступничество. Иисус был распят в Иерусалиме около 30—33 г. н.э.
Ранние последователи Иисуса, включая святых Петра и Павла, распространяли новое богословие об Иисусе и его этике по всей Римской империи и за её пределами, посеяв семена для развития католической церкви, первым Папой которой считается Апостол Пётр. Христиане иногда сталкивались с гонениями в течение этих ранних веков, особенно за отказ присоединиться к поклонению императорам. Тем не менее христианство, пронесённое через синагоги, купцов и миссионеров по всему миру, быстро росло в размерах и влиянии. Его уникальная привлекательность отчасти была обусловлена его ценностями и этикой.

#### Ценность человеческой жизни как основа права
Шумерская цивилизация была одной из первых мировых цивилизаций. Первые государства возникли в Древней Месопотамии. Городами-государствами Месопотамии правили от имени божества или у них были правители, которых считали божественными. Правители, а также священники, солдаты и бюрократы, выполнявшие их волю, были небольшим меньшинством, узурпировавшим власть.
Австралийский философ и биоэтик, Хельга Кусе, в своей книге «Доктрина святости жизни в медицине: Критика», пишет:

Если обратиться к истокам нашей западной традиции, то мы увидим, что в греческие и римские времена не каждая человеческая жизнь считалась неприкосновенной и достойной защиты. Рабы и «варвары» не имели полного права на жизнь, а человеческие жертвоприношения и гладиаторские бои были приемлемы… Спартанский закон требовал, чтобы ущербные младенцы погибали; для Платона детоубийство является одним из обычных институтов идеального государства; Аристотель считает аборт желанным вариантом; а стоический философ Сенека пишет беспочвенно: «Неестественное потомство мы уничтожаем; мы топим даже детей, которые при рождении слабы и ненормальны…» И хотя были отклонения от этих взглядов… наверное, правильно было бы сказать, что такие практики… были менее запрещены в древности. Большинство историков западной морали сходятся во мнении, что возвышение … христианства во многом способствовало формированию общего чувства, что человеческая жизнь ценна и достойна уважения.— 
Ирландский историк Уильям Лекки приводит ставшее классическим изложение о святости человеческой жизни в своей «Истории европейской морали», говоря, что христианство «сформировало новый стандарт, более высокий, чем любой из существовавших тогда в мире…». Христианский этик Дэвид Гаши говорит: «Учение Иисуса о справедливости тесно связано с приверженностью святости жизни…». Джон Кеоун, профессор христианской этики, отличает эту доктрину «святости жизни» от «подхода к качеству жизни, который признаёт только инструментальную ценность человеческой жизни, и виталистического подхода, который рассматривает жизнь как абсолютную нравственную ценность…». Кеоун говорит, что «…подход к святости жизни, который включает в себя презумпцию сохранения жизни, признаёт, что существуют обстоятельства, при которых жизнь может и не сохраняться любой ценой», и именно это обеспечивает основу законов, касающихся вопросов, связанных с эвтаназией.

#### Ранние взгляды на права женщин
В Риме существовала социальная кастовая система, в которой женщины не имели «правовой независимости и независимой собственности». В раннем христианстве, как объясняет Плиний Младший в своих письмах к императору Траяну, были люди «всех возрастов и рангов и обоих полов». В первом десятилетии II века Плиний сообщает об аресте двух рабынь, утверждавших, что они были «диакониссами». Обряд рукоположения женщин в диаконы существовал в Римской Папской (литургической) Церкви вплоть до XII века. Самое первое упоминание диаконисс на Западе встречается в рукописях XVIII века, в то время как восточные обряды рукоположения женщин восходят к III веку, и женщин в сане священника здесь гораздо больше.
В Новом Завете упоминается ряд женщин из ближайшего окружения Иисуса. Есть несколько евангельских рассказов о том, как Иисус распространял учение женщинам и о женщинах: его беседа с самарянкой у колодца, Помазание Иисуса миром Марией из Вифании, его восхищение бедной вдовой, пожертвовавшей две медные монеты Храму в Иерусалиме, его помощь женщине, обвиняемой в прелюбодеянии, его дружба с Марией и Марфой, сёстрами Лазаря, присутствие в его жизни Марии Магдалины, матери и других женщин после распятия. Историк Джеффри Блейни заключает, что «поскольку положение женщин в Палестине было невысоким, то доброта Иисуса по отношению к ним не всегда одобрялась теми, кто строго придерживался традиций».
По словам христианского апологета Тимоти Келлера, в греко-римском мире было обычным явлением подкидывать младенцев женского пола из-за низкого статуса женщин в обществе. Церковь запретила своим прихожанам делать это. Греко-римское общество не видело ценности в незамужней женщине, и поэтому вдове было незаконно жить более двух лет без повторного брака. Христианство не заставляло вдов выходить замуж и материально поддерживало их. Вдовы-язычники теряли контроль над наследством мужа при повторном вступлении в брак, но церковь позволяла вдовам сохранять имущество своего мужа. Христиане не верили в сожительство. Если мужчина-христианин хотел жить с женщиной, церковь требовала брака, и это давало женщинам законные права и гораздо большую безопасность. Наконец, был запрещен языческий двойной стандарт, разрешавший женатым мужчинам иметь внебрачные половые связи и любовниц. Учение Иисуса о разводе и защита Павлом моногамии положили начало процессу повышения статуса женщин, так что женщины-христианки, как правило, были более равноправны с мужчинами, чем женщины в других культурах.

#### Законы, касающиеся детей
В древнем мире детоубийство было незаконным, но редко подвергалось судебному преследованию. Проводилось различие между детоубийством и практикой оставления младенцев, что широко практиковалось. Многие брошенные дети умирали, но многие из них попадали в руки спекулянтов, которые воспитывали их в качестве рабов или проституток. Невозможно с какой-либо степенью достоверности установить, как на общество повлияли законы, предпринятые против детоубийств в Римской империи. «Однако можно с уверенностью утверждать, что под влиянием христианства публичность торговли беззащитными детьми стала невозможной, а чувство тяжести преступления значительно возросло».

#### Правовой статус при Константине
В 312 году н. э. император Константин проявил терпимость к христианам и во время своего правления провозгласил законы и политику, соответствующие христианским принципам. Он сделал воскресенье выходным днём для всего римского общества (первоначально оно было выходным только для городских жителей), и приступил к строительству церквей. Миланский эдикт Константина в 313 году н. э. положил конец государственным гонениям христиан на Востоке, а его собственное обращение в христианство стало важным поворотным пунктом в истории. В 325 году н. э. Константин созвал Первый Никейский собор, и поручил ему добиться консенсуса и единства в христианстве с целью утверждения его в качестве государственной религии Империи. Население и богатство Римской империи перемещались на восток, и примерно в 330 году Константин основал Константинополь как новый имперский город, который впоследствии стал столицей Восточной Римской империи. Патриарх Константинопольский стал соперничать с Папой Римским. Хотя культурная преемственность и взаимообмен между восточными и западными римскими империями продолжались, история христианства и западной культуры пошли разными путями. В 1054 году Великий раскол окончательно разделил римское католическое и восточное православное христианство.

#### Политическое влияние IV века и законы против язычников

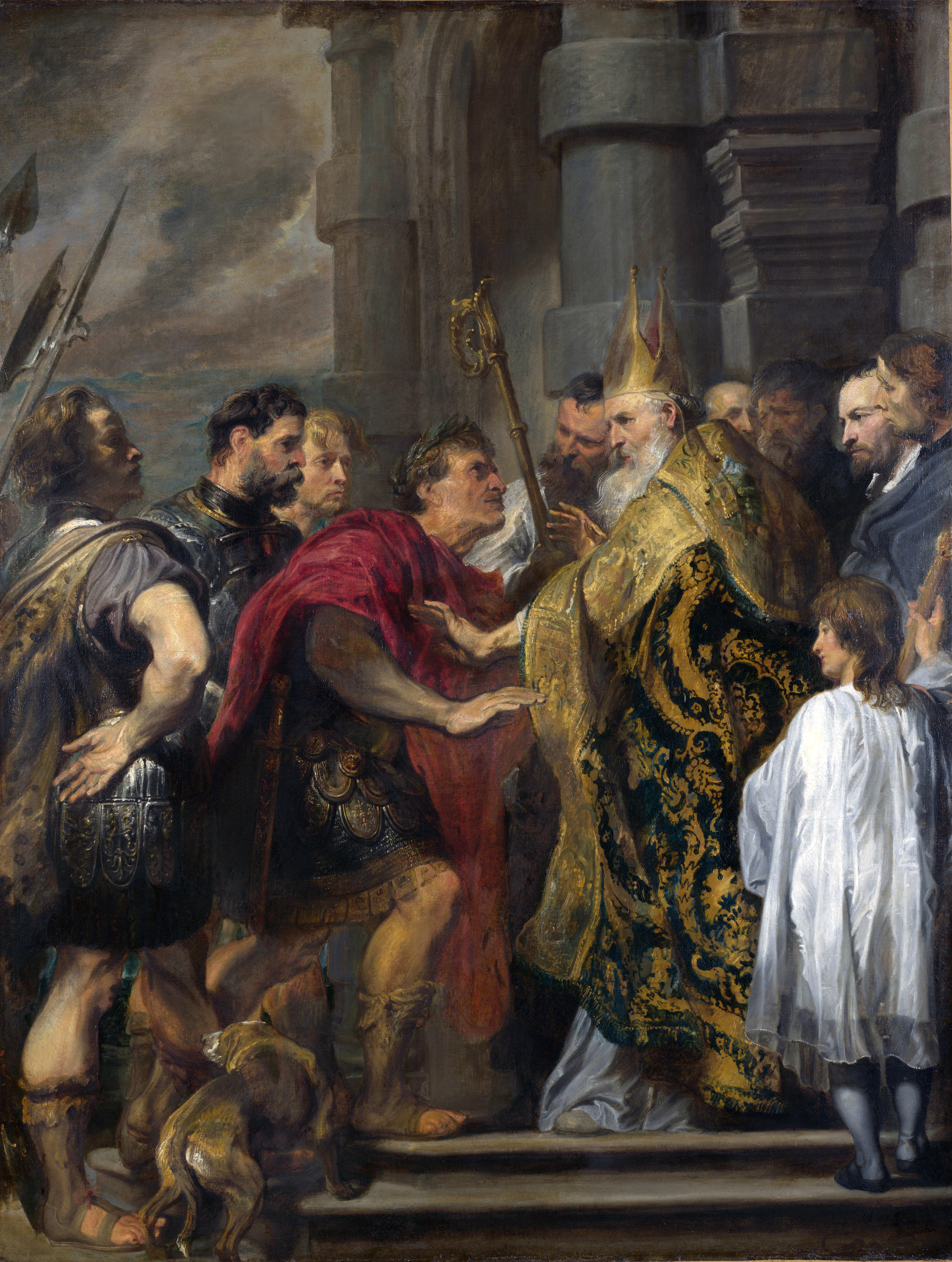
Святой Амвросий и император Феодосий, Антоний ван Дейк.

В течение IV века христианская письменность и богословие расцвели в «золотой век» литературной и научной деятельности, не имевшей себе равных со времен Вергилия и Горация. Многие из этих произведений остаются важными для политики, права, этики и других областей. В IV веке также зародился и новый жанр литературы: церковная история.
Трансформация христианства из периферийной секты в крупную силу внутри Империи часто считается результатом влияния святого Амвросия, бывшего епископом Милана во времена правления императора Феодосия, но некоторые исследователи сомневаются в этом. Феодосий I был последним императором объединённой Восточной и Западной Римской империи. В 381—385 годах рядом указов он запретил под страхом смертной казни жертвоприношения и предписал уничтожение языческих храмов. В апреле 390 года император Феодосий I приказал истребить тысячи жителей Салоников. Сохранилось письмо Амвросия Феодосию, датированное августом того же года, в котором говорится, что император Феодосий не может быть допущен к причастию, пока не раскается. Вольф Либешуец говорит, что «Феодосий подчинился и до Рождества пришёл в церковь без своего императорского облачения, где Амвросий допустил его к причастию».
Нейл Маклинн утверждает, что «встреча у дверей церкви давно известна как набожный вымысел». Дэниел Уошберн (англ. Daniel Washburn) объясняет, что изображение прелата, стоящего у дверей миланского собора, и преграждающего вход Феодосию, является плодом воображения Феодорита Кирского, историка V века, который писал о событиях 390 года, «используя своё собственное мнение для заполнения пробелов в исторической летописи». По словам антиковеда Питера Брауна, эти события касаются личного благочестия; они не являются тем поворотным моментом в истории, когда государство подчинилось церкви.
Согласно христианской литературе, язычество в римской империи закончилось к началу—середине V века, когда все обратились в христианство или были запуганы. С другой стороны, современная археология показывает, что это не так; язычество существовало по всей империи, и в разных её частях конец язычества наступал в разное время. Разрушение языческих храмов в некоторых местах подтверждается, но, как правило, в небольшом количестве, и не распространяется одинаково по всей империи. В большинстве регионов, удалённых от императорского двора, конец язычества чаще был постепенным.
Эдикт Феодосия 391 года нанёс очередной удар язычеству, установив тяжёлые штрафы за поклонение старым богам. Феодосий заблокировал возвращение языческого Алтаря Победы в здание римского Сената, а затем сражался против языческой реставрации Евгения, который заручился поддержкой язычников в борьбе за имперский престол. Начиная с времени правления Константина, было издано множество законов против язычества и язычников. Браун говорит, что указы Феодосия были «единообразно суровы, а наказания — суровые и часто ужасающие». Возможно, они послужили основой для подобных законов в Средневековье. Однако в древности они практически не применялись, и Браун добавляет, что «в большинстве областей многобожники не подвергались насилию, и, за исключением нескольких уродливых случаев, еврейские общины также имели вековое стабильное, даже привилегированное существование». Современные учёные отмечают, что язычники не были стёрты с лица земли или полностью обращены в христианство к V веку, как утверждают христианские источники. Язычники оставались в течение IV и V веков в достаточном количестве, чтобы сохранить широкий спектр языческих обычаев до VI века и даже позже в некоторых местах.

#### Политические и правовые последствия падения Рима
После падения Западной Римской империи (476 год) большая часть Запада вернулась к натуральному аграрному образу жизни, обеспечивающему средства к существованию. Центральная власть в VI веке всё ещё оставалась в Риме, но в остальной части империи органы власти были заменены германской племенной организацией и церковью. Христианская церковь обеспечивала хоть и слабую, но защиту и безопасность. Папство служило источником власти и преемственности в это критическое время. В отсутствие Magister militum, проживающего в Риме, даже контроль над военными делами переходил к Папе Римскому.

### Роль христианства в политике и праве средневековья
Историк Джеффри Блейни сравнил деятельность католической церкви в средние века с ранней версией государственной программы социальной защиты населения: «Церковь содержала больницы для стариков и детские дома; хосписы для больных всех возрастов; места для прокаженных, а также гостиницы или трактиры, где паломники могли купить дешёвый ночлег и еду». Она снабжала население продовольствием во время голода и раздавала пищу бедным. Эту систему социального обеспечения церковь финансировала за счёт сбора крупных налогов и за счёт владения большими сельскохозяйственными угодьями и поместьями.

#### Устав святого Бенедикта как правовая основа в тёмные века

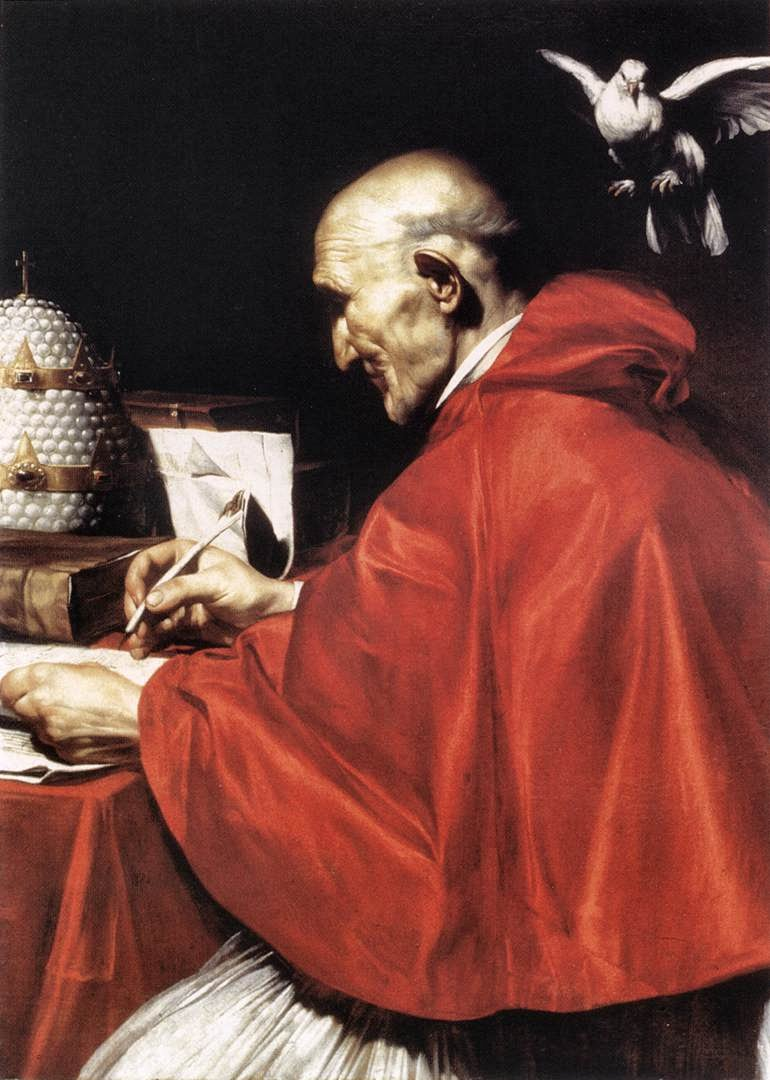
Папа Григорий Великий (ок. 540—604), на картине Карло Сарачени, ок. 1610 г., Рим.

Период между падением Рима (476 г. н. э.) и возвышением франков Каролингов (750 г. н. э.) часто называют «тёмными веками», однако его также можно назвать «эпохой монахов». Эта эпоха оказала влияние на политику и право благодаря трудам таких христианских деятелей, как святой Бенедикт (480—547), который поклялся вести целомудренную, послушную и бедную жизнь. После усиленной интеллектуальной подготовки и самоотречения, бенедиктинцы жили по Уставу святого Бенедикта: «молись и трудись». Этот устав стал основой большинства из тысяч монастырей, разбросанных по территории современной Европы. «…Безусловно, не будет никакого сомнения в признании того, что Устав святого Бенедикта был одним из величайших фактов в истории Западной Европы, и что его влияние и последствия ощущаются нами и по сей день».
Монастыри были образцами экономической продуктивности и находчивости, обучая местное население животноводству, сыроварению, виноделию и другим навыкам. Монастыри стали приютами для бедных, при монастырях работали больницы и хосписы, школы. Медицинская практика в средневековых монастырях внесла большой вклад в медицину. Монахи занимались науками, в частности, добились успехов в астрономии. На протяжении нескольких столетий многие светские лидеры обучались у монахов, потому что фактически это было единственной доступной формой образования. Частные наставники, репетиторы, также часто были монахами.
Формирование организованных групп верующих, независимых от власти и политики, постепенно привело к появлению ряда независимых социальных обществ.
Григорий I Великий (ок. 540—604) — один из латинских учителей (отцов) Церкви. Своими трудами Григорий Великий в значительной степени сформировал новый христианский запад на месте разделённой империи, а его толкования библейских книг, проповеди («Моралии на Книгу Иова», «Беседы на Евангелия», «Беседы на Книгу пророка Иезекииля», «Толкование на Песнь песней») и «Пастырское правило» стали неотъемлемой частью западной христианской традиции. Григорий Великий был образованным юристом римского права, администратором. Он олицетворяет переход от античного к средневековому мировоззрению, был основоположником многих структур поздней католической церкви. Согласно Католической энциклопедии, он рассматривал Церковь и государство как две ветви власти, сотрудничающие для формирования единого целого, действующего в церковной и светской сферах. К моменту его смерти папство стало значимой силой в Италии. Григорий был одним из немногих государственных деятелей, называемых Великими. Он также известен тем, что в 596 году организовал первую крупномасштабную миссию, направленную в Британию с целью обращения в христианство англосаксов. Он также сражался с арианством и донатистами, вёл переговоры с готами, пересмотрел литургию, и оказал влияние на развитие музыки, развивая в Церкви антифонное пение.

#### Карл Великий. Реформа законодательства и появление феодализма в раннем Средневековье
Карл Великий стал королём франков в 768 году. Он завоевал Нидерланды, Саксонию, северную и центральную Италию, а в 800 году папа Лев III короновал его императором Священной Римской империи. Карл Великий, которого иногда называют «отцом Европы» и основателем феодализма, провёл политическую и судебную реформу. Во время его правления началось раннее, или Каролингское возрождение — период интеллектуального и культурного возрождения в Западной Европе. Немецкий историк Йоханнес Фрид пишет, что Карл Великий произвёл такое большое влияние на свою эпоху, что до сих пор заметны его следы. Он содействовал развитию образования и грамотности, субсидировал школы, работал над защитой бедных, проводя экономические реформы; эти реформы, наряду с правовыми и судебными реформами, помогли создать процветающее королевство. Эти реформы помогли объединить государства лангобардов и франков, до Карла управляемые независимыми военачальниками. Объединённое государство превратилось в хорошо управляемую империю, которая имела развитые отношения с Папой Римским, и стала предшественником современной Франции. Фрид говорит, что: «он был первым королём и императором, который всерьёз ввёл в действие правовой принцип, согласно которому Папа был недосягаем для всего человеческого правосудия — решение, которое будет иметь серьёзные последствия в будущем».

#### Современное общее право, гонения и секуляризация начались в эпоху классического Средневековья

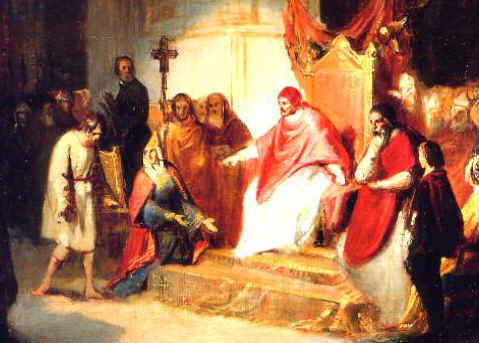
Генрих IV и папа Григорий VII в Каноссе в 1077 году, Карло Эмануэль

К концу XI века, благодаря усилиям Папы Григория VII, Церковь утвердилась как «автономное юридическое и политическое… [образование] в западном христианском мире». В течение следующих трёхсот лет Церковь оказывала большое влияние на западное общество; церковные законы были единым «универсальным законом … общим для юрисдикций и народов всей Европы». Имея собственную судебную систему, Церковь сохранила юрисдикцию над многими аспектами повседневной жизни, включая образование, наследование, устные обещания, клятвы, нравственные преступления и брак. Церковь стала одним из наиболее могущественных институтов Средневековья, а церковные взгляды нашли отражение во многих светских законах того времени. Католическая церковь была очень могущественной, по сути своей интернациональной и демократической структурой, со своими многочисленными ветвями, управляемыми различными монашескими орденами, каждый из которых имел своё собственное богословие и часто не соглашался с другими.
Люди, интересующиеся наукой, часто принимали монашеский постриг в одном из Святых Орденов и поступали в религиозные институты. Те, кто обладал интеллектуальными, административными или дипломатическими навыками, могли выйти за рамки привычных ограничений общества. Ведущих церковников из далёких стран принимали в местные епископства, что позволяло распространять общие европейские идеи на большие расстояния. Такие комплексы, как аббатство Клюни, становились оживлёнными центрами, со связями, распространявшимися по всей Европе. Обычные люди также преодолевали огромные расстояния во время паломничества, чтобы выразить свое благочестие и помолиться на месте святых мощей.
В переломном XII веке в Европе начался постепенный переход от Средневековья к современности. Феодалы медленно уступали власть королям по мере того, как короли начали централизовать власть в своих национальных государствах. Короли строили собственные армии вместо того, чтобы полагаться на своих вассалов, тем самым забирая власть у знати. «Государство» переняло юридическую практику, которая традиционно принадлежала местной знати и церкви; стало преследовать меньшинства. По мнению Роберта Мура, профессора Ньюкаслского университета, и других современных учёных, «рост светской власти и стремление к секуляризации представляли собой существенный контекст событий, которые привели к преследованиям в обществе». Эти процессы оказали воздействие на политику и право во многих отношениях. Появилась новая риторика, которая узаконила преследование, основанное на стереотипах, стигматизации и даже демонизации обвиняемых. Было изобретено общее налогообложение, золотые монеты и современное банковское дело для финансирования этого. Появилась полиция как инструмент государственного принуждения. Появились новые гражданские законы, в том числе позволяющие государству выступать в качестве ответчика и выдвигать обвинения от своего имени. Новой правовой процедурой стал институт инквизиции, позволявший судье проводить расследования по своей собственной инициативе, не требуя выдвижения обвинения от потерпевших.

Исключительный характер преследований на Латинском Западе, начиная с XII века, заключался не в масштабах или жестокости конкретных преследований, … а в их способности к устойчивому долгосрочному росту. Модели, процедуры и риторика преследований, которые были установлены в XII веке, наделили их силой бесконечного и неопределенного самозарождения и самообновления.— 
В конце концов, это привело к развитию среди первых протестантов убеждения, что концепции религиозной терпимости и отделения церкви от государства имеют важное значение.

#### Каноническое право, ценность дебатов и естественное право средневековых университетов
Христианство в эпоху Средневековья оказало долгосрочное влияние на политику и право благодаря созданию университетов. Каноническое право возникло из богословия и развивалось от него независимо. К 1200-м годам как гражданское, так и каноническое право стали основным аспектом церковной культуры, преобладающим в христианской мысли. Большинство епископов и пап этого периода были образованными юристами, а не богословами, и большая часть христианской мысли этого времени была не более чем продолжением права. В Средневековье религия, которая началась с осуждения власти закона (Римлянам 7: 1), разработала самый сложный религиозный закон, который когда-либо видел мир. Каноническое право стало плодородной почвой для тех, кто выступал за сильную папскую власть. Брайан Даунинг говорит, что в эту эпоху церковно-ориентированная империя почти стала реальностью. Однако он утверждает, что верховенство закона, установившееся в средние века, является одной из причин того, что в Европе в конечном итоге вместо этого была развита демократия.
Средневековые университеты не были светскими учреждениями, но они были основаны с уважением к диалогу и дебатам. Считалось, что хорошее понимание происходит от рассмотрения чего-либо с разных сторон. Аргументированные дебаты включались в систему обучения. Соответственно, в университетах проводилось то, что называлось «Quadlibettal» (с лат. — «quod libet», «что угодно»), где магистр задавал вопрос, а студенты приводили доводы и аргументы, и эти аргументы оценивались. Брайан Лоу говорит: «Участвовать мог буквально каждый, магистры и учёные из других школ, всевозможные духовные лица и прелаты, и даже гражданские лица, все интеллектуалы того времени, которых всегда привлекали подобные стычки, и все они имели право задавать вопросы и возражать против аргументов». В своеобразной атмосфере «ратушного собрания» любой человек (a quolibet) мог задавать устные вопросы буквально о чём угодно (de quolibet).
Фома Аквинский имел степень магистра Парижского университета и проводил кводлибеты. Он толковал труды Аристотеля на основе естественного права. Александр д’Энтрев англ. Alexander Passerin d'Entreves пишет, что естественное право подвергалось нападкам в течение полутора веков, однако оно остаётся одним из аспектов философии права, поскольку на нём базируется большая часть теории прав человека. Фома Аквинский учил, что справедливое руководство должно работать на «общее благо». Он определял закон как «указ разума», и что хороший закон не может быть просто волей законодателя. Фома Аквинский говорил, что главная цель закона заключается в том, что «добивалось и делалось добро, а зло избегалось».

#### Естественное право и права человека
Философские основы либеральной концепции прав человека можно найти в теориях естественного права, и многие размышления о естественном праве восходят к идеям Фомы Аквинского. Они и сейчас продолжают влиять на работы ведущих философов в области политики и права.
Согласно Фоме Аквинскому, каждый закон, в конечном счёте, является производным от того, что он называет «вечным законом»: Божья воля над всем сущим. Для Аквинского человеческий поступок хорош или плох в зависимости от того, насколько он соответствует здравомыслию, и именно это участие в «вечном законе» разумного существа называется «естественным законом». Фома Аквинский говорил, что естественный закон — это основополагающий принцип, который вплетён в ткань человеческой природы. Светские деятели, такие как Гуго Гроций, позднее расширили идею прав человека.

…нельзя и не нужно отрицать, что права человека имеют западное происхождение. Этого нельзя отрицать, потому что они морально основаны на иудео-христианской традиции и греко-римской философии; они кодифицировались на Западе на протяжении многих веков, они закрепились в национальных декларациях западных демократий и были закреплены в конституциях этих демократий.— 
Говард Тамбер, профессор журналистики Лондонского городского университета пишет: «Права человека — это не универсальная доктрина, а потомок одной конкретной религии (христианства)». Это не означает, что христианство преуспело в своей практике или не имело «своей доли нарушений прав человека».
Христианский этик, Дэвид Гуши, говорит, что христианство имеет «трагически неоднозначное наследие», когда речь идёт о применении этики. Он рассматривает три случая «раскола христианского мира против самого себя»: крестовые походы и попытку перемирия Св. Франциска с мусульманами; конкистадоры, геноцид коренных народов и протесты против него; постоянное преследование и защита евреев.
Всеобщая декларация прав человека была принята лишь в 1948 году. В её разработке принимали участие Элеонора Рузвельт, представитель Китая Чжан Пэнчунь и ливанский дипломат и философ Шарль Малик.

#### Возрождение римского права в средневековой инквизиции
В поздней Римской империи была сформирована инквизиторская система правосудия, и эта система была возрождена в Средневековье. В качестве судебного органа работали объединённые коллегии в составе как гражданских, так и церковных представителей, а в качестве инквизитора выступал епископ, его представитель или местный судья. По существу, Церковь вновь ввела римское право в Европе (в форме инквизиции), когда казалось, что германское право провалилось. «Средневековая инквизиция не была организацией, произвольно придуманной и навязанной судебной системе амбициями или фанатизмом церкви. Она была скорее естественной, можно сказать, неизбежной эволюцией действующих сил в XIII веке».
По словам Дженнифер Дин, профессора истории университета Миннесоты Моррис, «Святая инквизиция» подразумевает «институциональную согласованность и единство, которые никогда не существовали в средние века». Средневековая Святая инквизиция на самом деле представляла собой ряд различных учреждений Католической церкви, существовавших примерно с 1184 по 1230-е годы, и предназначенных для борьбы с ересью. Ересь была религиозной, политической и социальной проблемой. Таким образом, «первые проявления насилия против инакомыслящих обычно были результатом народного недовольства». Это привело к разрушению общественного порядка. Папская инквизиция (1230-е—1302) была создана для восстановления порядка, нарушенного насилием толпы против еретиков.

#### Священная война, рыцарство и корни современной терпимости
К XI веку турки-сельджуки завоевали [три четверти христианского мира]. Владения старой Восточной Римской империи, известной современникам как Византийская империя, сократились до площади, немногим большей, чем Греция. В отчаянии византийский император послал весть христианам Западной Европы с просьбой помочь братьям и сёстрам на Востоке— 
В 1095 году папа Урбан II откликнулся на просьбу Алексея I Комнина о помощи. Он призвал к первому крестовому походу на Иерусалим, чтобы освободить Святую землю от мусульманского владычества. Хью Пайпер, профессор Шеффилдского университета, говорит, что «важность города [Иерусалима] отражается в том факте, что на раннесредневековых картах [Иерусалим] помещён в центр мира».
До первого Крестового похода существовало паломничество, но не было чёткого представления о том, что такое, собственно, Крестовый поход. Британский историк Райли-Смит, специалист по Крестовым походам говорит, что крестовые походы были продуктом обновленной духовности Средневековья в той же мере, в какой они были связаны с политическими обстоятельствами. Высокопоставленные церковные деятели того времени преподносили верующим понятие христианской любви к верующим как повод взяться за оружие. Люди при этом стремились жить «апостольской» жизнью (лат. vita apostolica) и выражать христианские идеалы в благотворительной деятельности, примером которой являлись новые больницы, пастырская работа августинцев и премонстрантов, монашество. Райли-Смит заключает: «Благотворительность Святого Франциска сейчас может привлекать нас больше, чем благотворительность крестоносцев, но они произошли от одних и тех же корней». Историк-медиевист Констебль добавляет, что те «учёные, которые видят в Крестовых походах начало европейского колониализма и экспансионизма, удивили бы людей в то время. [Крестоносцы] не стали бы отрицать некоторые эгоистичные аспекты…, но преобладающий акцент был сделан на защите и восстановлении земель, которые когда-то были христианскими, и на самопожертвовании, а не на эгоизме и корысти участников». Райли-Смит также говорит, что учёные не находят доказательств материальной мотивации участников крестовых походов.
Такие идеи, как священная война и рыцарство, как в мышлении, так и в культуре, продолжали постепенно развиваться с XI по XIII века. Это прослеживается в различных законах, обычаях, сказках, преданиях и исторических документах, в письмах, баснях и стихах, написанных в период крестовых походов.
По мнению профессора политологии Эндрю Мерфи, понятия толерантности и терпимости не были отправной точкой в отношениях между различными общественными группами, вовлечёнными в крестовые походы. Идеи толерантности стали развиваться во время крестовых походов благодаря определению правовых границ между этими группами. В конечном счёте, у ранних протестантов появилось убеждение в том, что необходимо разработать концепцию религиозной терпимости.
Тем не менее, «колоссом средневекового мира был ислам, а не христианство», и, несмотря на первоначальный успех, Крестовые походы, продолжавшиеся четыре столетия, в конечном итоге закончились провалом для западного христианства.

#### Моральный упадок и рост политической власти Церкви в позднем Средневековье
В течение «катастрофического» XIV века с его эпидемией бубонной чумы, голодом и войнами люди были ввергнуты в замешательство и отчаяние. Церковь, бывшая на вершине власти в 1200-х годах, вступила в период упадка, внутренних конфликтов и коррупции. По словам Вальтера Ульманна, австрийского учёного, Церковь потеряла «моральное и духовное лидерство и авторитет, которые она создавала в Европе на протяжении столетий последовательной, детальной и динамичной работы… Теперь папство было вынуждено проводить политику, которая, по сути, была направлена на умиротворение и перестала быть директивной, ориентирующей и определяющей».
По словам Мэтьюза и ДеВитта, «Папы в XIV — середине XV веков обратили свой интерес к искусству и гуманитарным наукам, а не к насущным моральным и духовным вопросам. Более того, они были жизненно заинтересованы в атрибутах политической власти. Они погрузились в итальянскую политику,… правя как светские князья на своих папских землях. Их мирские интересы и вопиющие политические манёвры только усилили растущее неодобрение папства и дали критикам Церкви ещё больше примеров коррупции и упадка этого института». По мере того, как Церковь становилась всё более могущественной, богатой и коррумпированной, многие стремились к реформам. Были основаны доминиканский и францисканский ордена, которые делали акцент на бедности и духовности, а также развивалась концепция нового благочестия (лат. Devotio moderna), которая работала на создание идеала благочестивого общества простых нерукоположенных людей и, в конечном итоге, на Реформацию и развитие современных концепций толерантности и свободы вероисповедания.

#### Рост и упадок политической власти женщин
В римской Папской церкви XIII века молитва о рукоположении женщин в дьяконы была упразднена, а рукоположение применялось только к священникам-мужчинам.
В 1400-х годах женщина-ведьма стала стереотипом. В 1487 году Папа Иннокентий VIII объявил, что «большинство ведьм — женщины». «Европейский стереотип ведьмы воплощает в себе два очевидных парадокса: во-первых, он был создан не „варварскими тёмными веками“, а в эпоху прогрессивного Возрождения и раннего Нового времени; во-вторых, западное христианство не признавало существования ведьм на протяжении веков, и не криминализировало их примерно до 1400 года». Социолог Дон Свенсон говорит, что объяснение этому может заключаться в иерократической природе средневекового общества, которая привела к насилию и принуждению к конформизму. «Было много споров о том, сколько женщин было казнено…[и оценки сильно варьируются, но цифры], малые и большие, мало что говорят о том ужасе и бесчестии, которым подверглись эти женщины. Такой подход резко контрастирует с тем уважением, которое проявлялось к женщинам в раннюю эпоху христианства и в ранней Европе…».
Женщины фактически не участвовали в политической и торговой жизни, однако некоторые влиятельные женщины-церковницы были исключением. Среди настоятельниц средневековых монастырей были могущественные фигуры, чьё влияние могло соперничать с влиянием епископов и аббатов-мужчин: «Они обращались с королями, епископами и величайшими лордами на условиях полного равенства; … они присутствовали на всех крупных религиозных и национальных торжествах, при освящении церквей и даже, подобно королевам, принимали участие в работе национальных собраний». Растущая популярность культа Девы Марии сделала материнскую добродетель центральной темой культуры католической Европы. Кеннет Кларк писал, что «культ Девы» в начале XII века «научил расу жёстких и безжалостных варваров добродетелям нежности и сострадания».

#### Папы-политики
В 1054 году, после многовековых напряжённых отношений, произошел Великий раскол из-за различий по вопросам догматического и канонического, а также литургического и дисциплинарного характера. Он разделил христианский мир между западной католической церковью с центром в Риме, и восточной Православной церковью с центром в Константинополе, столице Византийской империи.
Отношения между главными сообществами западного общества — дворянством, монархией и духовенством также иногда приводили к конфликтам. Например, борьба за инвеституру была одним из наиболее значительных конфликтов между церковью и государством в средневековой Европе. Несколько Пап оспаривали полномочия монархии по назначению (инвеституре) епископов и аббатов. В широком политическом аспекте этот спор являлся борьбой за верховенство власти в империи. Двор императора Священной Римской империи Фридриха II, находившийся на Сицилии, соперничал с папством за контроль над Северной Италией.
В 1302 году Папа Бонифаций VIII (1294—1303) издал Unam sanctam, папскую буллу, провозглашающую превосходство Папы над всеми светскими правителями. Филипп IV Красивый в ответ послал армию для ареста Папы. Бонифаций спасся бегством и вскоре после этого умер. «Этот эпизод показал, что папы больше не могут соперничать с феодальными королями», и показал заметное падение папского престижа. Британский историк Джордж Гарнетт говорит, что реализация идеи папской монархии привела к потере престижа, так как, чем более эффективной становилась папская бюрократическая машина, тем сильнее она отдалялась от народа, и тем больше приходила в упадок.
Папский двор находился в Авиньоне с 1305 по 1378 годы. Это было вызвано конфликтом между итальянским папством и французской короной. Богослов Роджер Олсон говорит, что Церковь достигла своего апогея в то время, когда три разных человека претендовали на звание законного Папы.

То, что происходило с папством во второй половине XIII века, стало свидетельством постепенного, хотя и явно заметного распада Европы как единой церковной единицы и фрагментацией Европы на независимые, автономные образования, которые вскоре стали называться национальными монархиями или государствами. Эта фрагментация ознаменовала ослабление папства как управляющего института, действующего во всемирном масштабе.— 

#### Политическая и правовая власть государства и современная инквизиция
История инквизиции делится на две основные части: «её создание средневековым папством в начале XIII века и её преобразование между 1478 и 1542 годами в постоянную светскую государственную бюрократию: испанскую, португальскую и римскую инквизиции… которые существовали до XIX века». Инквизиция XIII века имела ограниченную власть и влияние, тогда как полномочия нового «Священного трибунала» были расширены властью государства до «одной из самых грозных машин разрушения, которые когда-либо существовали».
Историк Хелен Роулингс (англ. Helen Rawlings) говорит: «Испанская инквизиция отличалась [от более ранних инквизиций] в одном фундаментальном отношении: она была ответственна перед короной, а не перед Папой Римским, и использовалась для консолидации государственных интересов». Она была санкционирована Папой, но первые инквизиторы оказались настолько жестокими, что Папа почти сразу же воспротивился этому, но безрезультатно. В начале 1483 года испанская королевская чета учредила совет Consejo de la Suprema y General Inquisición для управления инквизицией, и назначили Торквемаду Великим инквизитором. В октябре 1483 года папская булла передала власть короне. По словам Хосе Касановы (исп. José Casanova), испанская инквизиция стала первым по-настоящему национальным, единым и централизованным государственным учреждением. После 1400-х годов несколько испанских инквизиторов были выходцами из религиозных орденов.
Португальская инквизиция также полностью контролировалась короной, которая создала правительственный Генеральный совет для надзора за ней. Великий инквизитор, избранный королем, всегда был членом королевской семьи. Первый статут Limpieza de sangre (с исп. — «чистокровный») появился в Толедо в 1449 году, а затем был принят и в Португалии. Первоначально эти статуты были осуждены Церковью, но в 1555 году высококоррумпированный папа Александр VI утвердил статут о «чистоте крови» для одного из религиозных орденов.
В своей книге об истории португальской инквизиции Джузеппе Маркоччи (итал. Giuseppe Marcocci) говорит, что существует глубокая связь между возвышением испанских Габсбургов — Филиппа II, Филиппа III и Филиппа IV («династии Филиппов», как называют их португальцы), ростом инквизиции и принятием статутов о чистоте крови, число которых всё больше увеличивалось, и которые больше касались этнического происхождения, чем религии.
Историк Томас Майер пишет, что «римская инквизиция служила давним политическим целям папства в Неаполе, Венеции и Флоренции». При Павле III и его преемнике Юлии III, а затем и при большинстве других пап, деятельность римской инквизиции была относительно сдержанной, а её структура управления была значительно более бюрократической, чем у других инквизиций. В то время, как средневековая инквизиция фокусировалась на распространённых заблуждениях, которые приводили к нарушению общественного порядка, римская инквизиция занималась ортодоксальностью более интеллектуального, академического характера. Римская инквизиция, вероятно, больше всего известна своим осуждением Галилея.

### Роль христианства в политике и праве от Реформации до современной эпохи

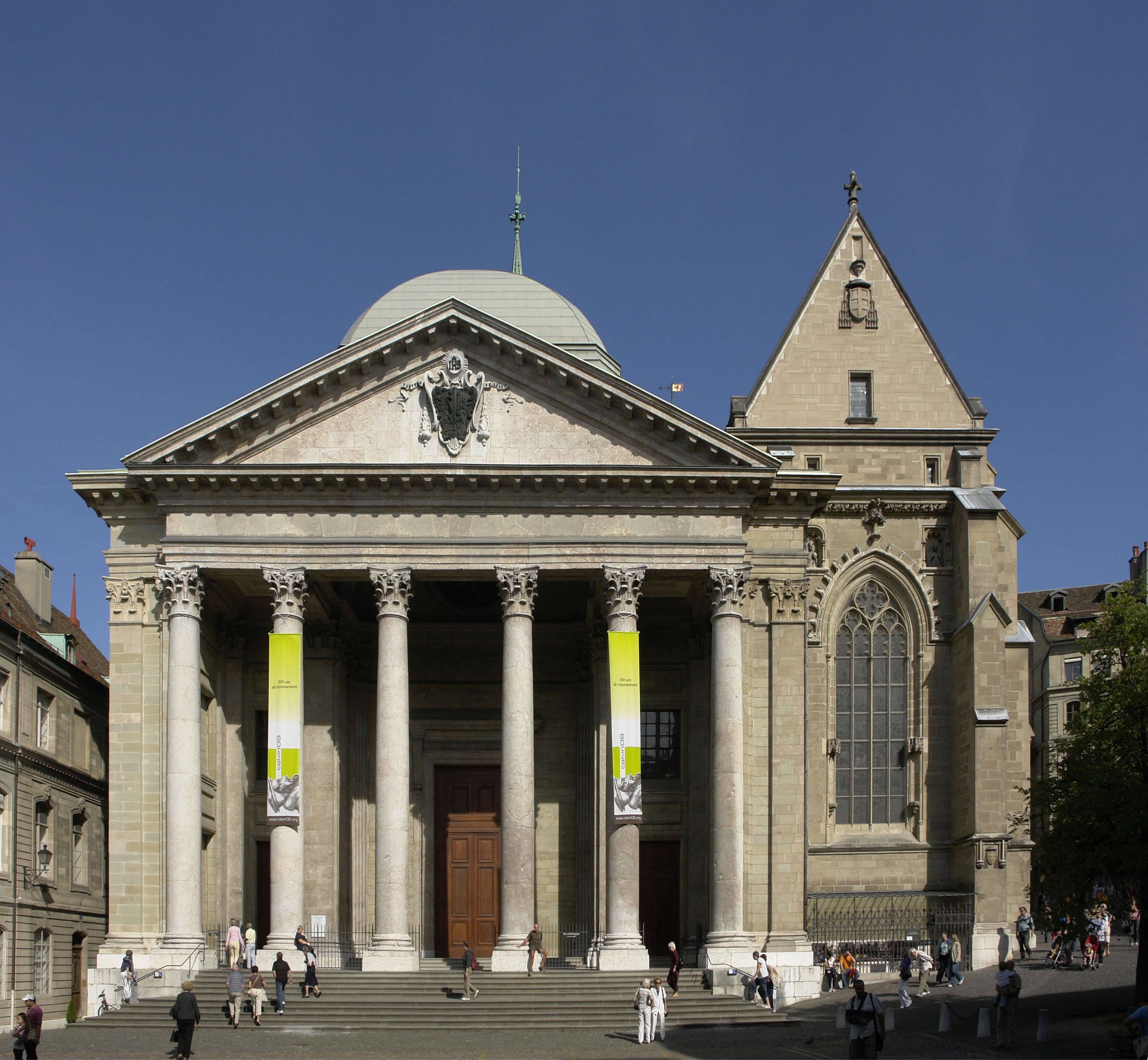
Кальвин проповедовал в соборе Сен-Пьер, главной церкви Женевы

В средние века Церковь и мирские власти были тесно связаны друг с другом. Мартин Лютер принципиально разделял религиозное и мирское царства (учение о двух царствах). Верующие были обязаны благоразумно управлять мирской сферой. Учение Лютера о священстве всех верующих значительно повысило роль мирян в церкви. Члены общины имели право избирать священнослужителя и, в случае необходимости, голосовать за его отстранение от должности (Трактат О праве и полномочиях христианского собрания…, 1523). Жан Кальвин укрепил этот, в сущности, демократический подход, включив избранных мирян (церковных старейшин, пресвитеров) в своё представительное церковное правительство. Гугеноты добавили к этому региональные синоды и национальный синод, члены которых избирались конгрегациями. Эта система была перенята другими реформаторскими церквями.
В политическом плане Жан Кальвин был сторонником сочетания аристократии и демократии. Он ценил преимущества демократии: «Это бесценный дар, если Бог позволяет народу свободно выбирать себе власть и господ». Кальвин также считал, что земные правители теряют свое божественное право и должны быть низложены, когда восстают против Бога. Чтобы ещё больше защитить права простых людей, Кальвин предложил разделить политические силы с помощью системы сдержек и противовесов (разделение властей). Кальвинисты и лютеране XVI века разработали теорию сопротивления, названную доктриной младшего магистрата, которая позже была использована в Декларации независимости США. Таким образом, ранние протестанты сопротивлялись политическому абсолютизму и прокладывали путь для подъёма современной демократии. В XVII—XVIII веках Нидерланды под руководством кальвинистов были одной из самых свободных стран в Европе. Они предоставили убежище таким философам, как Рене Декарт, Бенедикт Спиноза и Пьер Бейль. Гуго Гроций смог преподавать свою теорию естественного права и относительно либеральное толкование Библии.
В соответствии с политическими идеями Кальвина, протестанты создали как английскую, так и американскую демократию. В Англии XVII-го века наиболее важными лицами и событиями в этом процессе были: Гражданская война в Англии, Оливер Кромвель, Джон Мильтон, Джон Локк, Славная революция, английский Билль о правах и Акт о престолонаследии (Великобритания). Позже англичане перенесли свои демократические идеалы и в свои колонии, например в Австралию, Новую Зеландию и Индию. В XIX и XX веках британский вариант современной демократии, конституционная монархия, был перенят протестантскими Швецией, Норвегией, Данией и Нидерландами, а также католическими Бельгией и Испанией. В Северной Америке Плимутская колония (отцы-пилигримы, 1620 г.) и колония Массачусетского залива (1628 г.) практиковали демократическое самоуправление и разделение властей. Эти конгрегационалисты были убеждены, что демократическая форма правления — это воля Божья. Мэйфлауэрское соглашение было общественным договором.

## Половая нравственность
Классицист Кайл Харпер говорит:

Триумф христианства не только привёл к глубоким культурным изменениям, но и создал новые отношения между половой нравственностью и обществом… Наследие христианства заключается в распаде древней системы, в которой социально-политический статус, власть и передача социального неравенства следующему поколению диктовали условия половой нравственности.— 
И древние греки, и римляне рассуждали и писали о морали и половой нравственности в категориях хорошего и плохого, чистого и осквернённого, идеального и греховного. Древнеримское общество было иерархическим. Свободнорождённые римские граждане были разделены на несколько классов, в зависимости от происхождения и имущественного положения. Половая нравственность и скромность имели разное значение для мужчин и для женщин, для знатных людей и бедных, для свободных граждан и рабов, в отношении которых понятия чести, стыда и сексуальной скромности практически не имели никакого значения. Считалось, что у рабов не может быть этики, так как они не могли опуститься ещё ниже в социальной иерархии. Рабы часто использовались для сексуальных утех. В то же время, свободные и знатные граждане считались олицетворением чести, и поэтому у них должно было быть чувство стыда, соответствующее их положению. Римская литература свидетельствует о том, что римляне знали об этих двойных стандартах.
Стыд и позор были глубоко социальными понятиями, которые в Древнем Риме всегда определялись полом и статусом. «Недостаточно того, что жена просто ведёт себя подобающим образом; требовалось, чтобы её добродетели были заметны». В то же время, мужчинам разрешалось иметь любовниц-паллаке (др.-греч. παλλακαί). Таким образом, в римском обществе считалось, что контроль мужа над сексуальным поведением жены имеет огромное значение, и в то же время сексуальные отношения мужчин с юношами рассматривались как нечто незначительное. Христианство стремилось установить равные правила сексуального поведения для мужчин и женщин, и защитить молодёжь — как рабов, так и свободных граждан. Это было преобразованием логики сексуальной морали.
Ранние Отцы церкви выступали против прелюбодеяния, полигамии, гомосексуализма, педерастии, скотоложества, проституции и инцеста, защищая при этом неприкосновенность брачного ложа. Главный христианский запрет на такую порнею (др.-греч. πορνεία), которая является собирательным названием для этого набора форм сексуального поведения, «столкнулся с глубоко укоренившимися моделями римской вседозволенности, когда легитимность сексуальных контактов определялась в первую очередь статусом. Святой Павел, взгляды которого стали преобладающими в раннем христианстве, сделал тело священным пространством, точкой посредничества между человеком и богом. Преобладающее мнение о том, что пол, а не статус, власть, богатство или положение — является главным определяющим в уместности полового акта, было очень важным. Сводя половой акт до самых основных составляющих мужского и женского пола, Павел смог описать окружающую его сексуальную культуру в новых понятиях».
Христианская сексуальная идеология неразрывно связана с христианской концепцией свободного волеизъявления. «В своём первоначальном виде христианская свобода воли была космологическим утверждением — аргументом об отношениях между Божьей справедливостью и личностью… по мере того, как христианство проникало в жизнь общества, дискуссия смещалась в сторону фактической психологии воли и материальных ограничений сексуального действия… Острая забота Церкви о волеизъявлении помещает христианскую философию в самые живые течения имперской греко-римской философии, [где] православные христиане предложили радикально отличительную её версию». Греки и римляне говорили, что глубочайшая нравственность нашей жизни зависит от нашего социального положения, дарованного судьбой. Христианство «проповедовало освободительное послание свободы. Это была революция не только в правилах поведения, но и в самом образе человека — свободном, хрупком и несущем огромную ответственность за себя перед Богом. Это была революция в природе требований общества к морали… Есть риск переоценить изменения, которые пришли с христианством; но есть и риск недооценить влияние христианства на общественную мораль».

## Брак и семейная жизнь

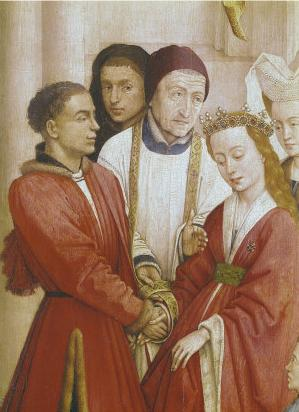
«Итак, что Бог соединил, человек да не разлучает». (Евангелие от Матфея 19: 6) Супружество, Алтарь семи таинств, Рогир ван дер Вейден, ок. 1445.

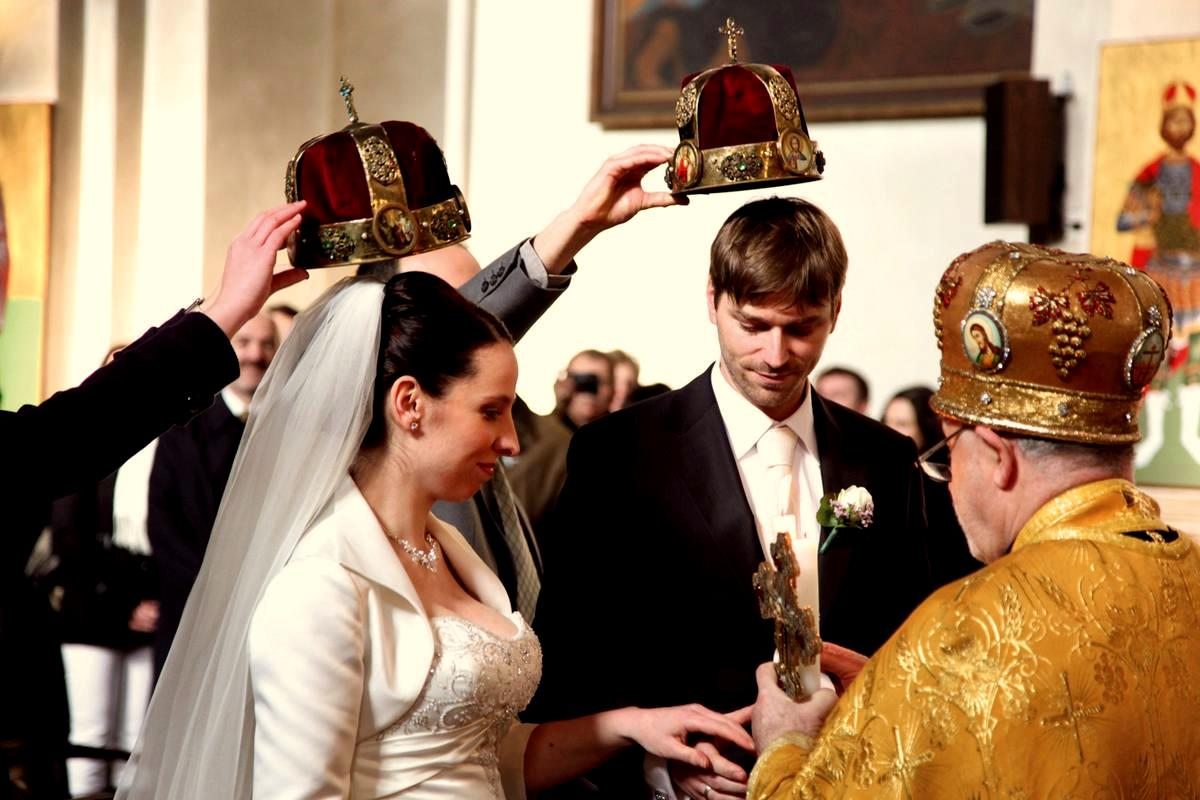
Православное венчание, Собор Святых Кирилла и Мефодия (Прага), Чехия.

Учение Церкви использовалось для «установления […] положения женщины согласно закону». Происходили дебаты о том, улучшила ли Церковь положение женщин.
С начала XIII века Церковь официально признала брак между добровольно соглашающимися, крещёными мужчиной и женщиной как таинство — знак, передающий особый дар Божьей любви. Ферраро-Флорентийский собор в 1438 году дал это определение, следуя более ранним заявлениям Церкви, датируемым 1208 годом, и объявил, что брачный союз — это особое единение супругов друг с другом в Церкви и во Христе. Однако пуритане, высоко ценя этот институт, рассматривали брак как гражданский, а не религиозный вопрос, находящийся под юрисдикцией гражданских судов. Это произошло потому, что они не нашли в Библии прецедента для священнослужителей, совершающих обряды бракосочетания. Кроме того, говорилось, что брак служит для «облегчения страстного желания (Concupiscence)», а также для достижения любых духовных целей. Во время протестантской Реформации Мартин Лютер и Жан Кальвин отрицали таинство брака. Это единогласие было нарушено на Ламбетской конференции 1930 года — проводящейся раз в десятилетие встрече всемирного англиканского сообщества.
Католическая церковь приравнивает добрачный секс к прелюбодеянию, и связывает его с нарушением шестой заповеди («Не прелюбодействуй», согласно лютеранской традиции) в своём Катехизисе. Сожительство и секс до брака не запрещались англиканской церковью до «Акта лорда Хардвика о браке» 1753 года, который впервые установил, что все граждане Англии и Уэльса должны заключать брак в своей приходской церкви. До этого времени считалось, что брак начинается с обручения, когда пары начинали жить вместе. Процесс, начатый во время принятия Акта Хардвика, продолжался на протяжении 1800-х годов, и сожительство без венчания стало считаться нелигитимным.
Священные Писания Нового Завета, посвящённые вопросам сексуальности, обширны. К ним относятся: Апостольские правила о браке, сексуальная безнравственность, божественная любовь (1Кор. 13), взаимная самоотдача (1Кор. 7), связь между Христом, мужем и женой (1Кор. 6:15—20), честь брака и бесчестие прелюбодеяния (Евр. 13:4).

### Римская империя
На заре христианства в Римской империи считалось, что женщины уступают мужчинам интеллектуально и физически и «естественно зависимы». Афинские женщины юридически считались детьми, независимо от возраста, и являлись «законной собственностью какого-то мужчины на всех этапах жизни». Женщины в Римской империи имели ограниченные права и не могли заниматься профессиональной деятельностью. Убийство младенцев женского пола и аборты практиковались всеми классами. Мужчины могли иметь «любовниц, проституток и наложниц», но женщины, у которых были внебрачные связи, считались виновными в прелюбодеянии. Нередки были случаи, когда языческие женщины выходили замуж до достижения половой зрелости, или принуждались к браку с гораздо более старшим мужем. Мужчины могли развестись со своими жёнами в любое время, просто сказав жене «уйди»; женщины не имели подобной возможности для развода.
Отцы церкви выступали против полигамии, абортов, детоубийства, жестокого обращения с детьми, гомосексуализма, трансвестизма и инцеста. Хотя некоторые христианские идеалы были приняты Римской империей, существует немного свидетельств того, что эти законы были связаны с влиянием Церкви. Однако после того, как христианство стало официальной религией Римской империи, связь между христианскими учениями и римскими законами стала более очевидной.
Церковное учение повлияло на правовую концепцию брака. Во время Григорианских реформ Церковь разработала и систематизировала представление о браке как о таинстве. В отступление от общественных норм того времени, церковный закон требовал согласия обеих сторон, прежде чем можно было заключить брак и устанавливал минимальный возраст для вступления в брак. Возвышение брака до таинства также сделало союз обязательным к исполнению, а расторжение брака осуществлялось под надзором церковных властей. Хотя церковь отказалась от римской традиции, предоставив женщинам те же права, что и мужчинам, на расторжение брака, на практике, когда выдвигалось обвинение в неверности, мужчинам разрешалось расторжение брака чаще, чем женщинам.

### Средневековье
По словам историка Суламифь Шахар, «историки считают, что Церковь сыграла значительную роль в повышении низкого статуса женщин в средневековом обществе в целом». Однако Церковь предоставляла «оправдание» мужскому превосходству и домашнему насилию: «Церковное представление о низшем статусе женщины, вытекающее из Творения, её роли в Первородном Грехе и подчинении мужчине, давало как прямое, так и косвенное оправдание её низшего положения в семье и обществе в средневековой цивилизации. Не Церковь побуждала мужей бить своих жен, но она не только допускала это, если только рукоприкладство не носило чрезмерного характера, но, провозглашая превосходство мужчины, давала этому нравственное оправдание». Несмотря на эти законы, некоторые женщины, особенно настоятельницы, получили полномочия, которые ранее никогда не были доступны женщинам в прежних римских или германских обществах.
Хотя церковные учения вдохновляли светскую власть на то, чтобы предоставить женщинам меньше прав, чем мужчинам, они также помогли сформировать концепцию рыцарства. На рыцарство также повлияло новое отношение церкви к Богородице. Это «двойственное отношение к самой природе женщины» разделяли большинство основных религий западного мира.

### Семейные отношения

Христианская семья произносит Застольная молитва.

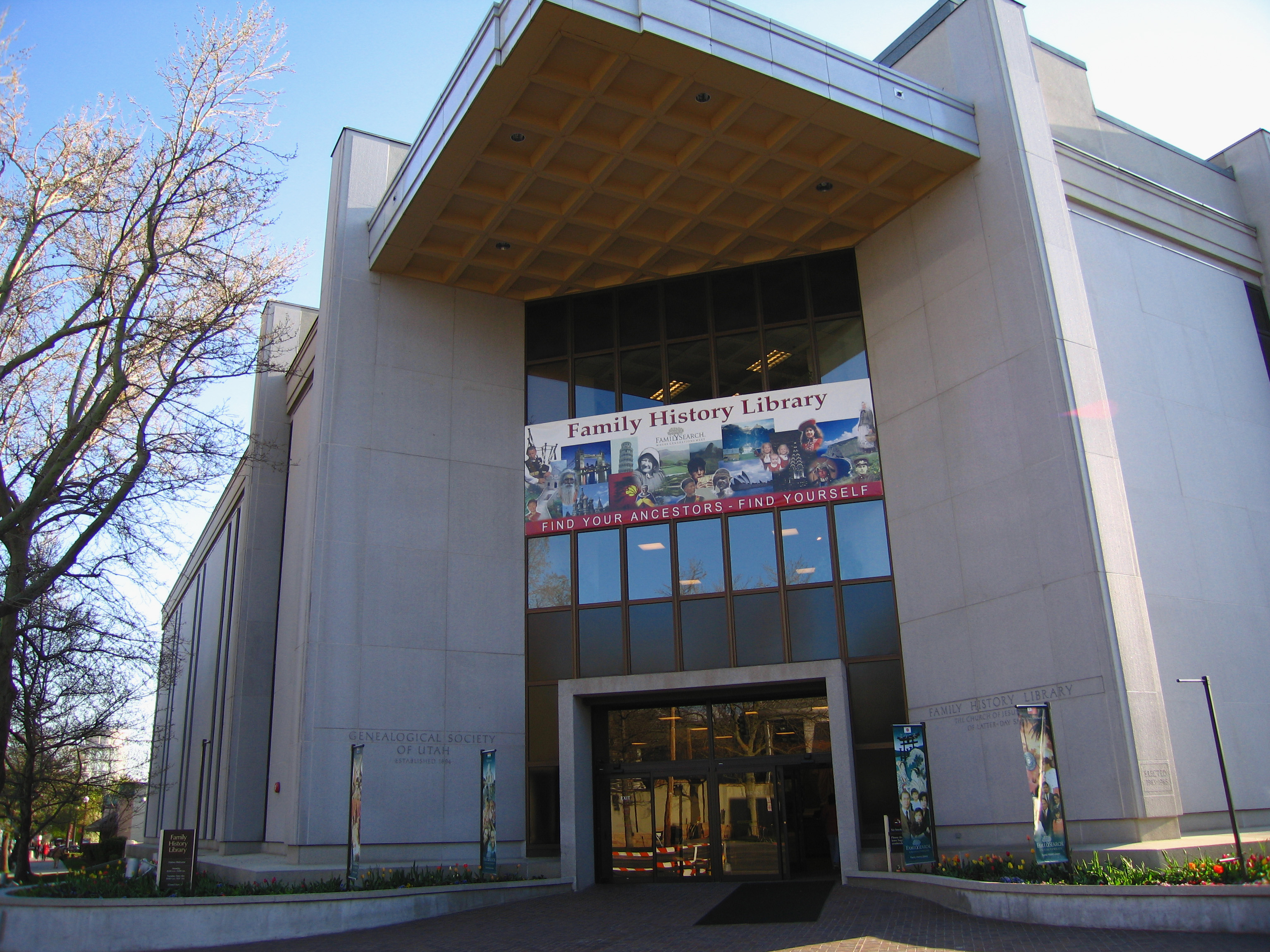
Библиотека семейной истории мормонской церкви — крупная библиотека, занимающаяся генеалогическими исследованиями.

Христианская культура уделяет особое внимание семье и семейным ценностям и, согласно работам таких учёных, как Макс Вебер, Алан Макфарлейн, Стивен Озмент, Джек Гуди и Питер Ласлетт, огромные преобразования, которые привели к современной форме брака в западных странах, «подпитывались религиозно-культурной системой ценностей, обеспечиваемой элементами иудаизма, раннего христианства, римско-католического канонического права и протестантской Реформации». Исторически, расширенная семья была основной ячейкой общества в католической культуре и католических странах.
Большинство христианских деноминаций практикуют крещение младенцев для приобщения детей к вере. В протестантизме при достижении ребёнком сознательного возраста и добровольном принятии религии проводится обряд (конфирмации). Ритуальное обрезание мальчиков при крещении проводят коптские христиане и эфиопские православные христиане. В ранний период капитализма подъём крупного коммерческого среднего класса, в основном в протестантских Голландии и Англии, породил новую семейную идеологию, сосредоточенную на воспитании детей. Пуритане подчеркивали важность личного спасения и заботы о духовном благополучии детей. Было признано, что дети обладают правами от своего имени, в том число дети из бедных семей имеют право на питание, членство в общине, образование и профессиональную подготовку. В соответствии с Законом о помощи бедным в елизаветинской Англии на каждый приход была возложена ответственность за заботу обо всех бедных детях в районе. До XX века три основные ветви христианства — католицизм, православие и протестантизм, а также ведущие реформаторы-протестанты Мартин Лютер и Жан Кальвин в целом придерживались критического взгляда на вопрос контроля над рождаемостью.
Церковь Иисуса Христа Святых последних дней уделяет особое внимание семье. В основе мормонского учения лежит концепция единой семьи, которая живёт и развивается вечно. Члены Церкви поощряются к вступлению в брак и рождению детей, и в результате в мормонских семьях, как правило, в среднем больше членов, чем в других семьях. Всякая сексуальная активность вне брака считается серьёзным грехом. Всякая гомосексуальная активность также считается грехом, однополые браки не совершаются и не поддерживаются мормонской церковью. Священники-мормоны обычно называют и благословляют детей вскоре после рождения. Мормоны, как правило, очень ориентированы на семейные ценности, и имеют прочные связи между поколениями, что отражает их веру в том, что семьи могут быть скреплены вместе и после смерти. В храмах молодожёны венчаются на вечность. Подразумевается, что другие институциональные формы, включая Церковь, могут исчезнуть, но семья переживёт это. Опрос, проведённый среди мормонов в США в 2011 году, показал, что семейная жизнь очень важна для них, и семейные заботы для них значительно важнее, чем заботы о карьере. Четверо из пяти мормонов считают, что быть хорошим родителем — одна из самых важных целей в жизни. Примерно трое из четырёх мормонов считают наиболее важным успешный брак. У мормонов также существует строгий закон целомудрия, требующий воздержания от сексуальных отношений вне гетеросексуального брака и верности в браке.
Всемирное исследование центра Пью 2019 года о религии и образе жизни показало, что христиане во всём мире в среднем живут в несколько меньших семьях, чем представители других религий (4,5 против 5,1 членов). 34 % христианского населения мира живут в семьях с двумя родителями и несовершеннолетними детьми, в то время как 29 % живут в домохозяйствах с расширенной семьёй, 11 % живут парами без других членов семьи, 9 % живут в семьях, где есть хотя бы один ребёнок старше 18 лет с одним или двумя родителями, 7 % живут одни, а 6 % живут в семьях с одним родителем. Христиане в Азиатско-Тихоокеанском регионе, Латинской Америке и Карибском бассейне, на Ближнем Востоке и в Северной Африке, а также в странах Африки к югу от Сахары в подавляющем большинстве живут в расширенных семьях или семьях с двумя родителями и несовершеннолетними детьми, в то время, как всё больше христиан в Европе и Северной Америке живут одни или парами без других членов семьи.

## Рабство
Изначально Церковь принимала рабство как часть образа жизни греко-римского общества, агитируя в первую очередь за гуманное обращение с рабами, а также призывая рабов вести себя подобающим образом по отношению к своим хозяевам. Историк Гленн Саншайн (англ. Glenn Sunshine) говорит: «Христиане были первыми в истории людьми, которые систематически выступали против рабства. Ранние христиане покупали рабов на рынках просто для того, чтобы освободить их. Позже, в VII веке, франки под влиянием своей христианской королевы Батильды стали первым в истории королевством, которое начало процесс запрещения рабства. В 1200-х годах Фома Аквинский объявил рабство грехом. Когда в 1400-х годах началась африканская работорговля, папство неоднократно осуждало её».
В раннем средневековье христиане толерантно относились к порабощению нехристиан. К концу средневековья в Европе распространилось крепостное право, ставшее одной из форм порабощения христиан. В европейских колониях в это время существовало открытое рабство. Некоторые папы издавали папские буллы, осуждающие жестокое обращение с порабощёнными индейцами коренными американцами; они в основном игнорировались. В своей булле 1839 года «In supremo apostolatus» Папа Григорий XVI осудил все формы рабства; тем не менее, некоторые американские епископы продолжали поддерживать рабство в течение нескольких десятилетий. В этой исторической булле Папа Григорий в общих чертах описал влияние церкви на институт рабства, начав с признания того, что ранние апостолы терпели рабство, но призывали хозяев «поступать хорошо по отношению к своим рабам … зная, что общий Хозяин как для них самих, так и для их рабов находится на Небесах, и для Него нет различия между людьми». Григорий продолжал обсуждать многовековое участие христиан в рабстве:

С течением времени туман языческих суеверий всё больше рассеивается, и варварские манеры смягчаются. Благодаря Вере, действующей через Милосердие, это, наконец, привело к тому, что на протяжении уже нескольких веков в большом числе христианских народов больше нет рабства. Но — с глубокой скорбью говорим мы, — в одиноких и далёких странах нашлись верующие, позорно ослеплённые желанием гнусной выгоды, без колебаний обратившие в рабство индейцев, негров и другие несчастные народы, или же, поддерживающие торговлю теми, кого другие сделали рабами, потворствуя недостойной практике. Конечно, многие достопочтенные римские понтифики, наши предшественники, … в соответствии со своими обязанностями, сурово обличали работорговлю, как опасную для духовного благополучия и позорящую христианское имя тех, кто ей занимался; они предвидели, что в результате этого нехристианские народы будут всё больше и больше укрепляться в своей ненависти к истинной Религии.

### Латинская Америка

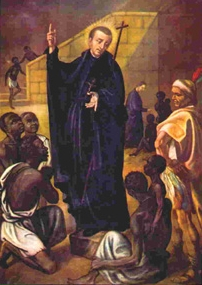
Святой Пётр Клавер проповедовал среди африканских рабов, привезённых в Южную Америку.

Основными сторонниками Латиноамериканской церкви стали женщины, в первую очередь обращённые в христианство из числа индейцев. В то время как испанские конкистадоры были известны своим жестоким обращением с индейцами, католическим миссионерам приписывается заслуга в том, что они поддерживали усилия, направленные на принятие законов о защите индейцев и боролись с их порабощением. Это началось через 20 лет после открытия европейцами Нового Света в 1492 году — в декабре 1511 года доминиканский монах Антонио де Монтесинос открыто упрекнул испанских правителей Эспаньолы в «жестокости и тирании» по отношению к американским индейцам. В ответ король Фердинанд издал Бургосские законы, состоялась Вальядолидская хунта. Проблема привела к общественному кризису в Испании XVI века. Дальнейшие злоупотребления в отношении индейцев, совершённые испанскими властями, были осуждены такими католическими миссионерами, как Бартоломе де Лас Касас и Франсиско де Витория, что привело к дебатам о природе прав человека, и зарождению современного международного права. Соблюдение этих законов было небрежным, и одни историки обвиняют Церковь в том, что она не сделала достаточно для освобождения индейцев; другие указывают на Церковь как на единственный голос, высказанный от имени коренных народов.
Рабство и человеческие жертвоприношения были частью латиноамериканской культуры до прихода европейцев. Впервые индейское рабство было отменено папой Павлом III в булле 1537 года Sublimis Deus, которая подтвердила, что «их души так же бессмертны, как и души европейцев», что индейцев следует считать полностью людьми, и что их нельзя ни грабить, ни превращать в рабов. Хотя эти указы, возможно, и имели некоторые положительные последствия, они были ограничены по своим масштабам. Европейские колонии управлялись в основном военными и назначенными королевской семьёй администраторами, которые редко учитывали церковные учения при формировании политики и обеспечении своего правления. Даже после обретения независимости институционализированные предрассудки и несправедливость по отношению к коренным народам продолжали существовать и в XX веке. Это привело к формированию ряда движений за восстановление гражданских прав и культуры коренных народов в современных национальных государствах.
В результате контакта с европейцами на индейцев обрушилась катастрофа. Болезни Старого Света, такие как оспа, корь, малярия и многие другие, распространились среди индейцев. «В большей части Нового Света 90 или более процентов коренного населения были уничтожены волнами ранее неизвестных болезней. Исследователи и колонисты заходили не в пустую землю, а в опустевшую».

### Африка
Рабство и работорговля были частью африканских обществ и государств, которые снабжали арабский мир рабами до прибытия европейцев. За несколько десятилетий до открытия Нового Света, в ответ на серьёзную военную угрозу Европе, исходящую от мусульман Османской империи, папа Николай V предоставил Португалии право покорять мусульман, язычников и других неверующих в папской булле Dum Diversas (1452 г.). Спустя шесть лет после того, как африканское рабство было впервые объявлено вне закона (Великобритания, 1833 год), папа Григорий XVI выступил против политики Испании и Португалии, осудив рабство и работорговлю в папской булле 1839 года In supremo apostolatus, и одобрил рукоположение коренных жителей в духовенство перед лицом правительственного расизма. В конечном итоге в 1865 году Соединённые Штаты также объявили африканское рабство вне закона.

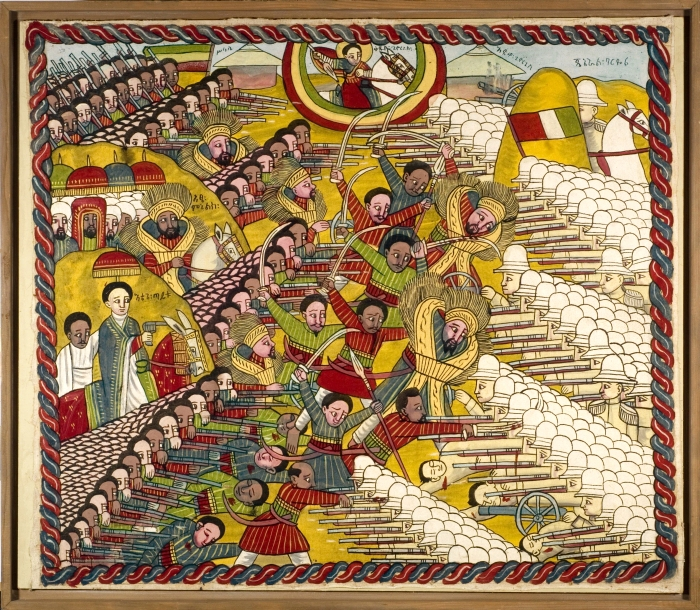
Эфиопские войска при поддержке Георгия Победоносца (вверху) выигрывают битву с итальянскими захватчиками. Живопись 1965—1975 гг.

К концу XIX века европейским державам удалось получить контроль над большей частью африканской территории. Новые правители ввели экономику, основанную на наличных деньгах, что создало огромный спрос на грамотность и западное образование, который для большинства африканцев мог быть удовлетворён только христианскими миссионерами. Католические миссионеры следовали за колониальными правительствами в Африку и строили школы, больницы, монастыри и церкви.

## Письменность и наука

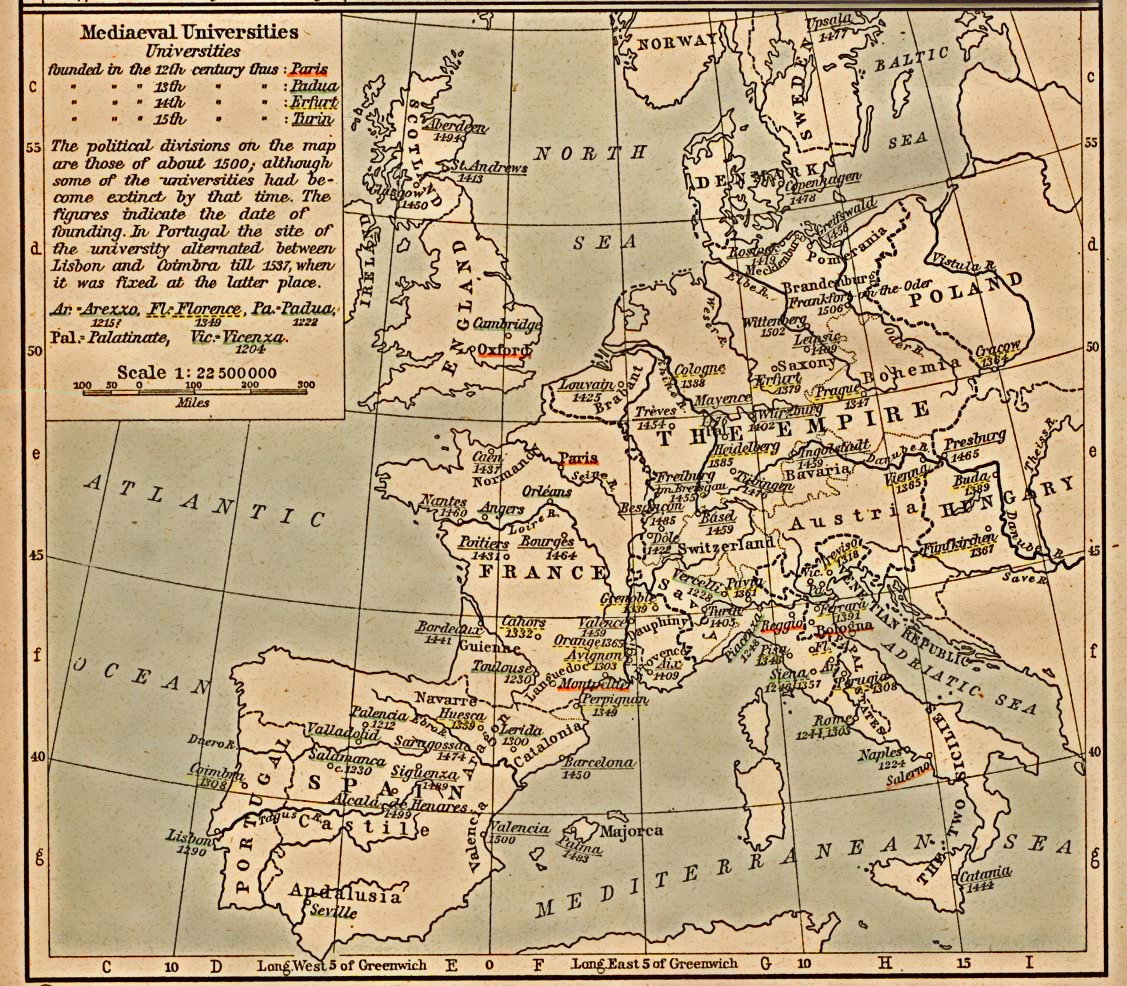
Карта средневековых университетов, основанных католическими студентами, преподавателями, монархами или священниками

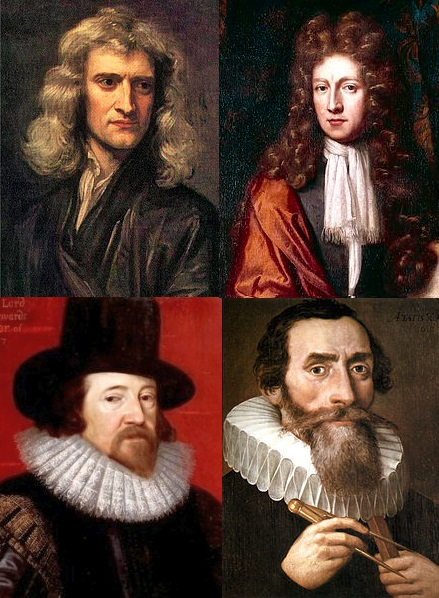
Портреты известных христианских учёных: Исаак Ньютон, Роберт Бойль, Фрэнсис Бэкон и Иоганн Кеплер

Влияние Церкви на западную письменность и науку было огромным. Древние тексты Библии оказали глубокое влияние на западное искусство, литературу и культуру. На протяжении веков после падения Западной Римской империи небольшие монашеские общины были практически единственными форпостами грамотности в Западной Европе. Со временем соборные школы переросли в самые ранние университеты Европы, и за прошедшие столетия церковь создала тысячи начальных, средних и высших учебных заведений по всему миру. Церковь и священнослужители в разное время пытались подвергать цензуре художественные тексты и труды учёных. Таким образом, существуют различные мнения о роли и влиянии Церкви по отношению к западной письменности и образованию.
Согласно одной точке зрения, впервые выдвинутой философами Просвещения, утверждается, что церковные доктрины полностью суеверны и препятствуют прогрессу цивилизации. Коммунистические государства приводили аналогичные аргументы в своем образовании, чтобы внушить своим гражданам отрицательное отношение к религии. Наиболее известными инцидентами, на которые ссылаются такие критики, являются осуждения церковью учений Коперника, Галилео Галилея и Иоганна Кеплера.
Вопреки этой точке зрения, некоторые историки науки, в том числе не католики, такие как Джон Хейлброн, Алистер Кромби, Дэвид Линдберг, Эдвард Грант, историк науки Томас Гольдштейн и Тед Дэвис, утверждали что Церковь оказала значительное положительное влияние на развитие западной цивилизации. Они утверждают, что не только монахи спасали и культивировали остатки древней цивилизации во время варварских нашествий, но и что Церковь способствовала образованию и науке, спонсируя многие университеты, которые под её руководством быстро развивались в Европе в XI и XII веках. Коперник, Галилео Галилей и Иоганн Кеплер считали себя христианами. Святой Фома Аквинский, «образцовый богослов» Церкви, утверждал, что разум находится в гармонии с верой, и что разум может способствовать более глубокому пониманию откровения, и таким образом поощрял интеллектуальное развитие. Учёные-священники, многие из которых были иезуитами, были одними из ведущих деятелей астрономии, генетики, геомагнетизма, метеорологии, сейсмологии и физики Солнца, став одними из основоположников этих наук. Примерами могут служить такие церковные деятели, как августинский аббат Грегор Мендель (пионер в изучении генетики), монах Уильям Оккам, разработавший принцип бритвы Оккама, Роджер Бэкон (монах-францисканец, который был одним из первых поборников научного метода), и бельгийский священник Жорж Леметр (первый, кто предложил теорию Большого взрыва). Среди других известных учёных-священников были Альберт Великий, Роберт Гроссетест, Нильс Стенсен, Франческо Гримальди, Джованни Риччоли, Руджер Бошкович и Афанасий Кирхер. Ещё больше было католиков-мирян, занимающихся наукой: Антуан Беккерель, открывший радиоактивность; Луиджи Гальвани, Алессандро Вольта, Андре-Мари Ампер, Гульельмо Маркони — пионеры в области электричества и телекоммуникаций; Антуан Лавуазье, «отец современной химии»; Андреас Везалий, основоположник современной анатомии человека; и Огюстен Коши, один из основоположников математического анализа.
Многие известные исторические деятели, оказавшие влияние на западную науку, такие как Николай Коперник, Галилео Галилей, Иоганн Кеплер, Исаак Ньютон и Роберт Бойль, считали себя христианами. Некоторые учёные и историки считают, что христианство способствовало научной революции.
По данным обзора «100 лет Нобелевской премии» (2005 г.), среди наград, присуждённых между 1901 и 2000 годами, 65,4 % лауреатов Нобелевской премии считали себя христианами (423 премии). В целом христиане получили 78,3 % всех нобелевских премий мира, 72,5 % нобелевских премий по химии, 65,3 % по физике, 62 % по медицине, 54 % по экономике и 49,5 % всех премий по литературе.

### Античность

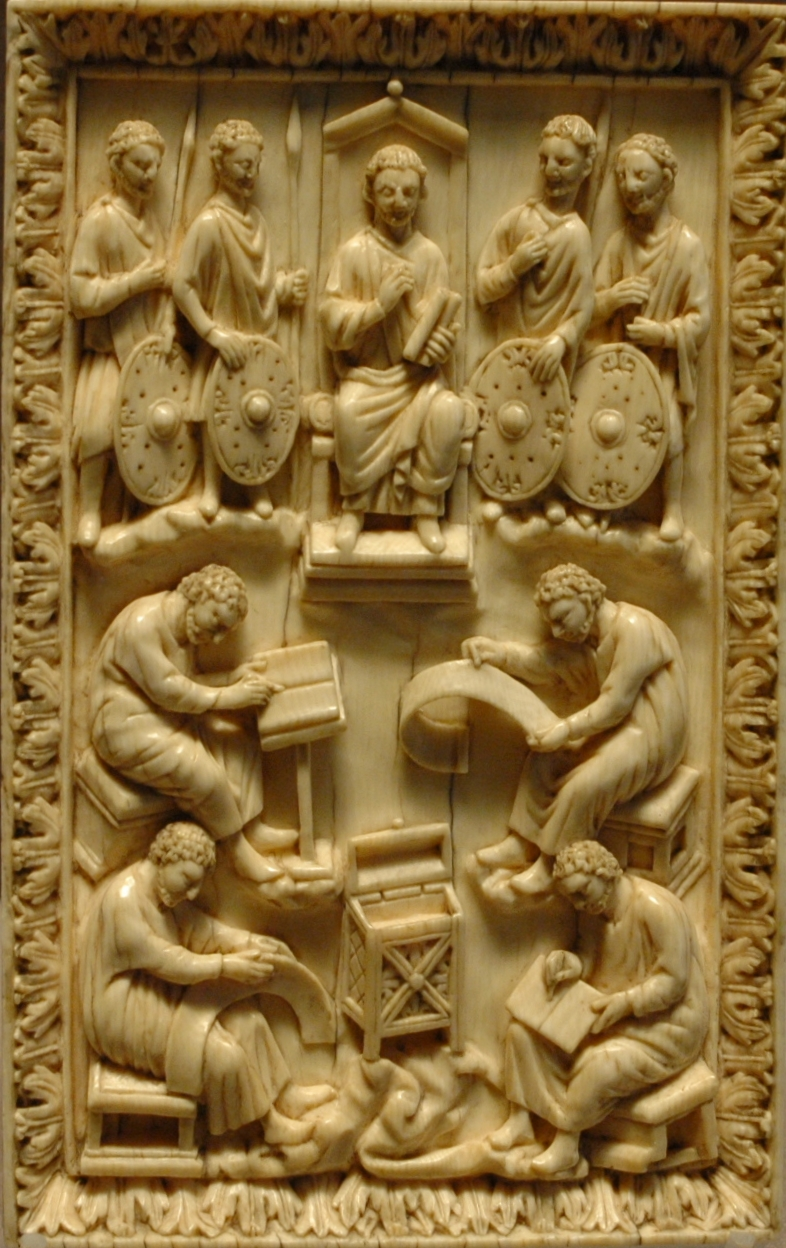
Давид диктует псалмы, обложка книги. Слоновая кость, конец X—XI века

В начале I века христианство рассматривалось в качестве иудейской секты, а позже — новой религии, развившейся из иудаизма и учений Иисуса из Назарета и его ранних последователей. Иисус стал влиятельным странствующим проповедником, распространившим тексты еврейской Библии. Рассказы о его жизни и учениях появляются в Новом Завете Библии, одном из основополагающих текстов западной цивилизации. Его речи, в том числе Нагорная проповедь, Притча о добром самарянине и заявление против лицемерия «Пусть тот, кто без греха, бросит первый камень», оказали большое влияние на западную литературу. Существует множество переводов Библии, включая Библию короля Якова, которая является одним из самых популярных текстов в английской литературе. Поэтические псалмы и другие отрывки из еврейской Библии также оказали большое влияние на западную литературу и мышление. Рассказы о действиях ранних последователей Иисуса содержатся в Деяниях Апостолов и Посланиях, написанных в раннехристианских общинах, в частности, в посланиях Павла, которые являются одними из самых ранних сохранившихся христианских документов и основополагающих текстов христианского богословия.
После смерти Иисуса новая секта стала доминирующей религией Римской империи, началась традиция христианского учения. Когда Западная Римская империя начала распадаться, Святой Августин был епископом Гиппона. Он был латинским философом и теологом, жившим в римской провинции Африка. Его труды оказали большое влияние на развитие западного христианства, он разработал концепцию Церкви как духовного Града Божьего (в одноименной книге), отличного от материального земного города. Его книга «Исповедь», в которой описывается его греховная юность и обращение в христианство, стала первой автобиографией, когда-либо написанной в каноне западной литературы. Августин оказал большое влияние на грядущее средневековое мировоззрение.

### Византийская империя

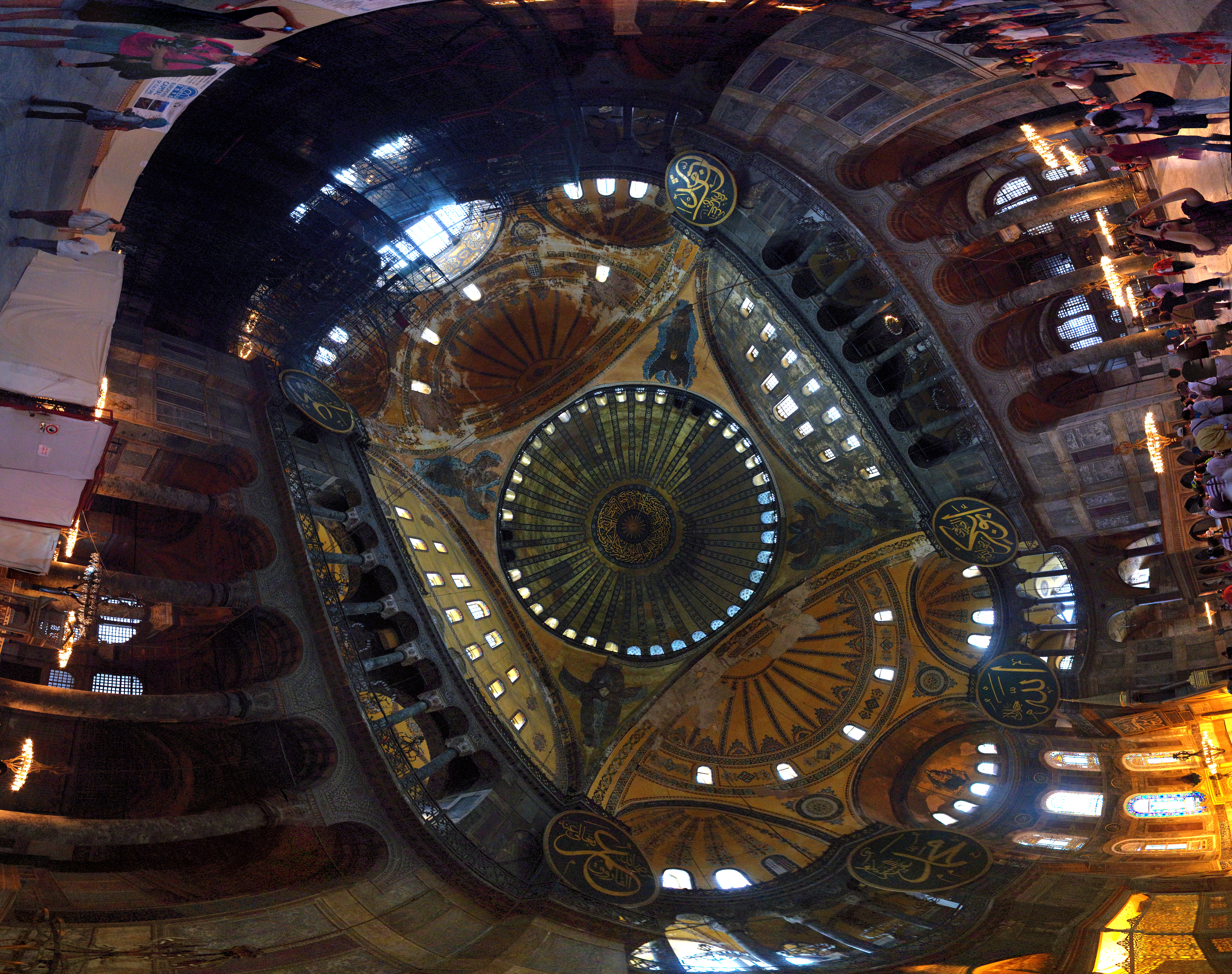
Внутренняя панорама собора Святой Софии, базилики в Константинополе, спроектированной в 537 г. н. э. Исидором Милетским. Заметно влияние принципов архимедовой геометрии.

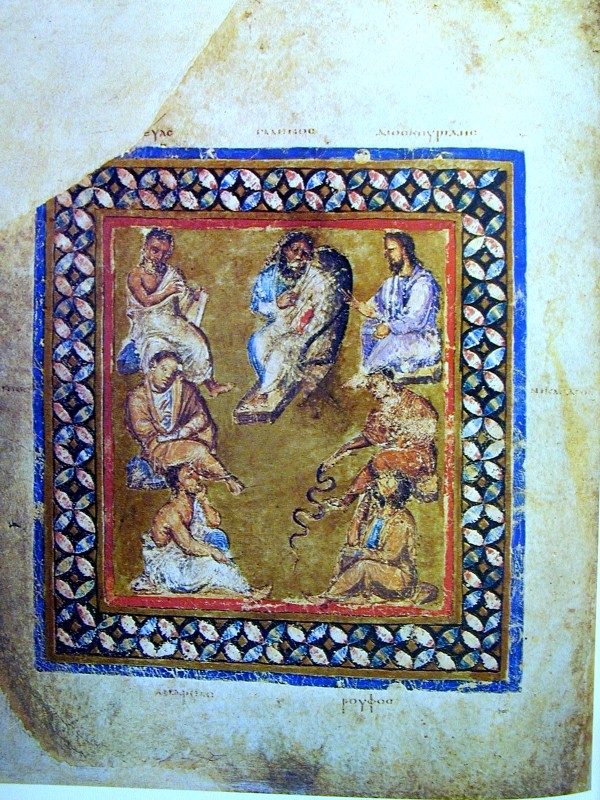
Фронтиспис Венского Диоскорида, на котором изображены семь знаменитых врачей.

Сочинения классической античности никогда не переставали культивироваться в Византии. Поэтому византийская наука во все времена была тесно связана с античной философией и метафизикой. В области инженерии Исидор Милетский, греческий математик и архитектор собора Святой Софии, выпустил первый сборник трудов Архимеда около 530 г. н. э.. Благодаря этой традиции, поддерживаемой школой математики и инженерии, основанной около 850 г. н. э. во времена «Византийского Возрождения» Львом Математиком, античные труды сохранились до сегодняшних дней (см. Палимпсест Архимеда). Геометрия и её применение (архитектура и военные инструменты) оставались одной из отличительных византийских черт.
Несмотря на то, что после арабских завоеваний, в тёмные века, развитие науки снизило темп, во время так называемого византийского Возрождения в конце первого тысячелетия византийские учёные вновь заявили о себе, став экспертами в научных разработках арабов и персов, особенно в астрономии и математике. Византийцам также приписывают несколько технологических достижений, в частности, в архитектуре (например, подвесной купол) и в технике ведения войны (например, Греческий огонь).
В разное время византийцы добивались больших успехов в применении наук (в частности, во время строительства собора Святой Софии), и сохранили большую часть древних научных знаний, однако после VI века византийские учёные внесли мало нового вклада в науку в плане разработки новых теорий или расширения идей классических авторов.
В последнем веке Империи византийские грамматики в устной и письменной форме переносили древнегреческие грамматические и литературные труды в Италию периода раннего Возрождения. В этот период в Трапезунде преподавались астрономия, математические науки, а медицина вызвала интерес почти всех учёных.
В области права реформы Юстиниана I повлияли на развитие юриспруденции, а Эклога Льва III повлияла на формирование правовых институтов в славянском мире.
В X веке Лев VI Мудрый добился полной кодификации всего византийского права на греческом языке, что стало основой всех последующих византийских законов, вызывающих интерес и по сей день.

### Сохранение античных работ

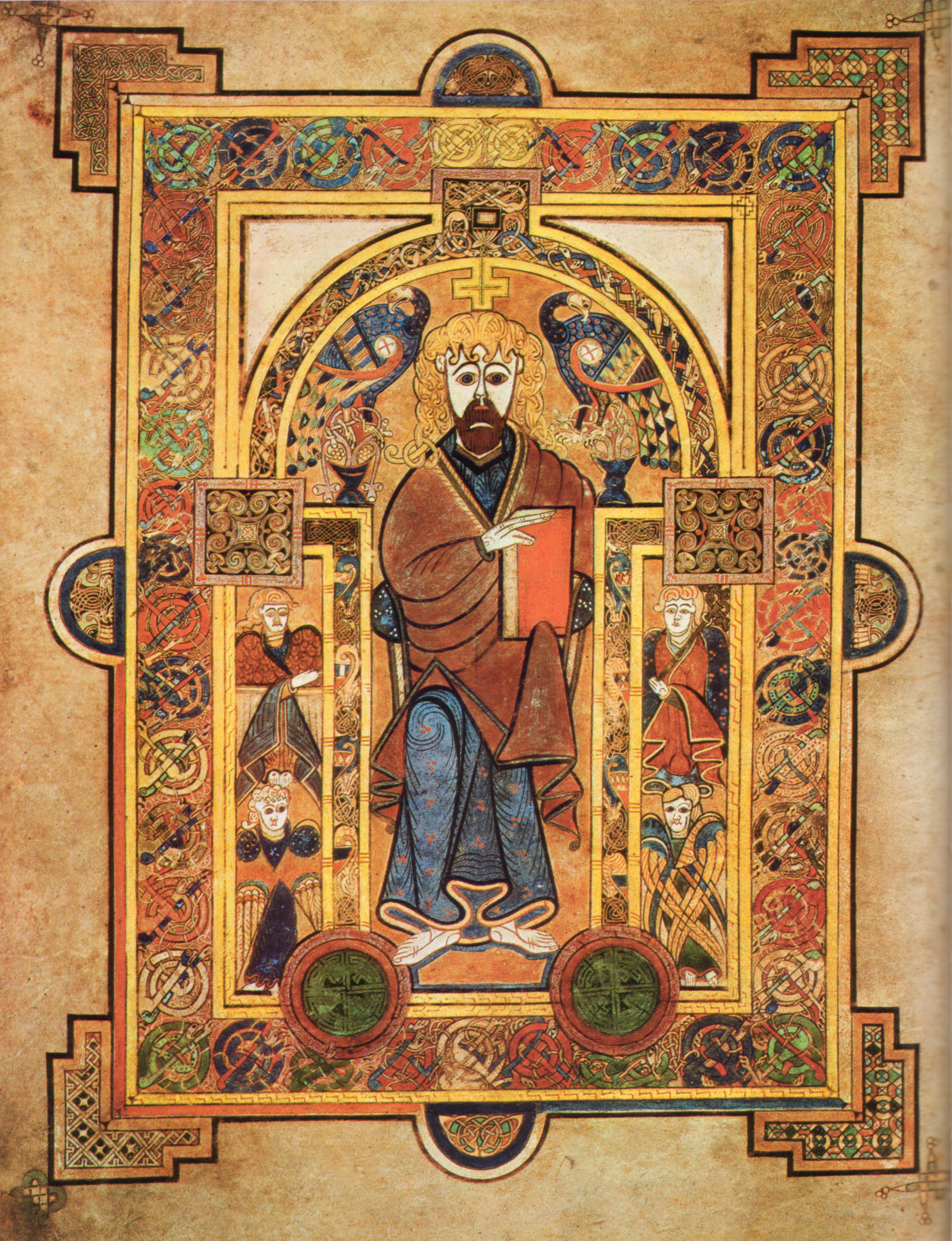
Келлская книга. Кельтские монахи внесли значительный вклад в сохранение древнеевропейских текстов в тёмные века средневековья.

В период европейской истории, последовавший за крахом Западной Римской империи, который часто называют тёмными веками, церковные ученые и миссионеры играли жизненно важную роль в сохранении знаний о классическом образовании. После падения Западной Римской империи в 476 году христианская религия в эллинизированной форме сохранилась на Востоке в Византийской империи с центром в Константинополе. Западная цивилизация в это время переживала крах в уровне грамотности и организованности. Монахи искали убежище в далёких окраинах известного на тот момент мира: например, в Корнуолле, в Ирландии или на Гебридских островах. Христианское образование сохранялось в изолированных местах, таких как Скеллиг-Майкл в Ирландии, где грамотные монахи стали одними из последних хранителей поэтических и философских произведений западной античности в Западной Европе. Около 800 года н. э. они создавали иллюминированные рукописи, такие как Келлская книга, с помощью которых старые знания передавались в Западную Европу. Гиберно-шотландская миссия, состоявшая из ирландских и шотландских монахов, таких как Святой Колумба, вернула христианство в Западную Европу в средние века, основав монастыри в англосаксонской Англии и Франкском государстве.
Томас Кэхилл в своей книге 1995 года «Как ирландцы спасли цивилизацию» приписывает ирландским монахам «спасение» западной цивилизации:

Когда Римская империя, как и вся Европа пала, а немытые варвары пришли в римские города, грабя артефакты и сжигая книги, ирландцы, которые только учились читать и писать, взяли на себя огромный труд по переписыванию всей западной литературы — всего, до чего они могли добраться. Эти книжники затем служили проводниками, через которые греко-римская и иудео-христианская культуры передавались племенам Европы, вновь осевшим среди обломков разрушенной цивилизации. Без этого служения книжников всё, что происходило впоследствии, было бы немыслимо. Без миссии ирландских монахов, которые в одиночку в изгнании основали европейскую цивилизацию по всему континенту, мир был бы совершенно другим — мир без книг. Наш собственный мир никогда бы не появился.
Оригинальный текст (англ.)[A]s the Roman Empire fell, as all through Europe matted, unwashed barbarians descended on the Roman cities, looting artifacts and burning books, the Irish, who were just learning to read and write, took up the great labor of copying all western literature – everything they could lay their hands on. These scribes then served as conduits through which the Greco-Roman and Judeo-Christian cultures were transmitted to the tribes of Europe, newly settled amid the rubble and ruined vineyards of the civilization they had overwhelmed. Without this Service of the Scribes, everything that happened subsequently would be unthinkable. Without the Mission of the Irish Monks, who single-handedly re-founded European civilization throughout the continent in the bays and valleys of their exile, the world that came after them would have been an entirely different one-a world without books. And our own world would never have come to be.
— 
По словам историка искусства Кеннета Кларка, в течение примерно пяти веков после падения Рима практически вся интеллигенция присоединилась к Церкви, и практически никто в Западной Европе за пределами монашеских поселений не умел читать или писать. Церковь в разные времена также уничтожала античные тексты, которые якобы противоречили христианскому учению. Однако, именно учёные-монахи, практически единственные в Западной Европе, сохранили тексты старой цивилизации.
По мере того, как Западная Европа снова становилась более упорядоченной, Церковь оставалась движущей силой в сфере образования, начиная с раннего средневековья создавая соборные школы как центры образования, которые стали потом средневековыми университетами — трамплином для многих более поздних достижений Западной Европы.

### Индекс запрещённых книг

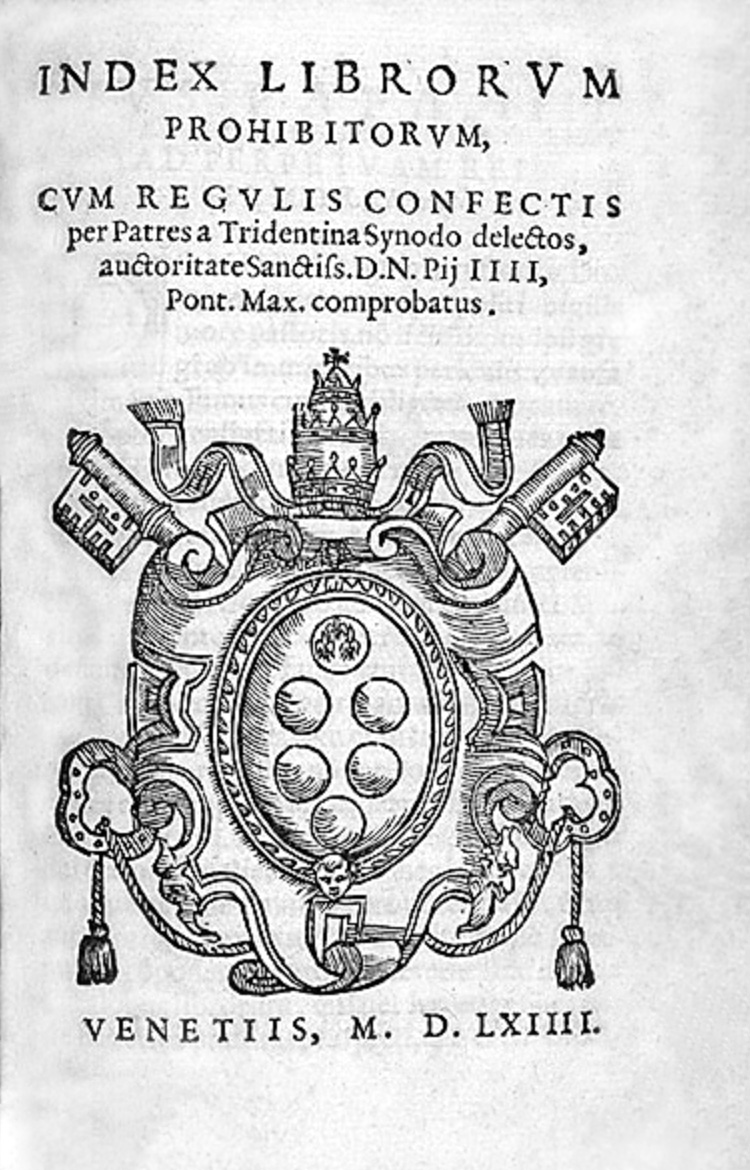
Титульный лист Index Librorum Prohibitorum (Венеция, 1564 г.).

Индекс запрещённых книг (лат. Index Librorum Prohibitorum, «Список запрещенных книг») — это список публикаций, запрещённых католической церковью. Хотя обнародование Индекса было охарактеризовано как «поворотный момент в обеспечении свободы вероисповедания» в католическом мире, фактическое воздействие Индекса было минимальным, и его в значительной степени игнорировали. Джон Хедли Брук объясняет:

Важно не преувеличивать деспотические эффекты Индекса и инквизиции. Контрреформация не помешала итальянским учёным внести оригинальный вклад в классическую науку, историю, право, литературную критику, логику, математику, медицину, филологию и риторику. Индекс также не изолировал их от европейских исследований. Запрещённые книги поступали в частные библиотеки, где к ним могли обращаться те, кто был готов нарушить правила в интересах обучения. Одна из таких коллекций находилась в руках друга Галилея из Падуи, Пинелли. Можно потерять чувство перспективы, если осуждение Галилея воспринимать как выражение отношения католических властей к естественным наукам. В Индекс было помещено сравнительно мало научных работ. Попытка остановить движение Земли выделяется тем, что она оказалась настолько трагической аберрацией — личной трагедией для Галилея и, в конечном счёте, трагедией для церкви, которая перестаралась в обеспечении безопасности территории, которую невозможно было бы удержать.
Оригинальный текст (англ.)It is important not to exaggerate the oppressive effects of Index and Inquisition. The Counter-Reformation did not prevent Italian scholars from making original contributions in classical scholarship, history, law, literary criticism, logic, mathematics, medicine, philology, and rhetoric. Nor were they isolated by the Index from European scholarship. Prohibited books entered private libraries where they would be consulted by those prepared to break the rules in the interests of learning. One such collection was in the hands of Galileo’s Paduan friend, G. V. Pinelli. One can lose a sense of perspective if the condemnation of Galileo is taken to epitomize the attitude of Catholic authorities toward the natural sciences. Relatively few scientific works were placed on the Index. The attempt to put a stop to the moving earth stands out because it proved so tragic an aberration – a personal tragedy for Galileo and, in the long run, a tragedy for the Church, which overreached itself in securing a territory that would prove impossible to hold.
— 
Первый Индекс был опубликован в 1559 году Священной конгрегацией римской инквизиции. Последнее издание Индекса появилось в 1948 году, а его публикация прекратилась в 1966 году.
Целью данного списка провозглашалась защита веры и нравственности верующих путем предотвращения чтения аморальных книг или произведений, содержащих богословские заблуждения. Книги, в которых, как считалось, содержались подобные заблуждения, включали некоторые научные труды ведущих астрономов, например, «Epitome Astronomiae Copernicanae» Иоганна Кеплера, который включался в Индекс в период с 1621 по 1835 годы. В различных изданиях Индекса также содержались церковные правила, касающиеся чтения, продажи и предварительной цензуры книг.
Каноническое право по-прежнему рекомендует, чтобы произведения, касающиеся Священного Писания, богословия, канонического права, истории церкви, а также любые сочинения, особенно касающиеся религии или морали, были представлены на рассмотрение местного ординария.
Некоторые научные работы, входившие в ранние издания Индекса (например, по гелиоцентризму), уже давно регулярно преподаются в католических университетах по всему миру. Джордано Бруно, чьи работы были включены Индекс, теперь воздвигнут памятник в Риме, на том месте, где он был заживо сожжён на костре за ересь.

### Роль протестантизма в науке
Согласно тезису Мертона, существует положительная корреляция между ростом пуританства и протестантского пиетизма, с одной стороны, и ранней экспериментальной наукой, с другой. Идея этоса науки у Мертона — это приложение идеи Вебера о протестантской этике и религиозном этосе, который делает возможным существование социальных институтов, к науке. Главная идея Вебера в «Протестантской этике и духе капитализма», самой известной его работе, заключалась в том, что институты современного капитализма обязаны своим возникновением и развитием особому религиозному духу, который существовал в некоторых частях Европы, но не в других. Вебер спрашивает себя в этой работе, почему капитализм развился в Северной Европе, Голландии, Бельгии и Восточной Англии, но не в Италии. Казалось бы, в Северной Италии начала XVI века предпосылок было больше. Ответ Вебер находит в Реформации, в протестантских и особенно кальвинистских ценностях, которые, вопреки распространённому представлению, не делали обогащение почетным, но запрещали праздность и трату денег. Мертон приспособил эту идею к объяснению возникновения науки.
Тезис Мертона состоит из двух отдельных частей: во-первых, он представляет собой теорию, согласно которой наука изменяется в результате накопления наблюдений и совершенствования экспериментальных методов и методологии; во-вторых, Мертон выдвигает аргумент, что популярность науки в Англии XVII века и религиозную демографию Королевского общества (английские ученые того времени были преимущественно пуританами или другими протестантами) можно объяснить корреляцией между протестантизмом и научными ценностями. В своей теории Роберт Мертон сосредоточился на английском пуританстве и немецком пиетизме как на ответственных за развитие научной революции XVII—XVIII веков. Мертон объяснил, что связь между религиозной идентичностью и интересом к науке является результатом значительной синергии между аскетическими протестантскими ценностями и ценностями современной науки. Протестантские ценности поощряли научные исследования, позволяя науке изучать влияние Бога на мир, тем самым обеспечивая религиозное обоснование научных исследований.

### Астрономия

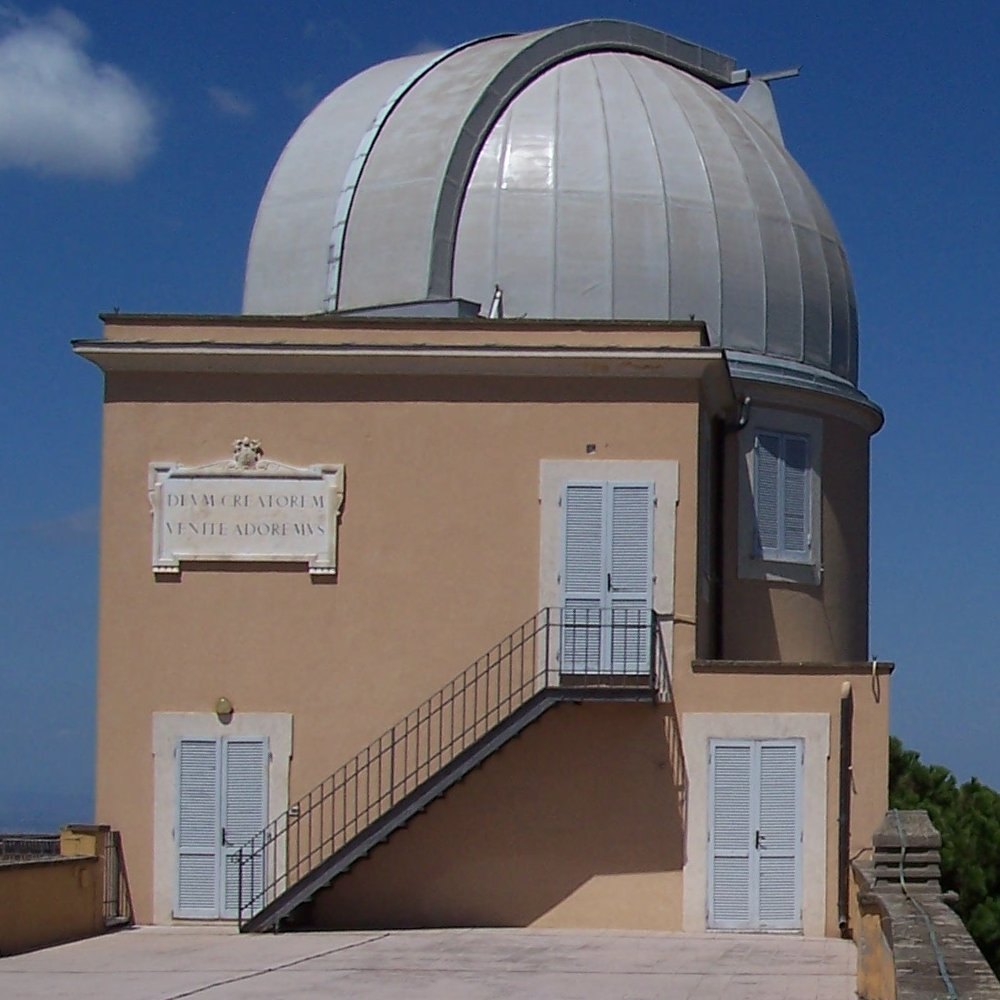
Телескоп обсерватории Ватикана в Кастель-Гандольфо

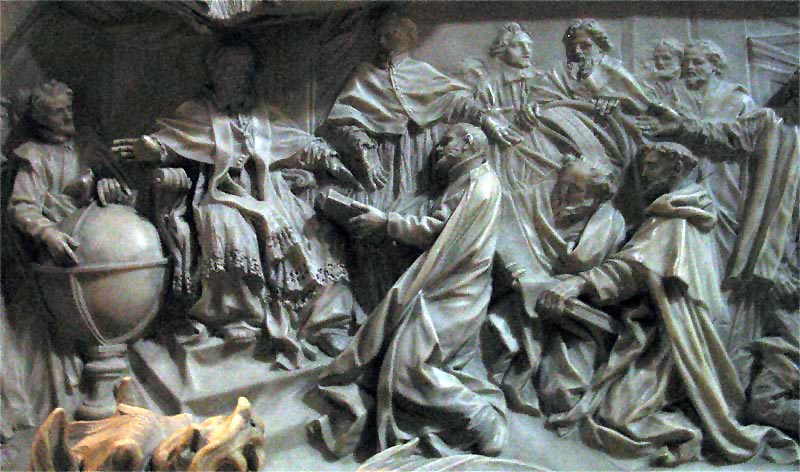
Деталь Список сохранившихся папских гробниц, посвящённая введению григорианского календаря

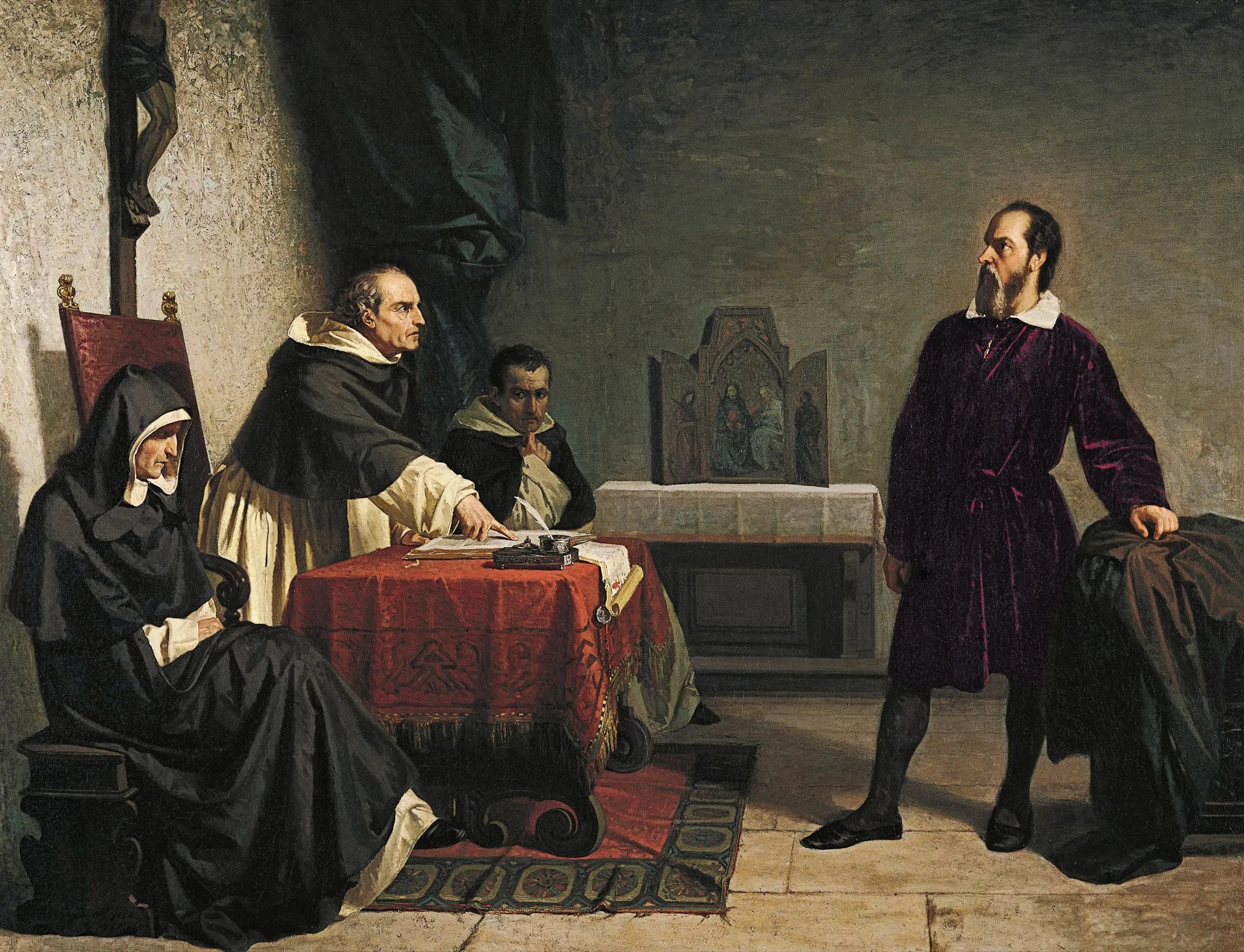
Галилей перед римской инквизицией Кристиано Банти (1857)

Исторически сложилось так, что католическая церковь была главным спонсором астрономии, не в последнюю очередь благодаря астрономической основе календаря, по которому определяются святые дни и Пасха.
Интерес церкви к астрономии начался с чисто практических соображений, когда в XVI веке Папа Григорий XIII потребовал от астрономов исправить факт несовпадения юлианского календаря с астрономическими событиями. Поскольку весеннее равноденствие было связано с празднованием Пасхи, Церковь считала, что постоянное изменение даты равноденствия нежелательно. Возникший в результате григорианский календарь является международно признанным гражданским календарём, который используется сегодня во всём мире и является важным вкладом католической церкви в западную цивилизацию. Календарь был назван в честь Папы Григория XIII, который ввёл календарь в действие папской буллой «Inter gravissimas» от 24 февраля 1582 года. В 1789 году была открыта Ватиканская обсерватория. В 1930-х годах она была перемещена в Кастель-Гандольфо, а в 1995 году Ватиканский телескоп передовых технологий начал проводить наблюдения в Аризоне, США.
Знаменитые астрономы — Николай Коперник, в 1543 году поместивший в своих работах Солнце в центр неба, и Галилео Галилей, экспериментировавший с новой технологией телескопа, и с его помощью объявивший о своей вере в правоту Коперника, были католиками. Коперник был католическим священником. Тем не менее, Церковь того времени придерживалась теорий, разработанных в дохристианской Греции Птолемеем и Аристотелем, которые утверждали, что небо вращается вокруг Земли. Когда Галилей начал утверждать, что Земля на самом деле вращается вокруг Солнца, он, таким образом, бросил вызов Церкви в то время, когда она обладала светской властью и была вовлечена в политику, связанную с подъёмом протестантизма. После бесед с Папой Урбаном VIII (человеком, который перед вступлением на папский престол писал о Галилее с восхищением), Галилей полагал, что сможет избежать порицания, представив свои аргументы в форме диалога. Однако Папа обиделся, когда обнаружил, что некоторые из его собственных слов произносятся персонажем книги, который был простаком, и Галилей был вызван на суд перед инквизицией.
В этом наиболее известном примере, цитируемом критиками «позиции католической церкви по отношению к науке», Галилео Галилей был осужден в 1633 году за работу над гелиоцентрической моделью Солнечной системы, ранее предложенной польским священником и интеллектуалом Николаем Коперником. Работа Коперника «О вращении небесных сфер» де-факто подавлялась церковью, но католические власти в целом терпимо относились к обсуждению этой гипотезы до тех пор, пока она изображалась только как полезный математический вымысел, а не как описание реальности. Галилей, напротив, на основе своих беспрецедентных наблюдений за Солнечной системой утверждал, что гелиоцентрическая система была не просто абстрактной моделью для расчета движения планет, но и на самом деле соответствует физической реальности, и настаивал на том, что планеты действительно вращаются вокруг Солнца. После многих лет телескопических наблюдений, консультаций с Папами, устных и письменных бесед с астрономами и священнослужителями был созван суд Трибунала Римской и Вселенской инквизиции. Галилей был признан «яростно подозреваемым в ереси» (а не «виновным в ереси», как часто говорится неверно), помещён под домашний арест, и все его работы, включая любые будущие сочинения, были запрещены. Галилею угрожали пытками, а другие учёные-католики молчали по этому поводу. Великий современник Галилея, Рене Декарт, прекратил публиковаться во Франции и уехал в Швецию. По словам польско-британского историка науки Джейкоба Броновски:

Последствия судебного разбирательства и тюремного заключения заключались в том, что научным традициям в Средиземноморье был положен конец. Отныне научная революция переместилась в Северную Европу.
Оригинальный текст (англ.)The effect of the trial and imprisonment was to put a total stop to the scientific tradition in the Mediterranean. From now on the Scientific Revolution moved to Northern Europe.
— 
Кардинал Джон Генри Ньюман в XIX веке утверждал, что те, кто нападает на Церковь, могут указывать только на дело Галилея, что для многих историков не доказывает оппозицию церкви науке, поскольку многие церковные деятели того времени поощрялись церковью к продолжению своих исследований. Папа Иоанн Павел II 31 октября 1992 года публично выразил сожаление по поводу действий тех католиков, которые плохо обращались с Галилеем на этом процессе.

### Эволюция
В 1859 году, после выхода в свет книги Чарльза Дарвина «Происхождение видов», позиция католической церкви в отношении теории эволюции постепенно уточнялась. В течение около 100 лет по этому вопросу не было сделано ни одного авторитетного заявления, хотя местными церковными деятелями высказывались многие враждебные комментарии. В отличие от многих протестантских убеждений, католические вопросы с теорией эволюции не имели ничего общего. Церковь поддерживала буквальность повествования в Книге Бытия, и её всегда интересовал вопрос о том, как у человека появилась душа. Современный креационизм не поддерживался католической церковью. В 1950-х годах позиция церкви стала нейтральной; к концу XX века её позиция эволюционировала в сторону общепризнанной теории эволюции. Однако церковь настаивает на том, что душа человека имеет божественную природу, и Бог является единственным предком человеческого рода (моногенизм).
Сегодня официальная позиция Церкви является довольно неспецифическим примером теистической эволюции. Церковь утверждает, что вера и научные открытия, касающиеся антропогенеза, не противоречат друг другу, хотя человек рассматривается как «особое творение». Католическая церковь утверждает, что вера и происхождение тела человека «из ранее существовавшей живой материи» не противоречат друг другу, и что существование Бога необходимо для объяснения духовности человека.
Многие христиане-фундаменталисты сохраняют веру в буквальность библейского описания сотворения мира (в отличие от эволюции).

### Исследование эмбриональных стволовых клеток
Церковь подвергалась критике за своё утверждение о том, что исследование эмбриональных стволовых клеток является формой экспериментов на людях, результатом которых является убийство человека. Большая часть критики этой позиции была обоснована тем, что доктрина Церкви препятствует научным исследованиям; даже некоторые консерваторы, занимающие утилитарную позицию, указали, что большинство эмбрионов, из которых получают стволовые клетки, являются «остатками» экстракорпорального оплодотворения, и вскоре будут выброшены, вне зависимости от того, используются они для таких исследований или нет. Церковь же, напротив, последовательно отстаивает свой идеал достоинства каждой отдельной человеческой жизни и утверждает, что уничтожать эмбрион так же неправильно, как убивать взрослого человека; и поэтому достижения в медицине могут и должны происходить без разрушения человеческих эмбрионов, например, с использованием взрослых или пуповинных стволовых клеток вместо эмбриональных стволовых клеток.

## Искусство

### Византия

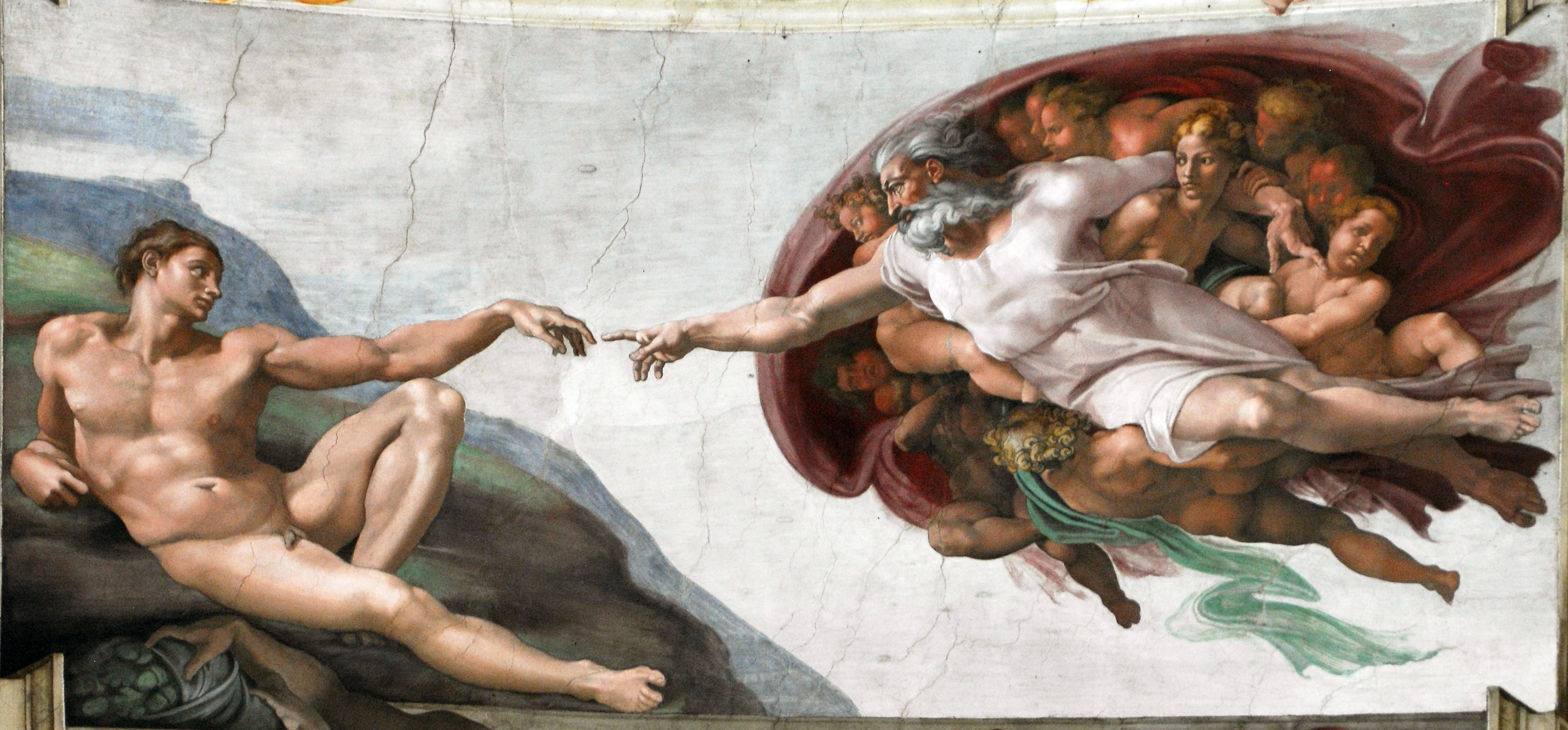
Микеланджело, Сотворение Адама, фреска с потолка Сикстинской капеллы.

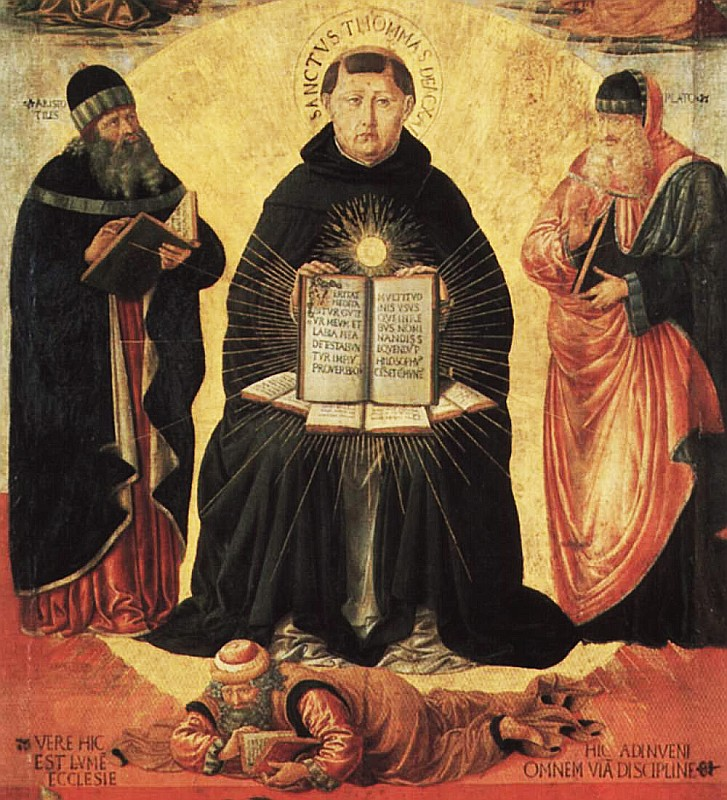
Святой Фома Аквинский был одним из великих ученых средневекового периода.

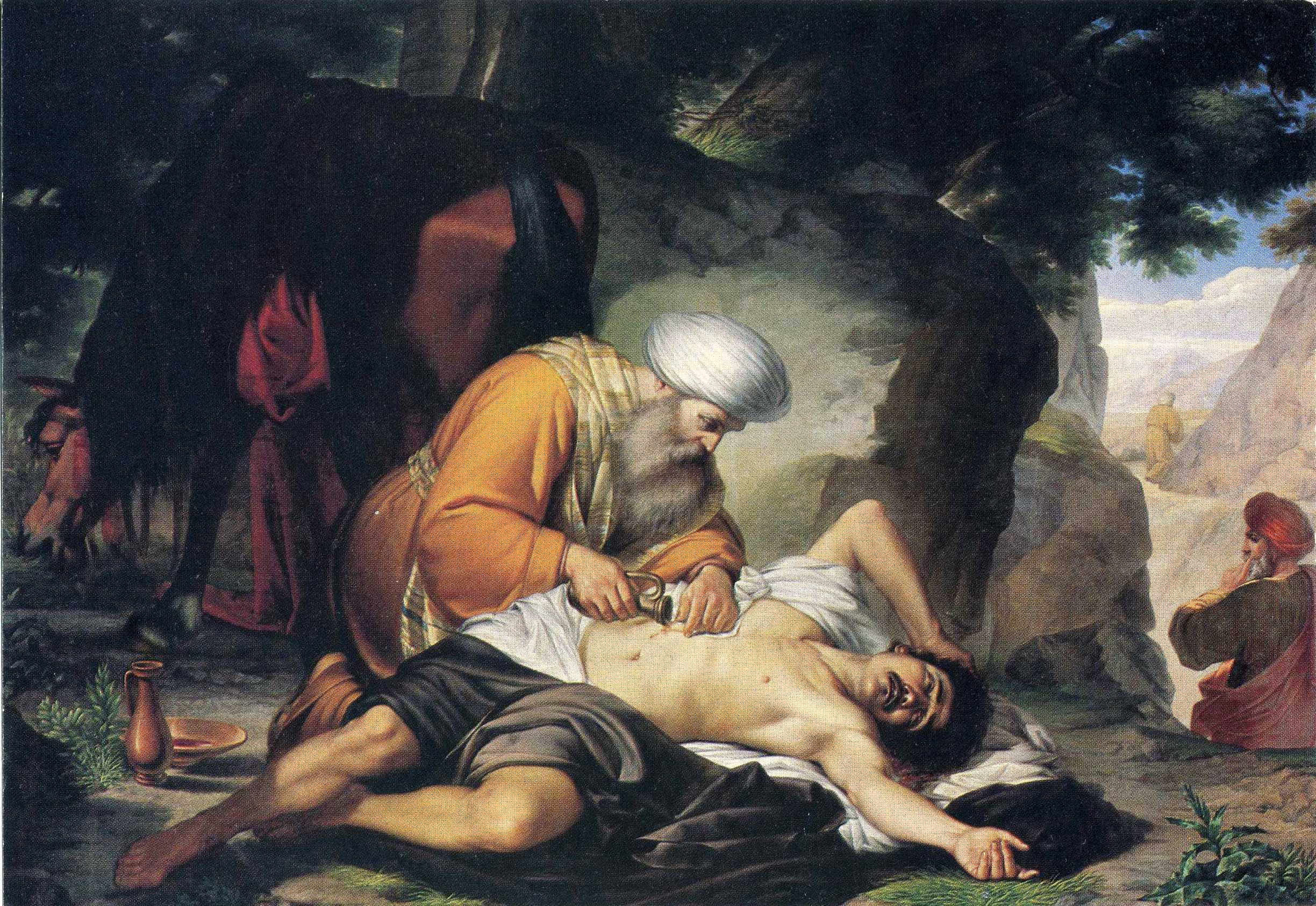
Итальянское изображение притчи о добром самарянине, XVIII век. Библейские сюжеты были постоянной темой западного искусства.

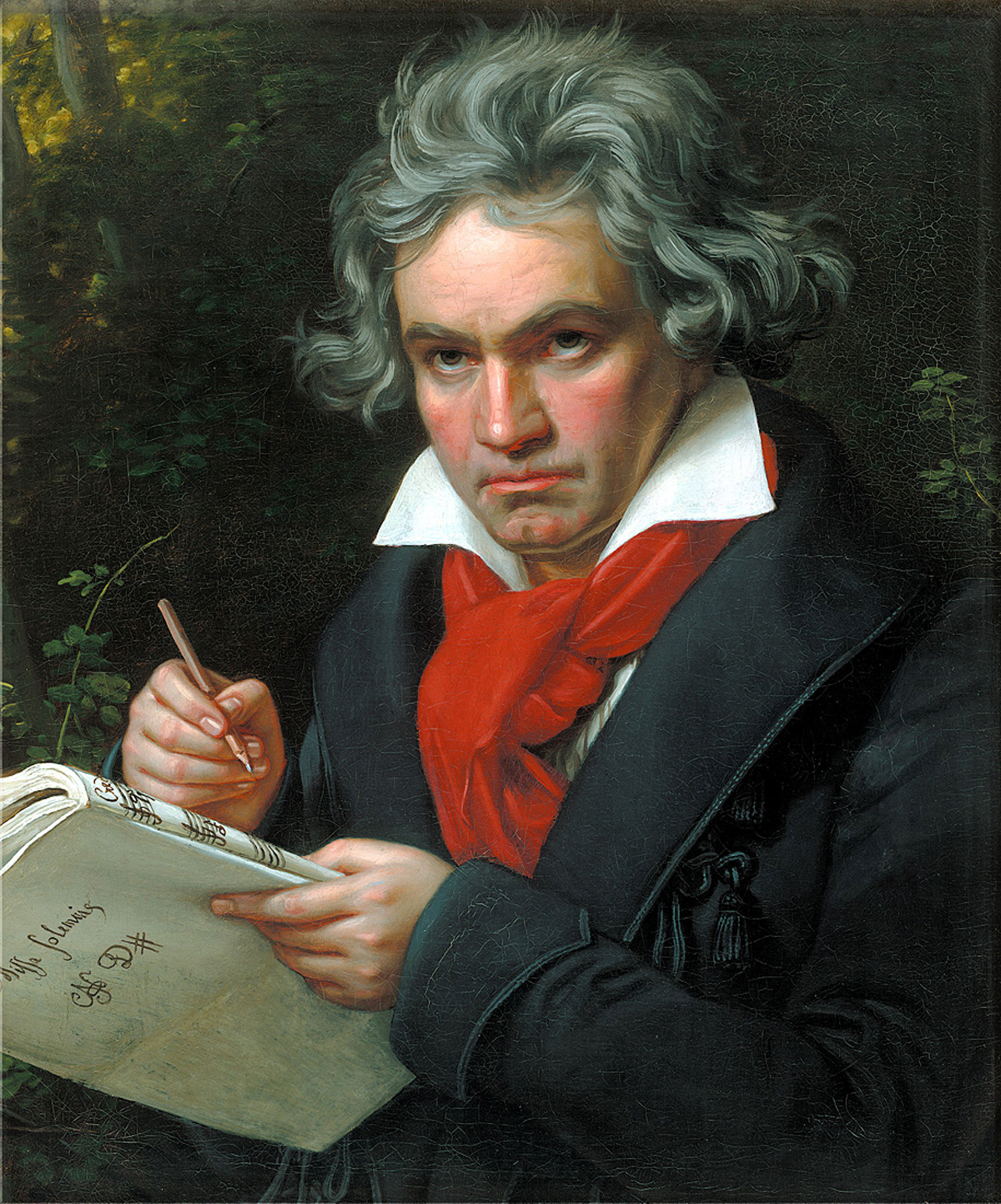
Людвиг ван Бетховен написал множество месс и религиозных произведений, в том числе, вошедшую в Девятую симфонию Оду к радости.

Многие православные государства Восточной Европы, а также в некоторой степени мусульманские государства Восточного Средиземноморья, сохраняли многие аспекты культуры и искусства Римской империи на протяжении столетий после её распада. Ряд государств, современных Византийской империи и не входивших в состав «Византийского содружества», находились под её культурным влиянием. К таким государствам относились: Первое Болгарское царство, Средневековая Сербия, Киевская Русь. Некоторые неправославные государства, такие как Венецианская республика и Королевство Сицилия, также имели тесные связи с Византийской империей, несмотря на то, что по сути были частью западноевропейской культуры. Искусство, созданное восточными православными христианами, часто называют «поствизантийским». Некоторые художественные традиции, зародившиеся в Византийской империи, особенно в отношении иконописи и церковной архитектуры, сохранились в Греции, Сербии, Болгарии, Македонии, России и других восточных православных странах и по сей день.

### Архитектура
Некоторые историки приписывают католической церкви то, что они считают блеском и великолепием западного искусства. «Несмотря на то, что церковь доминировала в искусстве и архитектуре, это не мешало архитекторам и художникам экспериментировать…». Историки, такие как Томас Вудс, ссылаются на последовательное противодействие западной церкви византийскому иконоборчеству, стремление западной церкви строить сооружения, достойные поклонения. Важным вкладом Церкви считается покровительство отдельным художникам, а также развитие романского, готического и ренессансного стилей искусства и архитектуры. Аврелий Августин многократно упоминал о Премудрости Соломона (Бог «распорядился всем по мерке и числу и весу», Прем. 11:21), что оказало влияние на геометрию и пропорции готической архитектуры.
Британский искусствовед Кеннет Кларк писал, что первый «великий век цивилизации» в Западной Европе начался примерно в 1000 году. С 1100 года, писал он, строились монументальные аббатства и соборы, украшенные скульптурами, драпировкой, мозаиками и произведениями, принадлежащими к одной из величайших эпох искусства, что резко контрастировало с однообразными и тесными условиями повседневной жизни в тот период. В позднем средневековье появилось ещё более экстравагантное искусство и архитектура. Бедность и целомудрие возводились в идеал. В искусстве они выражались, например, в религиозном «Гимне брату Солнцу» Франциска Ассизского, основателя нищенствующего ордена францисканцев. В период с 1308 по 1321 годы была написана эпическая поэма «Божественная комедия» Данте Алигьери. Ранним покровителем готической архитектуры считается влиятельный аббат Сугерий из аббатства Сен-Дени. Он считал, что любовь к прекрасному приближает людей к Богу: «Тупой ум восходит к истине через материальное». Кларк называет это «интеллектуальным фоном всех возвышенных произведений искусства следующего века, который фактически остаётся основой нашей веры в ценность искусства до сегодняшнего дня».

### Живопись и скульптура
Церковь спонсировала многих художников эпохи Возрождения, таких как Рафаэль, Микеланджело, Леонардо да Винчи, Бернини, Боттичелли, Фра Анджелико, Тинторетто, Караваджо и Тициан. В эпоху Возрождения и Контрреформации католические художники, вдохновляясь библейскими мотивами, создали множество непревзойденных шедевров западного искусства — от скульптур Давида и Пьеты Микеланджело до Тайной вечери да Винчи и различных вариантов Мадонны Рафаэля. Ссылаясь на «великий всплеск творческой энергии, подобный тому, который произошёл в Риме между 1620 и 1660 годами», Кеннет Кларк писал:

За единственным исключением, все великие художники того времени были искренними, верующими христианами. Гверчино большую часть утра проводил в молитве; Бернини часто уходил в ретриты и практиковал духовные упражнения святого Игнатия; Рубенс ходил на мессу каждое утро перед началом работы. Исключением был Караваджо, который был похож на героя современной пьесы, за исключением того, что он очень хорошо рисовал.
Оригинальный текст (англ.)[W]ith a single exception, the great artists of the time were all sincere, conforming Christians. Guercino spent much of his mornings in prayer; Bernini frequently went into retreats and practised the Spiritual Exercises of Saint Ignatius; Rubens attended Mass every morning before beginning work. The exception was Caravaggio, who was like the hero of a modern play, except that he happened to paint very well.
— 

### Музыка
В музыке католические монахи разработали первые формы современной западной нотной записи, чтобы стандартизировать литургию во всей мировой Церкви. На протяжении веков было написано огромное количество произведений религиозной музыки. Это привело к возникновению и развитию европейской классической музыки и её многочисленных производных. Стиль барокко, который охватывал музыку, искусство и архитектуру, особенно поощрялся католической церковью после Реформации, поскольку такие формы предлагали средства религиозного выражения, которые были волнующими и эмоциональными, призванными стимулировать религиозный пыл.
Список католических композиторов и католической духовной музыки, занимающих видное место в западной культуре, обширен, и включает такие произведения, как: «Ода к радости» Людвига ван Бетховена, «Ave verum corpus» Вольфганга Амадея Моцарта, «Аве Мария» Франца Шуберта, «Panis Angelicus» Сезара Франка и «Глория» Антонио Вивальди.

### Протестантизм
Деятели искусства вдохновлялись протестантскими убеждениями. Мартин Лютер, Пауль Герхардт, Джордж Уизер, Исаак Уоттс, Чарльз Уэсли, Уильям Каупер и многие другие авторы и композиторы создали известные церковные гимны. Такие музыканты, как Генрих Шютц, Иоганн Себастьян Бах, Георг Фридрих Гендель, Генри Пёрселл, Иоганнес Брамс и Феликс Мендельсон, сочинили великие музыкальные произведения. Выдающимися художниками протестантского толка были, например, Альбрехт Дюрер, Ганс Гольбейн-младший, Лукас Кранах, Рембрандт и Винсент Ван Гог. Мировую литературу обогатили произведения Эдмунда Спенсера, Джона Мильтона, Джона Баньяна, Джона Донна, Джона Драйдена, Даниеля Дефо, Уильяма Вордсворта, Джонатана Свифта, Иоганна Вольфганга Гёте, Фридриха Шиллера, Сэмюэля Тейлора Кольриджа, Эдгара Аллана По, Мэтью Арнолда, Конрада Фердинанда Мейера, Теодора Фонтейна, Вашингтона Ирвинга, Роберта Браунинга, Эмили Дикинсон, Эмили Бронте, Чарльза Диккенса, Натаниэля Готорна, Томаса Стернса Элиота, Джона Голсуорси, Томаса Манна, Уильяма Фолкнера, Джона Апдайка и многих других.

## Экономическое развитие
Франсиско де Витория, ученик Фомы Аквинского и католический мыслитель, изучавший вопрос о правах колонизированных туземцев, признан Организацией Объединённых Наций отцом международного права. Историки экономики и демократии считают его идеологом западной демократии и экономического развития.
Йозеф Шумпетер, экономист XX века, ссылаясь на схоластов, писал: «Они ближе, чем любая другая группа, к тому, чтобы стать основателями научной экономики». Другие экономисты и историки, такие как Раймонд де Рувер, Марджори Грайс-Хатчинсон и Алехандро Чафуэн, также сделали аналогичные заявления. Историк Пол Легутко из Стэнфордского университета сказал, что католическая церковь находится «в центре развития ценностей, идей, науки, законов и институтов, которые составляют то, что мы называем западной цивилизацией».

### Протестантская трудовая этика
Протестантская трудовая этика — религиозно обоснованная доктрина о добродетельности труда, необходимости работать добросовестно и усердно. Протестантское представление о Боге и человеке позволяет верующим использовать силу разума. Это означает, что им позволено исследовать Божье творение и, согласно Библии (Быт. 2:15), ответственно использовать и хранить его. Таким образом, был создан культурный климат, который в значительной степени способствовал развитию гуманитарных и естественных наук. Другим следствием протестантского понимания человека является то, что верующие в знак благодарности за своё избрание и искупление во Христе должны следовать заповедям Божьим. Трудолюбие, бережливость, призвание, дисциплинированность и сильное чувство ответственности лежат в основе их морального кодекса. В частности, Кальвин отказался от роскоши. Таким образом, ремесленники, промышленники и другие бизнесмены могли реинвестировать большую часть своей прибыли в наиболее эффективное оборудование и самые современные методы производства, основанные на прогрессе науки и техники. В результате повысилась производительность труда, что привело к увеличению прибыли и позволило работодателям платить более высокую заработную плату. Таким образом, экономика, наука и техника дополняли и помогали друг другу. Возможность принять участие в экономическом успехе технологических изобретений была сильным стимулом как для изобретателей, так и для инвесторов. Протестантская трудовая этика была важной силой, стоявшей за массовыми действиями, которые повлияли на развитие капитализма и промышленную революцию. Эта идея известна также как «протестантский этический тезис».
Епископалы и пресвитериане, как правило, значительно богаче и образованнее (имеют больше дипломов о высшем образовании и аспирантов на душу населения), чем большинство других религиозных групп в Соединённых Штатах Америки, и непропорционально представлены в верхних слоях американского бизнеса, юриспруденции и политике, особенно в республиканской партии. Большая часть самых богатых и состоятельных американских семей, таких как Вандербильты и Асторы, Рокфеллеры, Дюпоны, Рузвельты, Форбс, Уитни, Морганы и Гарриманы, являются традиционными протестантскими семьями.

## Социальная справедливость и медицинский уход

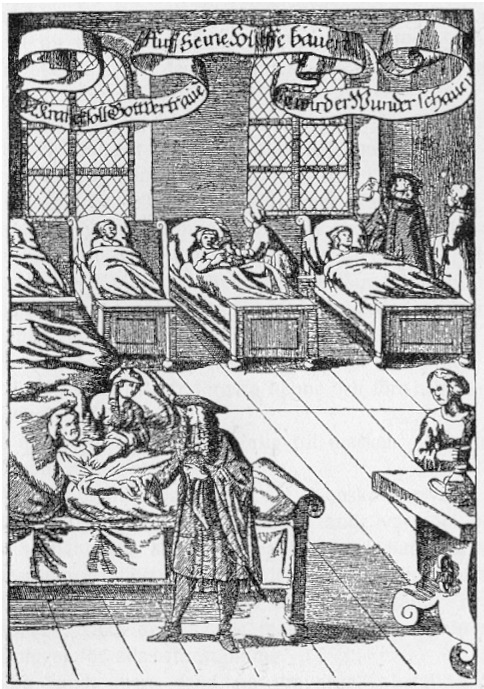
Историк медицины Риссе, Гюнтер говорит, что церковь стояла у истоков создания больничной системы, ориентированной на маргинальные слои населения

Католическая церковь вносит свой вклад в развитие общества через свою социальную доктрину, ориентированную на продвижение социальной справедливости и обеспечение ухода за больными и бедными. В таких речах, как Нагорная проповедь, и в таких историях, как Притча о добром самарянине, Иисус призывал последователей поклоняться Богу, действовать без насилия и предубеждений, и заботиться о больных, голодных и бедных. Такие учения являются основой участия католической Церкви в социальной справедливости и здравоохранении.

### Четвёртый век
Историки отмечают, что до принятия христианства в древнем мире почти не наблюдалось следов какой-либо организованной благотворительной деятельности. Христианская благотворительность и практика обеспечения бедных едой и одеждой, посещения заключённых, поддержки вдов и детей-сирот оказали огромное влияние на дальнейшее социальное обеспечение.
Альберт Йонсен, историк медицины Вашингтонского университета, говорит, что «второй большой поворот в истории медицины начинается в конце IV века, с основания первой христианской больницы в Кесарии в Каппадокии, и заканчивается в конце XIV века, когда медицина укоренилась в университетах и в общественной жизни развивающихся стран Европы».
После смерти Евсевия в 370 году епископом Кесарии был избран Василий Великий, который основал первую официальную столовую, больницу, приют для бездомных, хоспис, богадельню, приют для сирот, исправительный центр для воров, женский центр для тех, кто оставил проституцию, и другие служения. Василий лично инвестировал средства в эти проекты, отдавая всё свое личное состояние на их финансирование. Сам Василий надевал фартук и работал в столовой. Эти услуги оказывались бесплатно, независимо от религиозной принадлежности. Василий отказывался от какой-либо дискриминации, когда дело касалось людей, которые нуждались в помощи, говоря, что «пищеварительная система еврея и христианина неразличимы». «Существует поразительное сходство между идеалами [Василия] и идеалами современности. …безусловно, он был самым современным среди пионеров монашества, и по этой причине, если ни по какой другой, к его работам есть постоянный интерес…».
Благотворительность стала повсеместной практикой.

### Средневековый период
Католическая церковь создала в средневековой Европе больничную систему, отличающуюся от простого взаимного гостеприимства греков и семейных обязанностей римлян. По словам историка медицины Гюнтера Риссе, эти больницы были созданы для обслуживания «определённых социальных групп, маргинализированных из-за бедности, болезней и возраста».
Банкирский дом Фуггеров из Аугсбурга, Германия, 500 лет назад основал один из первых в мире проектов социального жилья, который существует до сих пор.

### Индустриальная революция

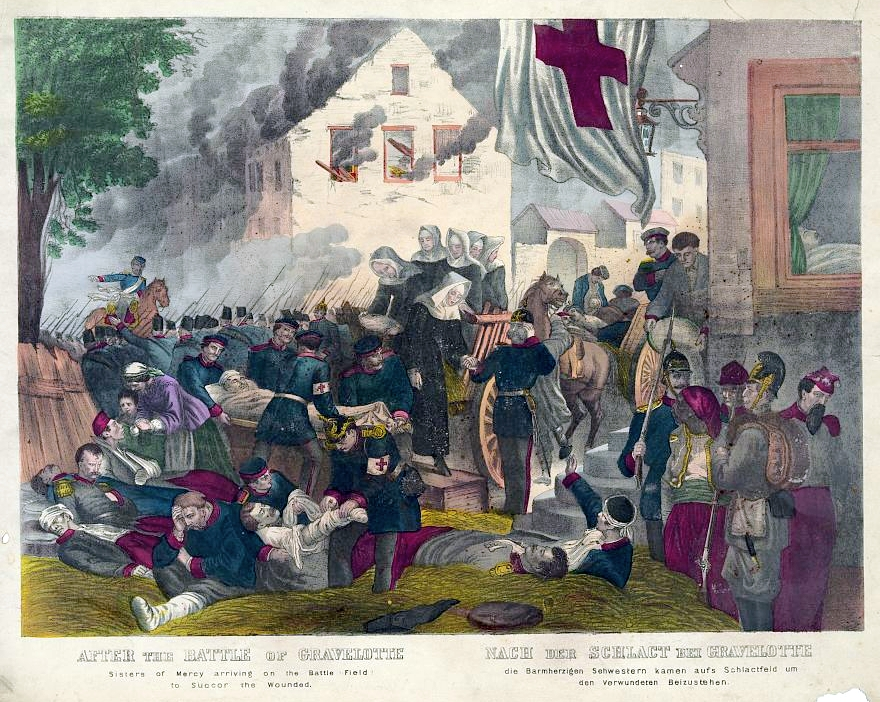
«После битвы при Гравелоте французские сёстры милосердия святого Борромео прибывают на поле битвы, чтобы помочь раненым». Литография 1870—1871 гг.

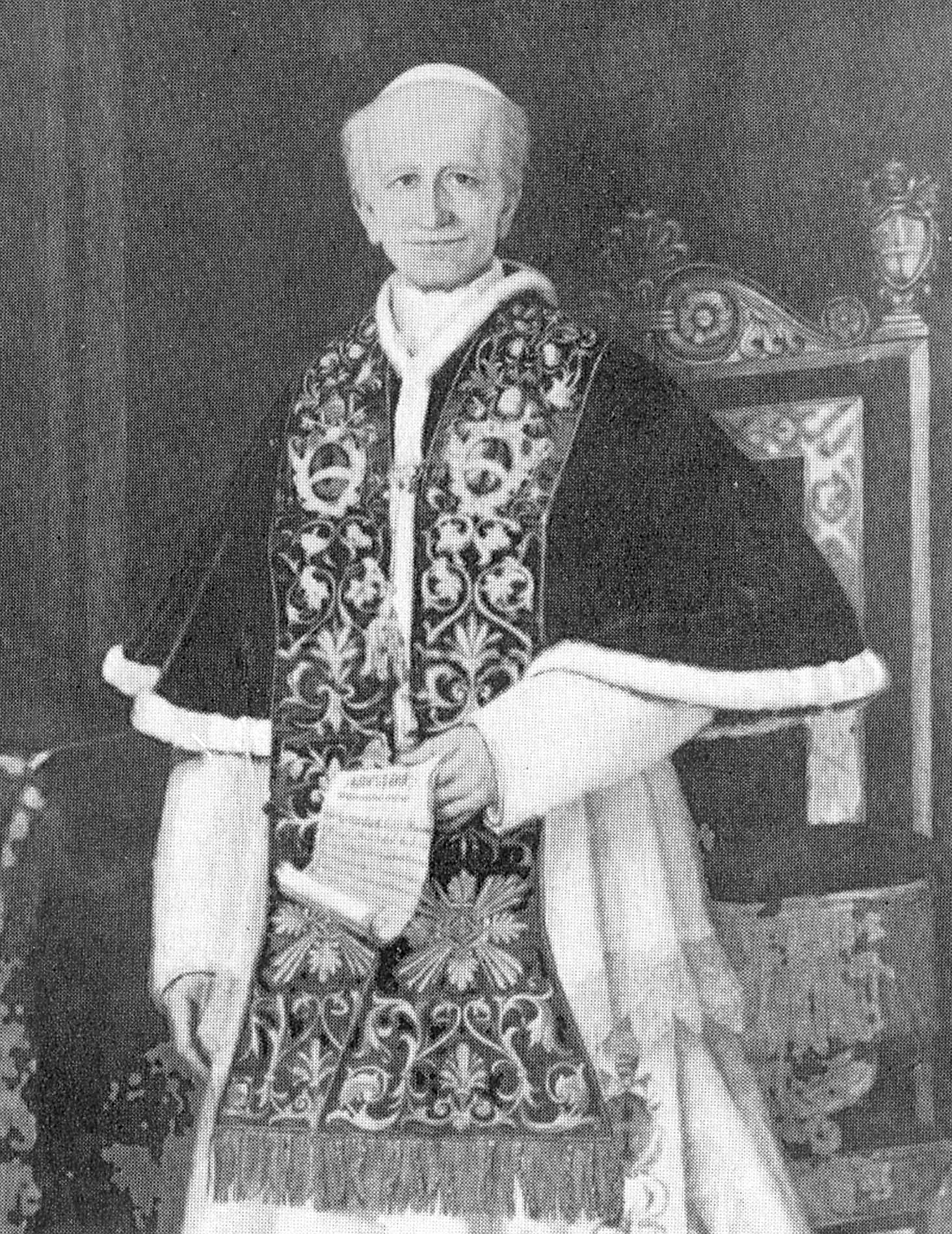
В 1891 году Папа Лев XIII издал энциклику «Rerum Novarum», в которой Церковь определяла достоинство и права промышленных рабочих.

Промышленная революция вызвала много опасений по поводу ухудшающихся условий труда и жизни городских рабочих. Под влиянием немецкого епископа Вильгельма Эммануэля фон Кеттлера в 1891 году Папа Лев XIII опубликовал энциклику Rerum Novarum, в которой социальное учение католической церкви в контексте отвергало социализм, но выступало за регулирование условий труда. В Rerum Novarum провозглашалось установление прожиточного минимума и право трудящихся на создание профсоюзов.
15 мая 1931 года Папа римский Пий XI опубликовал энциклику Quadragesimo Anno, посвящённую сорокалетию с опубликования «Rerum Novarum» и развивающую католическую социальную доктрину. В отличие от Льва, который занимался в основном положением рабочих, Пий XI сосредоточился на этических последствиях социального и экономического порядка. Он призвал к восстановлению социального порядка, основанного на принципах солидарности и субсидиарности. Он отметил большую опасность для свободы и достоинства человека, исходящие от необузданного капитализма и тоталитарного коммунизма.
Папа Пий XII повторяет эту доктрину и применяют её не только к рабочим и владельцам капитала, но и к другим профессиям, и видам деятельности, таким как политики, педагоги, домохозяйки, фермеры, бухгалтеры, а также международные организации и всем аспекты жизни, включая военную. Выходя за рамки энциклики Пия XI, он также определил социальную политику в области медицины, психологии, спорта, телевидения, науки, права и образования. Пия XII назвали «Папой технологий» за его готовность и способность исследовать социальные последствия технического прогресса. Главной его заботой было сохранение прав и достоинства личности. С началом космической эры в конце своего понтификата Пий XII исследовал социальные последствия освоения космоса и разработки спутников. Он призывал к общности и солидарности в свете существующих папских учений о субсидиарности.
Методистская церковь, наряду с другими христианскими деноминациями, отвечала за создание больниц, университетов, детских домов, столовых и школ, чтобы следовать повелению Иисуса распространять Благую Весть и служить людям. В западных странах правительства все чаще берут на себя финансирование и организацию медицинских услуг для бедных, но Церковь по-прежнему поддерживает огромную сеть медицинских учреждений по всему миру. На Западе эти учреждения столетиями находились под руководством священников и монахов, но в настоящее время всё чаще руководящие должности в этих учреждениях занимают миряне. В 1968 году монахи или священники были руководителями 770 из 796 католических больниц Америки. К 2011 году они руководили 8 из 636 больниц. По данным Католической ассоциации здравоохранения, в 2009 году католические больницы в США приняли около одной шестой доли всех пациентов. Католическое здравоохранение Австралии — крупнейшая группа неправительственных организаций, предоставляющих услуги здравоохранения и услуги по уходу за престарелыми, на долю которой приходится около 10 % сектора здравоохранения.
Как и в случае со школьным образованием, женщины играли жизненно важную роль в управлении христианскими учреждениями по уходу и их укомплектовании кадрами — в методистских больницах работали дьяконисы, прошедшие подготовку в качестве медсестёр, а в католических больницах при религиозных институтах, таких как «Сёстры милосердия», «Малые сёстры бедных» и «Францисканские сестры Марии» обучение и уход за больными считаются «женским призванием». Стремясь определить роль религии в больницах в американской истории, New York Times отметила, что монахинь обучали «видеть Иисуса в лице каждого пациента» и что:

Хотя их влияние часто описывают как неосязаемое, монахини в своих больницах были сосредоточены на служении нуждающимся и приносили им духовную уверенность в том, что для врачей исцеление важнее прибыли.
Оригинальный текст (англ.)Although their influence is often described as intangible, the nuns kept their hospitals focused on serving the needy and brought a spiritual reassurance that healing would prevail over profit, authorities on Catholic health care say.
— 

## Образование
| Учреждения                                       | #       |
| ------------------------------------------------ | ------- |
| Приходы и миссии                                 | 408 637 |
| Начальные и средние школы                        | 125 016 |
| Университеты                                     | 1 046   |
| Больницы                                         | 5 853   |
| Детские дома                                     | 8 695   |
| Дома для престарелых и инвалидов                 | 13 933  |
| Диспансеры, лепрозории, ясли и другие учреждения | 74 936  |

Образование всегда входило в одну из сфер миссионерской деятельности католической церкви. История показывает, что в евангелизированных странах первые школы открывали католики. В некоторых странах Церковь является основным поставщиком услуг в сфере образования или существенно дополняет государственные формы обучения. В настоящее время Церковь управляет крупнейшей в мире неправительственной системой школ. Многие из наиболее влиятельных университетов Западной цивилизации были основаны католической церковью.
В 2016 году международное исследование Центра Пью о религиозности и образовании показало, что христиане как религиозная группа занимают второе место в мире по уровню образования после евреев со средним показателем 9,3 лет обучения. Самая большая продолжительность обучения среди христиан была выявлена в Германии (13,6 лет), Новой Зеландии (13,5) и Эстонии (13,1). Также было установлено, что христиане занимают второе место по количеству выпускников и аспирантов на душу населения, в то время как в абсолютных цифрах они занимают первое место (220 млн). Среди различных христианских общин Сингапур опережает другие страны по количеству христиан, получивших университетское образование в высших учебных заведениях (67 %), за ним следуют христиане Израиля (63 %) и христиане Грузии (57 %). Согласно исследованию, христиане в Северной Америке, Европе, на Ближнем Востоке, в Северной Африке и Азиатско-Тихоокеанском регионах высокообразованы, поскольку многие университеты мира были построены историческими христианскими церквями, в дополнение к историческим свидетельствам о том, что «Христианские монахи строили библиотеки, и до появления печатных станков сохраняли важные более ранние сочинения, написанные на латинском, греческом и арабском языках». Согласно тому же исследованию, христиане обладают значительным гендерным равенством в уровне образования. Одной из причин этого является поощрение реформаторов-протестантов к развитию образования женщин, что привело к ликвидации неграмотности среди женщин в протестантских общинах. Согласно тому же исследованию, «существует большой и распространённый разрыв в уровне образования между мусульманами и христианами в странах Африки к югу от Сахары», поскольку взрослые мусульмане в этом регионе гораздо менее образованы, чем их христианские сверстники. При этом ученые предполагают, что этот разрыв объясняется тем, что образовательные учреждения, которые создавались христианскими миссионерами в колониальную эпоху предназначались для новообращённых.

### Европа

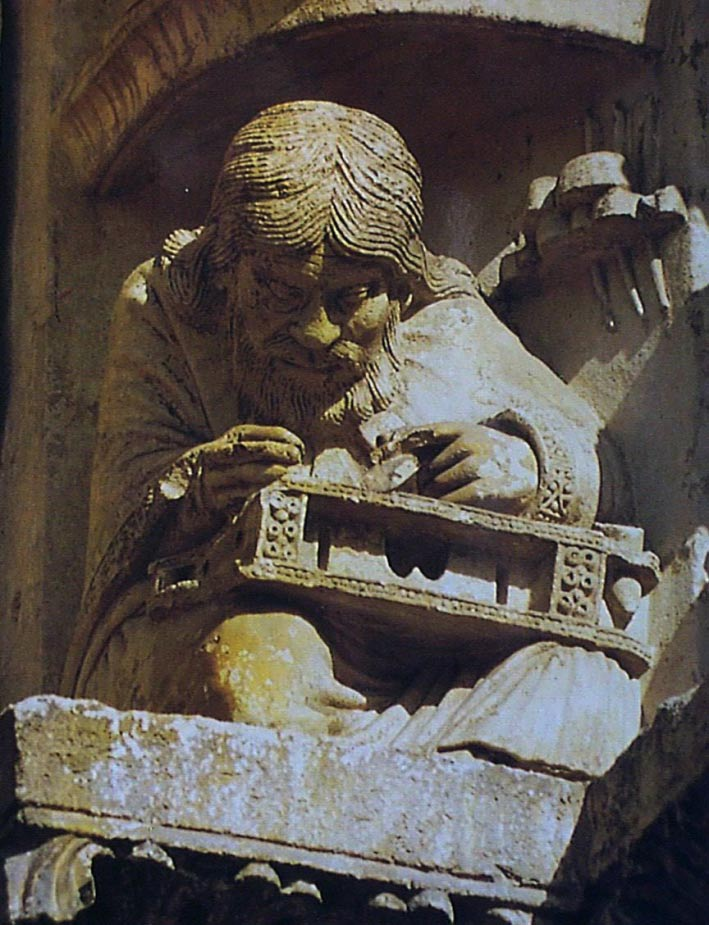
Пифагор на одном из Архивольтов Шартрского собора. Из средневековых европейских соборных школ выросли многие современные университеты Европы.

Герб Оксфордского университета с латинским девизом «Господь — мой свет». Европейские университеты были изобретением католиков.

Католическая церковь основала первые на Западе университеты, которым предшествовали школы при монастырях и соборах, где обычно работали монахи.
В 530 году святой Бенедикт написал «Устав святого Бенедикта», который стал основой для организации монастырей по всей Европе. Новые монастыри сохраняли интеллектуальную культуру в своих школах, скрипториях и библиотеках. Они не только служили средоточием духовной жизни, но и функционировали как сельскохозяйственные, экономические и производственные центры, особенно в отдалённых регионах, становясь основными проводниками цивилизации.
Клюнийская реформа монастырей, начавшаяся в 910 году, вызвала повсеместный рост и обновление монастырей. Монастыри внедрили новые технологии и культуры, способствовали созданию и сохранению литературы и способствовали экономическому росту. Церковь по-прежнему управляла всеми школами и библиотеками.
Соборные школы начали строиться в раннем средневековье как центры повышения квалификации, некоторые из них затем превратились в средневековые университеты. В средние века в Шартрском соборе действовала знаменитая и влиятельная Шартрская школа.
В итальянском Салерно появился университет, ставший ведущей медицинской школой. В нём работы греческих и арабских врачей переводились на латынь. Болонский университет стал самым влиятельным из первых университетов, которые сначала специализировались на каноническом праве и гражданском праве. Парижский университет, специализирующийся на теологии, соперничал с Болоньей под руководством Собора Парижской Богоматери. Оксфордский университет в Англии позже стал соперником Парижа в теологии, а в 1243 году в Испании был основан Саламанкский университет. По словам историка Джеффри Блейни, университеты извлекли выгоду из использования латыни, общего языка Церкви, и её интернационализма, и их роль заключалась в том, чтобы «учить, спорить и рассуждать в христианских рамках». Средневековые университеты западного христианского мира были хорошо интегрированы во всей Западной Европе, поощряли свободу исследований и привели к появлению множества прекрасных ученых и натурфилософов, включая Роберта Гроссетеста из Оксфордского университета, одного из первых исследователей систематического метода научных экспериментов и Святого Альберта Великого, пионера полевых биологических исследований.
В XIII веке Франциском Ассизским и Домиником де Гусманом были основаны нищенствующие ордена, которые принесли религиозную жизнь в городскую среду. Эти ордена также сыграли большую роль в превращении соборных школ в средневековые университеты. В этих университетах работали известные учёные-богословы, такие как доминиканец Фома Аквинский. Его «Сумма теологии» стала ключевым интеллектуальным достижением в синтезе аристотелевской мысли и христианства.
В XIV веке в Центральной Европе появились Карлов университет и Ягеллонский университет.
В 1540 году испанец Игнатий де Лойола основал общество иезуитов. Изначально будучи миссионерским орденом, иезуиты принесли западное образование и католическую веру в Индию, Японию, Китай, Канаду, Центральную и Южную Америку и Австралию. Орден принимал всё более активное участие в сфере образования, основывая школы, колледжи и университеты по всему миру и обучая таких известных западных ученых, интеллектуалов, художников и государственных деятелей, как: Рене Декарт, Маттео Риччи, Вольтер, Пьер де Кубертен, Артур Конан Дойл, Джеймс Джойс, Альфред Хичкок, Бинг Кросби, Роберт Хьюз и Билл Клинтон.
По словам историка Джеффри Блейни, университет стал визитной карточкой христианской цивилизации, хотя, как он пишет, «за последнее столетие, возможно, ни одно учреждение не сделало больше для продвижения альтернативного или светского взгляда на мир».

### Латинская Америка
Образование в Латинской Америке началось под руководством миссионеров, спонсором которых была испанская корона. Королевская политика предусматривала, что индейцы должны были принимать миссионеров, но не обязаны были обращаться в христианство. Индейцев, соглашавшихся слушать миссионеров, не принуждали к труду на энкомендеро, некоторые из которых были известны своей жестокостью.

### Северная Америка

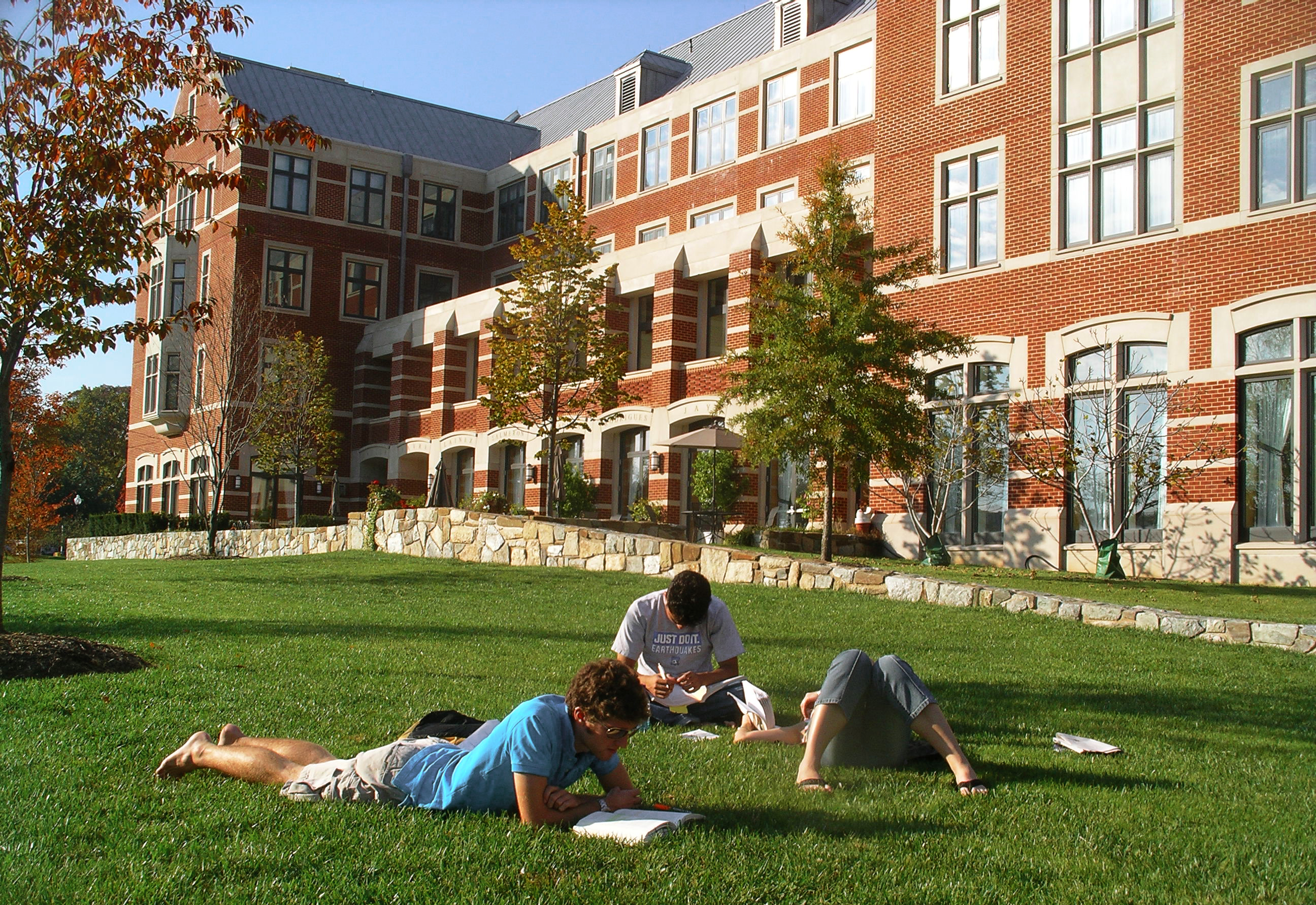
Студенты, занимающиеся на территории резиденции иезуитов Wolfington Hall, Джорджтаунский университет, США

В Соединенных Штатах был создан ряд католических университетов, школ и колледжей. Религиозная терпимость, установленная американской революцией, позволила католическому духовенству Мэриленда в 1789 году основать Джорджтаунский университет, старейший католический университет Америки. В 1805 году он стал иезуитским институтом. Святая Екатерина Дрексель унаследовала состояние и основала орден Сестёр Святого Причастия для индейцев и цветных (теперь известный как «Сестры Святого Причастия»), основала школы по всей Америке, и в 1925 году открыла Ксавьерский университет Луизианы в Новом Орлеане для обучения негров.

### Австралазия

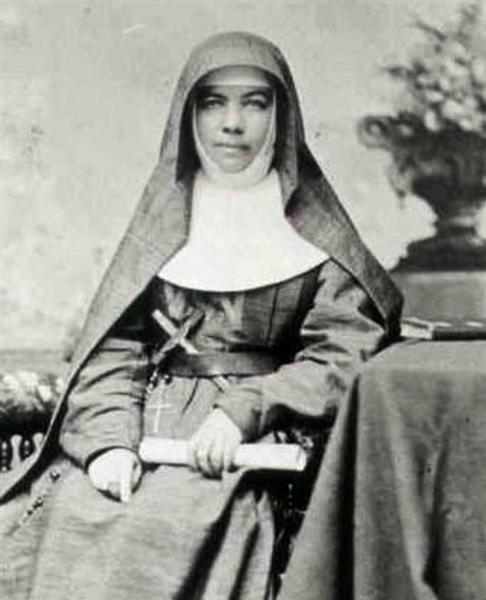
Мэри Маккиллоп, первая святая Австралии.

Католическая система образования в Австралии берёт своё начало с XIX века. Система католических школ является вторым по величине сектором после государственных школ, на который приходится около 21 % всех учащихся средних школ. Церковь создала учебные заведения начального, среднего и высшего образования. Святая Мария МакКиллоп была австралийской монахиней XIX века, основавшей образовательный религиозный институт сестёр Святого Иосифа Святого Сердца, а в 2010 году она стала первой канонизированной австралийкой. Католическое образование также имеет большое значение в соседних странах южной части Тихого океана: 11 % новозеландских учащихся посещают католические школы.

### Африка
К концу XIX века европейским державам удалось получить контроль над большей частью внутренних территорий Африки. Новые правители ввели экономику, основанную на наличных деньгах, что породило огромный спрос на грамотность и западное образование, который для большинства африканцев мог быть удовлетворён только христианскими миссионерами. Католические миссионеры последовали за колониальными правительствами в Африку и построили школы, больницы, монастыри и церкви.
Благодаря большому числу крещений взрослых, Церковь растёт в Африке быстрее, чем где-либо ещё. Кроме того, на каждый приход здесь приходится больше католических школ (3:1), чем в других регионах мира.

### Азия
В Индии более 25 000 школ и колледжей находятся под управлением Церкви.

### Роль протестантов в образовании

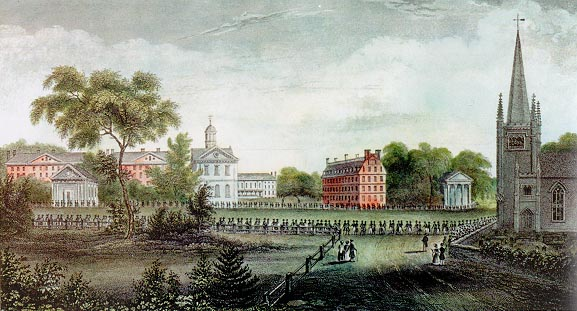
Гарвард-колледж, исторически один из нескольких привилегированных колледжей для протестантской элиты. Изображена процессия выпускников Гарварда 1836 года.

Так как реформаторы хотели, чтобы все члены церкви могли читать Библию, образование на всех уровнях получило мощный толчок. Было введено обязательное образование как для мальчиков, так и для девочек. Например, пуритане, основавшие колонию в Массачусетском заливе в 1628 году, всего восемь лет спустя основали Гарвард-колледж. Семь из первых девяти так называемых колониальных колледжей были основаны христианами, включая Колумбийский университет, Брауновский университет, Университет Рутгерса и Йельский университет (1701 г.). В книге XIX века «Колледжи в Америке» говорится: «Восемьдесят три процента колледжей [США] были основаны в рамках христианских благотворительных программ». В Пенсильвании сформировался ещё один центр образования на базе колледжа, который был открыт не в рамках благотворительных программ Церкви.
Большое количество основных протестантов играли ведущую роль во многих аспектах американской жизни, включая политику, бизнес, науку, искусство и образование. Они основали большинство ведущих высших учебных заведений страны. Принстонский университет был основан пресвитерианами.
Протестанты также инициировали перевод Библии на национальные языки и тем самым поддержали развитие национальных литератур.

## Гигиена

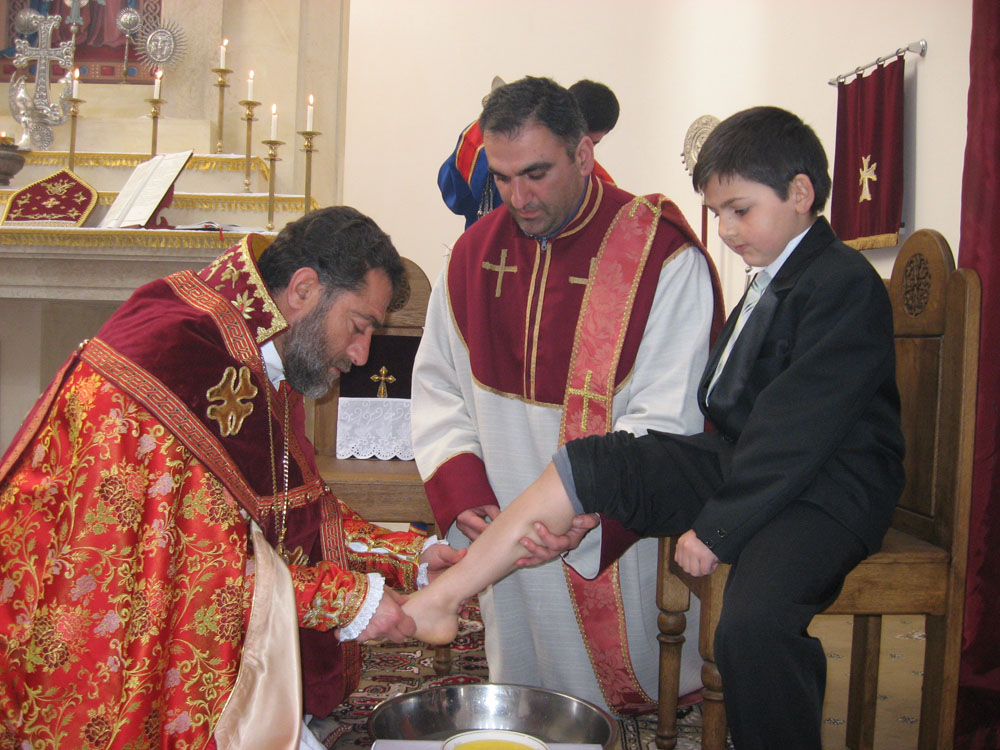
Епископ Армянской Апостольской церкви Себух Чулджян омывает ноги детям.

В Библии описано множество ритуалов омовения и очищения. Согласно еврейскому религиозному законодательству, источники ритуальной нечистоты — это порождающие ритуальную нечистоту материальные объекты, при взаимодействии с которыми люди или предметы могут стать ритуально нечистыми. Эфиопская православная церковь Тевахедо предписывает несколько видов омовения рук, например, после выхода из уборной или бани, перед молитвой или после еды.
Христианство всегда уделяло большое внимание гигиене. Несмотря на то, что раннехристианское духовенство осуждало смешанное купание в римских бассейнах, а также языческий обычай купания женщин обнажёнными, это не мешало Церкви призывать верующих ходить в общественные бани, что, по словам Отца Церкви Климента Александрийского, способствовало гигиене и хорошему здоровью. Церковь также строила общественные купальни, раздельные для мужчин и женщин, рядом с монастырями и местами паломничества; кроме того, с раннего средневековья папы размещали бани в церковных базиликах и монастырях. Папа Григорий Великий убеждал своих последователей в ценности купания как телесной потребности.
Вопреки распространенному мнению, купание и санитария не были потеряны в Европе с распадом Римской империи. Мыловарение стало устоявшимся промыслом в так называемые «тёмные века». Римляне использовали ароматические масла (в основном из Египта). К середине XIX века английский урбанизированный средний класс сформировал идеологию чистоты, которая стояла в одном ряду с типичными викторианскими концепциями, такими как христианство, респектабельность и социальный прогресс. Армия спасения взяла на вооружение движение по предоставлению и распространению средств личной гигиены.

### Комментарии
1. ↑  Когда Фульгенцио Миканцио, один из друзей Галилео в Венеции, в 1635 году попытался перепечатать «Рассуждение о телах, плавающих в воде» Галилея, венецианский инквизитор сообщил ему, что инквизиция запретила дальнейшую публикацию какой-либо из работ Галилео, а позже показал ему копию приказа.
2. ↑  Когда голландские печатники Эльзевиры в 1638 году опубликовали «Диалоги Галилея о двух новых науках», примерно через пять лет после суда над ним, они сделали это под предлогом того, что рукопись, которую он подарил французскому послу в Риме для сохранения и распространения среди заинтересованных интеллектуалов, была использована без его ведома.

### Книги
- Васильева М.В., Коптев А.В. Происхождение человека: основные проблемы антропогенеза: Методические материалы для студентов.. — Вологда, 1997.
- Пьер Весперини. Переписывая прошлое: Как культура отмены мешает строить будущее = Pierre Vesperini.Que faire du passé? Réflexions sur la «cancel culture». — М.: Альпина Паблишер, 2025. — С. 212. — ISBN ISBN 978-5-9614-8622-3.
- Joe Barth Abba. Philosophy of Thomas Aquinas on Justice and Human Rights: A Paradigm for the Africa-Cultural Conflicts Resolution - Nigerian Perspectives. — LIT Verlag Münster, 2017. — 321 с. — ISBN 978-3-643-90909-1.
- Alfred J. Andrea, James H. Overfield. The Human Record: Sources of Global History, Volume I: To 1500. — Cengage Learning, 2011. — 466 с. — ISBN 978-0-495-91307-8.
- E. Digby (Edward Digby) Baltzell. The Protestant establishment: aristocracy & caste in America. — New York, Random House, 1964. — 460 с.
- Jonathan Bardill. Constantine, Divine Emperor of the Christian Golden Age. — Cambridge University Press, 2012. — 471 с. — ISBN 978-0-521-76423-0.
- John Marshall Barker. Colleges in America. — Cleveland Printing & Publishing Company, 1894. — 276 с.
- Richard Andrew Bayliss. Provincial Cilicia and the Archaeology of Temple Conversion. — Archaeopress, 2004. — 276 с. — ISBN 978-1-84171-634-3.
- D. Jeffrey Bingham. The Routledge Companion to Early Christian Thought. — Routledge, 2009. — 611 с. — ISBN 978-1-135-19342-3.
- Lisa M. Bitel. Women in Early Medieval Europe, 400-1100. — Cambridge University Press, 2002. — 348 с. — ISBN 978-0-521-59773-9.
- Geoffrey Blainey. A Short History of the World. — Ivan R. Dee, 2003. — 480 с. — ISBN 978-1-4617-0986-2.
- Geoffrey Blainey. A Short History of Christianity. — Rowman & Littlefield, 2013. — 637 с. — ISBN 978-1-4422-2590-9.
- Thomas Bokenkotter. A Concise History of the Catholic Church (Revised Edition). — Crown Publishing Group, 2007. — 613 с. — ISBN 978-0-307-42348-1.
- John Boswell. Christianity, Social Tolerance, and Homosexuality: Gay People in Western Europe from the Beginning of the Christian Era to the Fourteenth Century. — University of Chicago Press, 2015. — 463 с. — ISBN 978-0-226-34536-9.
- Rémi Brague. The Legend of the Middle Ages: Philosophical Explorations of Medieval Christianity, Judaism, and Islam. — University of Chicago Press, 2009. — 301 с. — ISBN 978-0-226-07080-3.
- Robert H. Bremner. Giving: Charity and Philanthropy in History. — Routledge, 2017. — 275 с. — ISBN 978-1-351-51747-8.
- Brockhampton. Dictionary of the arts. — London : Brockhampton Press, 1997. — 586 с. — ISBN 978-1-86019-502-0.
- Jacob Bronowski. The Ascent of Man. — Folio Soc., 2012. — book с.
- John Hedley Brooke, Ronald L. Numbers. Science and Religion Around the World. — Oxford University Press, USA, 2011. — 335 с. — ISBN 978-0-19-532819-6.
- John Hedley Brooke. Science and Religion: Some Historical Perspectives. — Cambridge University Press, 2014. — 577 с. — ISBN 978-1-107-66446-3.
- Peter Brown. Power and Persuasion in Late Antiquity: Towards a Christian Empire. — Univ of Wisconsin Press, 1992. — 196 с. — ISBN 978-0-299-13344-3.
- Peter Brown. Authority and the Sacred: Aspects of the Christianisation of the Roman World. — Cambridge University Press, 1997. — 112 с. — ISBN 978-0-521-59557-5.
- Peter Brown. Late Antiquity. — Harvard University Press, 1998. — 100 с. — ISBN 978-0-674-51170-5.
- Richard L. Bushman. Mormonism: A Very Short Introduction. — Oxford University Press, USA, 2008. — 145 с. — ISBN 978-0-19-531030-6.
- Cuthbert Butler. Benedictine Monachism, Second Edition: Studies in Benedictine Life and Rule. — Wipf and Stock Publishers, 2005. — 435 с. — ISBN 978-1-59752-420-9.
- Thomas Cahill. How The Irish Saved Civilization: The Untold Story of Ireland's Heroic Role from the Fall of Rome to the Rise of Medieval Europe. — Hodder & Stoughton, 2011. — 116 с. — ISBN 978-1-4447-1975-8.
- Earle E. Cairns. Christianity Through the Centuries: A History of the Christian Church. — Zondervan Academic, 2009. — 562 с. — ISBN 978-0-310-82930-0.
- Alan Cameron. The Last Pagans of Rome. — Oxford University Press, 2010. — 891 с. — ISBN 978-0-19-978091-4.
- José Casanova. Public Religions in the Modern World. — University of Chicago Press, 2011. — 331 с. — ISBN 978-0-226-19020-4.
- Owen Chadwick. A History of Christianity. — Macmillan, 1998. — 314 с. — ISBN 978-0-312-18723-1.
- Kenneth Clark. Civilisation: A Personal View. — HarperPerennial, 1990. — 359 с. — ISBN 978-0-06-010800-7.
- W. K. Lowther Clarke. St Basil the Great: A Study in Monasticism. — Cambridge University Press, 2013. — 191 с. — ISBN 978-1-107-61569-4.
- Jeremy Cohen. Living Letters of the Law: Ideas of the Jew in Medieval Christianity. — University of California Press, 1999. — 478 с. — ISBN 978-0-520-21870-3.
- Lynn Cohick. Women in the World of the Earliest Christians: Illuminating Ancient Ways of Life. — Baker Academic, 2009. — 352 с. — ISBN 978-1-4412-0799-9.
- Collins R. Charlemagne. — Macmillan International Higher Education, 1998. — 249 с. — ISBN 978-1-349-26924-2.
- James A. Connor. Kepler's Witch: An Astronomer's Discovery of Cosmic Order Amid Religious War, Political Intrigue, and the Heresy Trial of His Mother. — Harper Collins, 2009. — 649 с. — ISBN 978-0-06-173742-8.
- Christopher R. Cotten. Ambrose and stilicho: politics in the post-theodosian world. — The University of Georgia, 2007. — 105 с.
- John D. Cotts. Europe's Long Twelfth Century: Order, Anxiety and Adaptation, 1095-1229. — Macmillan International Higher Education, 2012. — 257 с. — ISBN 978-1-137-29608-5.
- Michael Bertram Crowe. The Changing Profile of the Natural Law. — Springer Science & Business Media, 2013. — 333 с. — ISBN 978-94-015-0913-8.
- Brian Davies, Turner Nevitt. Thomas Aquinas's Quodlibetal Questions. — Oxford University Press, 2019. — 593 с. — ISBN 978-0-19-006952-0.
- Alexander Passerin d'Entreves. Natural Law: An Introduction to Legal Philosophy. — Routledge, 2017. — 270 с. — ISBN 978-1-351-50349-5.
- Jennifer Kolpacoff Deane. A History of Medieval Heresy and Inquisition. — Rowman & Littlefield Publishers, 2011. — 330 с. — ISBN 978-0-7425-6811-2.
- Tihomir Dimitrov. 50 Nobel Laureates and Other Great Scientists who Believe in God. — Novelists.net, 1995. — book с.
- Brian Downing. The Military Revolution and Political Change: Origins of Democracy and Autocracy in Early Modern Europe. — Princeton University Press, 1993. — 328 с. — ISBN 978-0-691-02475-2.
- H. A. Drake. Violence in Late Antiquity: Perceptions and Practices. — Routledge, 2016. — 427 с. — ISBN 978-1-351-87574-5.
- Eamon Duffy. Saints and Sinners: A History of the Popes; Fourth Edition. — Yale University Press, 2015. — 365 с. — ISBN 978-0-300-20708-8.
- Dennis J. Dunn. A History of Orthodox, Islamic, and Western Christian Political Values. — Springer, 2016. — 260 с. — ISBN 978-3-319-32567-5.
- Will Durant. Caesar and Christ: A History of Roman Civilization and of Christianity from Their Beginnings to A.D. 325. — MJF Books, 1992. — 751 с. — ISBN 978-1-56731-014-6.
- Enrique Dussel. A History of the Church in Latin America. — Wm. B. Eerdmans Publishing, 1981. — 396 с. — ISBN 978-0-8028-2131-7.
- G. Elton, E. Kouri, T. Scott. Politics and Society in Reformation Europe. — Springer, 1987. — 580 с. — ISBN 978-1-349-18814-7.
- Encyclopaedia Perthensis. The new encyclopædia; or, Universal dictionary ofarts and sciences. — 1807. — 766 с.
- James William Ermatinger. The Decline and Fall of the Roman Empire. — Greenwood Publishing Group, 2004. — 248 с. — ISBN 978-0-313-32692-9.
- David J. Eveleigh. Bogs, Baths & Basins: The Story of Domestic Sanitation. — History Press, 2006. — 289 с. — ISBN 978-0-7524-9580-4.
- Kitty Ferguson. Pythagoras: His Lives and the Legacy of a Rational Universe. — Icon Books Ltd, 2011. — 336 с. — ISBN 978-1-84831-250-0.
- Marc Ferro. Colonization: A Global History. — Routledge, 2005. — 415 с. — ISBN 978-1-134-82653-7.
- Johannes Fried. Charlemagne. — Harvard University Press, 2016. — 696 с. — ISBN 978-0-674-73739-6.
- Bryan Froehle, Mary Gautier, Center for Applied Research in the Apostolate (U.S.). Global Catholicism: Portrait of a World Church. — Orbis Books, 2003. — 308 с. — ISBN 978-1-57075-375-6.
- Kurt Galling, Hans von Campenhausen. Die Religion in Geschichte und Gegenwart: H-Kon. — Mohr, 1957. — 964 с.
- Kurt Galling, Hans von Campenhausen. Die Religion in Geschichte und Gegenwart: P-Se. — Mohr, 1957. — 910 с.
- Kurt Galling. Die Religion in Geschichte und Gegenwart : Handwörterbuch für Theologie und Religionswissenschaft. 6. Sh - Z. — Mohr, 1962. — 1 с.
- Hans von Campenhausen, Erich Dinkler, Gerhard Gloege, Knud Ejler Løgstrup. Die Religion in Geschichte und Gegenwart: handworterbuch für Theologie und Religionswissenschaft. Dritter Band. — J.C.B. Mohr, P. Siebeck, 1958. — 1806 с.
- Jane F. Gardner. Women in Roman Law and Society. — Routledge, 2008. — 559 с. — ISBN 978-1-134-93026-5.
- Henry Gariepy. Christianity in Action: The History of the International Salvation Army. — Wm. B. Eerdmans Publishing, 2009. — 303 с. — ISBN 978-0-8028-4841-3.
- Sheridan Gilley, Frances Margaret Young, Brian Stanley, K. Scott Bowie, Margaret Mary Mitchell. The Cambridge History of Christianity: Volume 8, World Christianities C.1815-c.1914. — Cambridge University Press, 2006. — 730 с. — ISBN 978-0-521-81456-0.
- Thomas Goldstein. Dawn Of Modern Science: From The Ancient Greeks To The Renaissance. — Hachette Books, 1995. — 316 с. — ISBN 978-0-306-80637-7.
- Levent Gönenç. Prospects for Constitutionalism in Post-Communist Countries. — Martinus Nijhoff Publishers, 2002. — 458 с. — ISBN 978-90-411-1836-3.
- John Goyette, Mark S. Latkovic, Richard S. Myers. St. Thomas Aquinas and the Natural Law Tradition: Contemporary Perspectives. — CUA Press, 2004. — 337 с. — ISBN 978-0-8132-1399-6.
- Jorge J. E. Gracia, Gregory M. Reichberg, Bernard N. Schumacher. The Classics of Western Philosophy: A Reader's Guide. — Wiley, 2003. — 636 с. — ISBN 978-0-631-23611-5.
- Andrew Gregory. Eureka!: The Birth of Science. — Icon, 2003. — 200 с. — ISBN 978-1-84046-374-3.
- Ole Peter Grell, Robert W. Scribner, Bob Scribner. Tolerance and Intolerance in the European Reformation. — Cambridge University Press, 2002. — 308 с. — ISBN 978-0-521-89412-8.
- David P. Gushee. In the Fray: Contesting Christian Public Ethics, 1994-2013. — Wipf and Stock Publishers, 2014. — 253 с. — ISBN 978-1-62564-044-4.
- David P. Gushee. The Sacredness of Human Life: Why an Ancient Biblical Vision Is Key to the World's Future. — Wm. B. Eerdmans Publishing, 2013. — 481 с. — ISBN 978-0-8028-4420-0.
- Roger D. Haight. Christian Community in History Volume 1: Historical Ecclesiology. — Bloomsbury Publishing USA, 2004. — 449 с. — ISBN 978-1-4411-2430-2.
- John R. Hall, Mary Jo Neitz, Marshall Battani. Sociology On Culture. — Taylor & Francis, 2003. — 320 с. — ISBN 978-0-415-28484-4.
- Kyle Harper. From Shame to Sin. — Harvard University Press, 2013. — 318 с. — ISBN 978-0-674-07456-9.
- Michael H. Hart. The 100: A Ranking of the Most Influential Persons in History. — Citadel Press, 1978. — 600 с. — ISBN 978-0-8065-1350-8.
- Adrian Hastings. The Church in Africa, 1450-1950. — Clarendon Press, 1995. — 726 с. — ISBN 978-0-19-152055-6.
- Adrian Hastings. The Oxford Companion to Christian Thought. — Oxford University Press, USA, 2000. — 809 с. — ISBN 978-0-19-860024-4.
- Karl Heussi. Kompendium der Kirchengeschichte. — J.C.B. Mohr (Paul Siebeck), 1937. — 540 с.
- Donald Routledge Hill. Islamic Science and Engineering. — Edinburgh University Press, 1993. — 250 с. — ISBN 978-0-7486-0455-5.
- Hans J. Hillerbrand. Encyclopedia of Protestantism: 4-volume Set. — Routledge, 2004. — 4119 с. — ISBN 978-1-135-96028-5.
- Hugh Thomas. The Slave Trade. — Orion, 2015. — 1628 с. — ISBN 978-1-4746-0336-2.
- Arthur Hyman, James J. Walsh, Thomas Williams. Philosophy in the Middle Ages: The Christian, Islamic, and Jewish Traditions. — Hackett Publishing, 2010. — 729 с. — ISBN 978-1-60384-451-2.
- Bruce Elliott Johansen. The Native Peoples of North America: A History. — Rutgers University Press, 2006. — 512 с. — ISBN 978-0-8135-3899-0.
- Paul Johnson. The Renaissance: A Short History. — Random House Publishing Group, 2007. — 210 с. — ISBN 978-0-307-43255-1.
- Eric L. Johnson. Foundations for Soul Care: A Christian Psychology Proposal. — InterVarsity Press, 2009. — 718 с. — ISBN 978-0-8308-7527-6.
- Scott Fitzgerald Johnson. The Oxford Handbook of Late Antiquity. — Oxford University Press, 2015. — 1294 с. — ISBN 978-0-19-027753-6.
- Albert R. Jonsen. A Short History of Medical Ethics. — Oxford University Press, USA, 2000. — 169 с. — ISBN 978-0-19-513455-1.
- Friedrich K Karrenberg. Evangelisches Soziallexikon. — Stuttgart: Kreuz Verlag, 1958.
- Susanne Kaul, David Kim. Imagining Human Rights. — Walter de Gruyter GmbH & Co KG, 2015. — 235 с. — ISBN 978-3-11-037661-6.
- Timothy Keller. The Reason for God: Belief in an Age of Skepticism. — Penguin, 2008. — 360 с. — ISBN 978-1-101-21765-8.
- Michael M. Klepper, Robert E. Gunther. The Wealthy 100: From Benjamin Franklin to Bill Gates-- a Ranking of the Richest Americans, Past and Present. — Carol Publishing Group, 1996. — 362 с. — ISBN 978-0-8065-1800-8.
- Harold Koenig, Dana King, Verna B. Carson. Handbook of Religion and Health. — Oxford University Press, 2012. — 1389 с. — ISBN 978-0-19-991271-1.
- Klaus Koschorke, Frieder Ludwig, Mariano Delgado, Roland Spliesgart. A History of Christianity in Asia, Africa, and Latin America, 1450-1990: A Documentary Sourcebook. — Wm. B. Eerdmans Publishing, 2007. — 461 с. — ISBN 978-0-8028-2889-7.
- Cheryl Krasnick Warsh, Veronica Strong-Boag. Children’s Health Issues in Historical Perspective. — Wilfrid Laurier Univ. Press, 2006. — 567 с. — ISBN 978-0-88920-912-1.
- Peter Kreeft. Catholic Christianity: A Complete Catechism of Catholic Beliefs Based on the Catechism of the Catholic Church. — Ignatius Press, 2011. — 431 с. — ISBN 978-1-68149-070-0.
- Prof William S. Kroger. Clinical and Experimental Hypnosis in Medicine, Dentistry and Psychology. — Pickle Partners Publishing, 2016. — 992 с. — ISBN 978-1-78720-304-4.
- Nancy L. Kuehl. A Book of Evidence: The Trials and Execution of Jesus. — Wipf and Stock Publishers, 2013. — 267 с. — ISBN 978-1-4982-7094-6.
- Helga Kuhse. The Sanctity-of-life Doctrine in Medicine: A Critique. — Clarendon Press, 1987. — 262 с. — ISBN 978-0-19-824943-6.
- Angeliki E. Laiou, Roy P. Mottahedeh. The Crusades from the Perspective of Byzantium and the Muslim World. — Dumbarton Oaks, 2001. — 356 с. — ISBN 978-0-88402-277-0.
- Rebecca Langlands. Sexual Morality in Ancient Rome. — Cambridge University Press, 2006. — 409 с. — ISBN 978-0-521-85943-1.
- Rosalio José Castillo Lara. Studia in honorem Alphonsi M. Stickler. — LAS, 1992. — 674 с.
- Luke Lavan, Michael Mulryan. The Archaeology of Late Antique 'Paganism'. — BRILL, 2011. — 710 с. — ISBN 978-90-04-19237-9.
- Randall D. Law. The Routledge History of Terrorism. — Routledge, 2015. — 542 с. — ISBN 978-1-317-51487-9.
- Henry Charles Lea. A History of the Inquisition of the Middle Ages. — The Floating Press, 2012. — 749 с. — ISBN 978-1-77545-808-1.
- William Edward Hartpole Lecky. History of European Morals From Augustus to Charlemagne (Complete). — Longmans, Green, 1869. — 468 с.
- Jacques Le Goff. Medieval Civilization 400 - 1500. — Wiley, 1991. — 452 с. — ISBN 978-0-631-17566-7.
- Gerhard Lenski. The Religious Factor; a Sociological Study of Religion's Impact on Politics, Economics, and Family Life by Gerhard Lenski. — 1963. — 414 с.
- Kenneth Levy. Gregorian Chant and the Carolingians. — Princeton University Press, 1998. — 300 с. — ISBN 978-0-691-01733-4.
- Ambrosius Mediolanensis, Carole Hill. Ambrose of Milan: Political Letters and Speeches. — Liverpool University Press, 2005. — 456 с. — ISBN 978-0-85323-829-4.
- David C. Lindberg, Ronald L. Numbers. When Science and Christianity Meet. — University of Chicago Press, 2008. — 370 с. — ISBN 978-0-226-48215-6.
- David C. Lindberg, Ronald L. Numbers. God and Nature: Historical Essays on the Encounter Between Christianity and Science. — University of California Press, 1986. — 536 с. — ISBN 978-0-520-05692-3.
- Thomas F. Madden. The Concise History of the Crusades. — Rowman & Littlefield, 2014. — 265 с. — ISBN 978-1-4422-3116-0.
- Arnold Harris Mathew. The Life and Times of Rodrigo Borgia, Pope Alexander VI. — Creative Media Partners, LLC, 2018. — 486 с. — ISBN 978-0-342-95054-6.
- Roy Matthews, DeWitt Platt, Thomas Noble. The Western Humanities, Complete. — McGraw-Hill Education, 2010. — 800 с. — ISBN 978-0-07-337662-2.
- Thomas F. Mayer. The Roman Inquisition on the Stage of Italy, C. 1590-1640. — University of Pennsylvania Press, 2014. — 368 с. — ISBN 978-0-8122-4573-8.
- Alister E. McGrath. Christianity: An Introduction. — John Wiley & Sons, 2015. — 320 с. — ISBN 978-1-118-46565-3.
- Neil B. McLynn. Ambrose of Milan: Church and Court in a Christian Capital. — Univ of California Press, 2014. — 432 с. — ISBN 978-0-520-28388-6.
- Robert Middlekauff. The Glorious Cause: The American Revolution, 1763-1789. — Oxford University Press, 2007. — 768 с. — ISBN 978-0-19-974092-5.
- Paul Monroe. A text-book in the history of education. — Nabu Press, 2010. — 808 с. — ISBN 978-1177886222.
- R. I. Moore. The Formation of a Persecuting Society: Authority and Deviance in Western Europe 950-1250. — Wiley, 2007. — 235 с. — ISBN 978-1-4051-2964-0.
- R. I. Moore. The War On Heresy: Faith and Power in Medieval Europe. — Profile Books, 2012. — 354 с. — ISBN 978-1-84765-348-2.
- Colin Morris. The Papal Monarchy: The Western Church from 1050 to 1250. — Clarendon Press, 1989. — 694 с. — ISBN 978-0-19-152053-2.
- Geoffrey Nathan. The Family in Late Antiquity: The Rise of Christianity and the Endurance of Tradition. — Taylor & Francis, 2002. — 289 с. — ISBN 978-0-203-00669-6.
- Thomas F. X. Noble, Barry S. Strauss, Duane J. Osheim, Kristen B. Neuschel. Western Civilization: The Continuing Experiment. — Houghton Mifflin, 2002. — 762 с. — ISBN 978-0-395-88548-2.
- Clifton E. Olmstead. History of Religion in the United States. — Prentice-Hall, 1960. — 648 с.
- Roger E. Olson. The Story of Christian Theology: Twenty Centuries of Tradition and Reform. — InterVarsity Press, 2009. — 656 с. — ISBN 978-0-8308-7736-2.
- Luke Painter. Finding the Roots of Christianity: A Spiritual and Historical Journey. — Wipf and Stock Publishers, 2017. — 161 с. — ISBN 978-1-5326-1030-1.
- Edward Peters. Heresy and Authority in Medieval Europe. — University of Pennsylvania Press, 2011. — 321 с. — ISBN 978-0-8122-0680-7.
- Edward Peters. Inquisition. — University of California Press, 1989. — 388 с. — ISBN 978-0-520-06630-4.
- Nathaniel Philbrick. Mayflower: A Story of Courage, Community, and War. — Penguin, 2006. — 622 с. — ISBN 978-1-101-21883-9.
- Polska Akademia Umiejętności, Instytut Historii (Polska Akademia Nauk). Polski slownik biograficzny. — 1968—1969. — Т. XIV. — ISBN 978-83-86301-01-0, 978-83-04-00148-0.
- Eileen Power. Medieval Women. — Cambridge University Press, 2012. — 137 с. — ISBN 978-1-107-65015-2.
- Colin Pritchard. Mental Health Social Work: Evidence-Based Practice. — Routledge, 2006. — 529 с. — ISBN 978-1-134-36543-2.
- Helen Rawlings. The Spanish Inquisition. — John Wiley & Sons, 2008. — 193 с. — ISBN 978-1-4051-4292-2.
- Beryl Rawson. A Companion to Families in the Greek and Roman Worlds. — John Wiley & Sons, 2010. — 773 с. — ISBN 978-1-4443-9075-9.
- Hilde de Ridder-Symoens. A History of the University in Europe: Volume 1, Universities in the Middle Ages. — Cambridge University Press, 1991. — 536 с. — ISBN 978-1-316-58342-5.
- Thomas Riggs. Worldmark Encyclopedia of Religious Practices: Religions and denominations. — Thomson Gale, 2006. — 760 с. — ISBN 978-0-7876-6612-5.
- Jonathan Riley-Smith. What Were the Crusades?. — Macmillan International Higher Education, 2009. — 136 с. — ISBN 978-1-137-01392-7.
- Guenter B. Risse. Mending Bodies, Saving Souls: A History of Hospitals. — Oxford University Press, 1999. — 747 с. — ISBN 978-0-19-974869-3.
- George Ritzer. The Blackwell Companion to Major Contemporary Social Theorists. — John Wiley & Sons, 2008. — 379 с. — ISBN 978-0-470-99990-5.
- James B. Rives. Religion in the Roman Empire. — Wiley, 2006. — 257 с. — ISBN 978-1-4051-0656-6.
- Robert H. Robins. The Byzantine Grammarians: Their Place in History. — Walter de Gruyter, 2011. — 293 с. — ISBN 978-3-11-085722-1.
- Wade Clark Roof. Americans and Religions in the Twenty-first Century. — Sage Publications, 1998. — 244 с. — ISBN 978-0-7619-1309-2.
- Thomas Max Safley. The Reformation of Charity: The Secular and the Religious in Early Modern Poor Relief. — BRILL, 2003. — 222 с. — ISBN 978-0-391-04211-7.
- Michele Renee Salzman, Marianne Sághy, Rita Lizzi Testa. Pagans and Christians in Late Antique Rome: Conflict, Competition, and Coexistence in the Fourth Century. — Cambridge University Press, 2016. — 439 с. — ISBN 978-1-107-11030-4.
- Margaret Schaus. Women and Gender in Medieval Europe: An Encyclopedia. — Taylor & Francis, 2006. — 986 с. — ISBN 978-0-415-96944-4.
- Charles Schmidt. The Social Results of Early Christianity. — Wm. Isbister, 1889. — 526 с.
- C. B. Schmitt, Jill Kraye, Eckhard Kessler, Quentin Skinner. The Cambridge History of Renaissance Philosophy. — Cambridge University Press, 1990. — 986 с. — ISBN 978-0-521-39748-3.
- Joseph A. Schumpeter. History of Economic Analysis. — Routledge, 2006. — 1310 с. — ISBN 978-1-134-83870-7.
- P. Kenneth Seidelmann, United States Naval Observatory Nautical Almanac Office, Great Britain Nautical Almanac Office. Explanatory Supplement to the Astronomical Almanac. — University Science Books, 2006. — 786 с. — ISBN 978-1-891389-45-0.
- Shulamith Shahar. The Fourth Estate: A History of Women in the Middle Ages. — Routledge, 2003. — 283 с. — ISBN 978-1-134-39420-3.
- Baruch A. Shalev. 100 Years of Nobel Prizes. — Atlantic Publishers & Dist, 2003. — 160 с. — ISBN 978-81-269-0278-1.
- Michael Sharratt. Galileo: Decisive Innovator. — Cambridge University Press, 1996. — 268 с. — ISBN 978-0-521-56671-1.
- Richard A. Spinello. The Encyclicals of John Paul II: An Introduction and Commentary. — Rowman & Littlefield, 2016. — 267 с. — ISBN 978-1-4422-1941-0.
- Paolo Squatriti. Water and Society in Early Medieval Italy, AD 400-1000. — Cambridge University Press, 2002. — 214 с. — ISBN 978-0-521-52206-9.
- Rodney Stark. The Rise of Christianity: A Sociologist Reconsiders History. — Princeton University Press, 2020. — 179 с. — ISBN 978-0-691-21429-0.
- Marc Stauch, Kay Wheat, John Tingle. Text, Cases and Materials on Medical Law and Ethics. — Routledge, 2011. — 674 с. — ISBN 978-0-415-58231-5.
- Andrew Steane. Faithful to Science: The Role of Science in Religion. — OUP Oxford, 2014. — 174 с. — ISBN 978-0-19-102513-6.
- Peter N. Stearns. Gender in World History. — Psychology Press, 2000. — 180 с. — ISBN 978-0-415-22311-9.
- Barry S. Strauss, Thomas F. X. Noble, William Cohen. Western Civilization: The Continuing Experiment. — Houghton Mifflin Company, 2005. — 1076 с. — ISBN 978-0-618-56190-2.
- Glenn S. Sunshine. Why You Think the Way You Do: The Story of Western Worldviews from Rome to Home. — Zondervan Academic, 2009. — 145 с. — ISBN 978-0-310-32354-9.
- Donald Swenson. Society, Spirituality, and the Sacred: A Social Scientific Introduction. — University of Toronto Press, 2009. — 472 с. — ISBN 978-0-8020-9680-7.
- Olufemi Taiwo. How Colonialism Preempted Modernity in Africa. — Indiana University Press, 2010. — 368 с. — ISBN 978-0-253-22130-8.
- Lillian Taiz. Hallelujah Lads & Lasses: Remaking the Salvation Army in America, 1880-1930. — Univ of North Carolina Press, 2001. — 268 с. — ISBN 978-0-8078-4935-4.
- Basil Tatakis, Vasileios N. Tatakēs, Vasileios N. Tatakes. Byzantine Philosophy. — Hackett Publishing, 2003. — 468 с. — ISBN 978-0-87220-563-5.
- Mark R. Teasdale. Methodist Evangelism, American Salvation: The Home Missions of the Methodist Episcopal Church, 1860–1920. — Wipf and Stock Publishers, 2014. — 293 с. — ISBN 978-1-63087-327-1.
- Henry Thomas. Living Biographies of Great Philosophers. — Garden City publishing Company, Incorporated, 1941. — 335 с.
- John Hudson Tiner. 100 Scientists Who Shaped World History. — Paw Prints, 2008. — 112 с. — ISBN 978-1-4395-4872-1.
- Howard Tumber, Silvio Waisbord. The Routledge Companion to Media and Human Rights. — Routledge, 2017. — 675 с. — ISBN 978-1-317-21512-7.
- Mary Thurlkill. Sacred Scents in Early Christianity and Islam. — Rowman & Littlefield, 2016. — 213 с. — ISBN 978-0-7391-7453-1.
- Gerhard Uhlhorn. Christian Charity in the Ancient Church. — T. & T. Clark, 1883. — 440 с.
- Walter Ullmann. A Short History of the Papacy in the Middle Ages. — Routledge, 2003. — 297 с. — ISBN 978-1-134-41535-9.
- Christopher Thao Vang. Hmong Refugees in the New World: Culture, Community and Opportunity. — McFarland, 2016. — 474 с. — ISBN 978-1-4766-2262-0.
- Alan Roy Vincelette. Recent Catholic Philosophy: The Nineteenth Century. — Marquette University Press, 2009. — 418 с. — ISBN 978-0-87462-756-5.
- Scott L. Waugh, Peter Diehl. Christendom and Its Discontents: Exclusion, Persecution, and Rebellion, 1000-1500. — Cambridge University Press, 2002. — 390 с. — ISBN 978-0-521-52509-1.
- Allen Weinstein, David Rubel, James Axtell. The Story of America: Freedom and Crisis from Settlement to Superpower. — DK Publishing Company, 2002. — 696 с. — ISBN 978-0-7894-8903-6.
- Wilfrid Werbeck. Die Religion in Geschichte und Gegenwart: Reg.-Bd. / Bearb. von Wilfrid Werbeck. — Mohr, 1986. — 32 с. — ISBN 978-3-16-145098-3.
- Elizabeth Wicks. The State and the Body: Legal Regulation of Bodily Autonomy. — Bloomsbury Publishing, 2016. — 256 с. — ISBN 978-1-5099-0996-4.
- Robert Louis Wilken. The Spirit of Early Christian Thought: Seeking the Face of God. — Yale University Press, 2003. — 406 с. — ISBN 978-0-300-10598-8.
- John Witte. From Sacrament to Contract: Marriage, Religion, and Law in the Western Tradition. — Westminster John Knox Press, 1997. — 332 с. — ISBN 978-0-664-25543-5.
- Thomas Woods Jr. How the Catholic Church Built Western Civilization. — Regnery Publishing, 2012. — 306 с. — ISBN 978-1-59698-328-1.
- Spencer E. Young. Crossing Boundaries at Medieval Universities. — BRILL, 2010. — 360 с. — ISBN 978-90-04-19216-4.
- John Younger. Sex in the Ancient World from A to Z. — Routledge, 2004. — 362 с. — ISBN 978-1-134-54702-9.

### Статьи
- Вероника Вячеславовна Чемеринская. Влияние Византийского права на древнерусское и российское законодательство X-XVII вв.: Опыт сравнительного анализа. — Москва, 2003.
- Отцы и учители Церкви : [арх. 8 октября 2022] / П. К. Доброцветов // Океанариум — Оясио [Электронный ресурс]. — 2022. — С. 704. — (Большая российская энциклопедия : [в 35 т.] / гл. ред. Ю. С. Осипов ; 2004—2017, т. 24). — ISBN 978-5-85270-361-3.
- Tal Dingott Alkopher. The Social (and Religious) Meanings that Constitute War: The Crusades as Realpolitik vs. Socialpolitik (англ.) // International Studies Quarterly. — 2005. — Vol. 49, iss. 4. — P. 715–738. — ISSN 1468-2478 0020-8833, 1468-2478. — doi:10.1111/j.1468-2478.2005.00385.x.
- Milton V. Anastos. The History of Byzantine Science. Report on the Dumbarton Oaks Symposium of 1961 // Dumbarton Oaks Papers. — 1962. — Т. 16. — С. 409–411. — ISSN 0070-7546. — doi:10.2307/1291170. — JSTOR 1291170.
- George Becker. The merton thesis: Oetinger and German Pietism, a significant negative case (англ.) // Sociological Forum. — 1992. — Vol. 7, iss. 4. — P. 641–660. — ISSN 1573-7861. — doi:10.1007/BF01112319.
- Rachel Burk. Salus Erat in Sanguine: Limpieza De Sangre and Other Discourses of Blood in Early Modern Spain // Publicly Accessible Penn Dissertations. — 2010.
- David A. King. The Astronomical Works of Gregory Chioniades. Volume I: Zīj al-⊂Alā⊃ī . Gregory Chioniades, David Pingree An Eleventh-Century Manual of Arabo-Byzantine Astronomy. Alexander Jones (англ.) // Isis. — 1991. — Vol. 82, iss. 1. — P. 116–118. — ISSN 1545-6994 0021-1753, 1545-6994. — doi:10.1086/355661.
- THE EPISCOPALIANS: AN AMERICAN ELITE WITH ROOTS GOING BACK TO JAMESTOWN (Published 1981) (англ.) // The New York Times. — 1981.
- Diana Feige, Franz G M. Feige. Love, Marriage, and Family in Puritan Society. (англ.) // Dialogue & Alliance 9, no. 1 (March 1, 1995): 96-114. — 1995. — 1 March (no. 9). — P. 96—114.
- Roy Flechner. Pope Gregory and the British: mission as a canonical problem (англ.). — Université de Bretagne occidentale, 2015. — ISBN 979-10-92331-21-9.
- Vivian C. Fox. Poor Children's Rights in Early Modern England (англ.) // Journal of Psychohistory. — 1996. — January (vol. 23, no. 3). — ISSN 0145-3378.
- Andrew Hacker. Liberal Democracy and Social Control (англ.) // American Political Science Review. — 1957. — Vol. 51, iss. 4. — P. 1009–1026. — ISSN 1537-5943 0003-0554, 1537-5943. — doi:10.2307/1952449.
- Charles H. Haskins. The Life of Medieval Students as Illustrated by their Letters // The American Historical Review. — 1898. — Т. 3, вып. 2. — С. 203. — doi:10.2307/1832500. — JSTOR 10.2307/1832500.
- Index Librorum Prohibitorum (англ.). Encyclopædia Britannica. Дата обращения: 4 декабря 2020.
- Alexander Jones. The Works of Archimedes: Translation and Commentary Volume 1 The Two Books On the Sphere and the Cylinder (англ.) // Notices of the american mathematical society. — 2005. — May (vol. 52, no. 5). — ISSN 0002-9920.
- Gary Macy. Get the facts in order (англ.) // U.S. Catholic Faith in Real Life. — 2013. — Vol. 78, no. 1.
- Guiseppe Marcocci. From start to finish: the history of the Portuguese Inquisition revisited. — Esfera dos Livros, 2013. — P. no page #s available.
- Andrew R. Murphy. Tolerance, Toleration, and the Liberal Tradition (англ.) // Polity. — 1997. — Vol. 29, iss. 4. — P. 593–623. — ISSN 1744-1684 0032-3497, 1744-1684. — doi:10.2307/3235269.
- Nestorianism (англ.). Encyclopædia Britannica. Дата обращения: 10 сентября 2020.
- Felicity O'Brien. Pope Pius XII: Architect for Peace (англ.) // Theology. — 2016. — doi:10.1177/0040571X0110400645.
- Kirsten Stoffregen Pedersen. Is the Church of Ethiopia a Judaic Church? (англ.) // Warszawskie Studia Teologiczne. — 1999. — No. XII/2/1999. — P. 203—216.
- Bernard Pick. Historical Sketch of the Jews Since Their Return from Babylon. With Illustrations of Jewish Customs and Life. (Concluded.) // The Open Court. — 1897. — Т. 6, вып. 3.
- Jonathan Riley-Smith. CRUSADING AS AN ACT OF LOVE (англ.) // History. — 1980. — Vol. 65, iss. 214. — P. 177–192. — ISSN 1468-229X 0018-2648, 1468-229X. — doi:10.1111/j.1468-229X.1980.tb01939.x.
- R. B. Spain. A History of Religion in the United States. By Clifton E. Olmstead. Englewood Cliffs, N. J.: Prentice-Hall, Inc., 1960. 594 pp. $7.50 (англ.) // Journal of Church and State. — 1962. — Vol. 4, iss. 2. — P. 222–223. — ISSN 2040-4867 0021-969X, 2040-4867. — doi:10.1093/jcs/4.2.222.
- Sung Ho Kim. Max Weber // The Stanford Encyclopedia of Philosophy  / Edward N. Zalta. — Metaphysics Research Lab, Stanford University, 2020.
- Jacques Verger. Parisian Scholars in the Early Fourteenth CenturyWilliam J. Courtenay Cambridge University Press, Cambridge, 1999 (285 pages). ISBN 0-521-64212-4 (англ.) // European Review. — 2000. — Vol. 8, iss. 2. — P. 268–269. — ISSN 1474-0575 1062-7987, 1474-0575. — doi:10.1017/S106279870000483X.